# Stockage des céréales
Vous lisez un « bon article » labellisé en 2009.

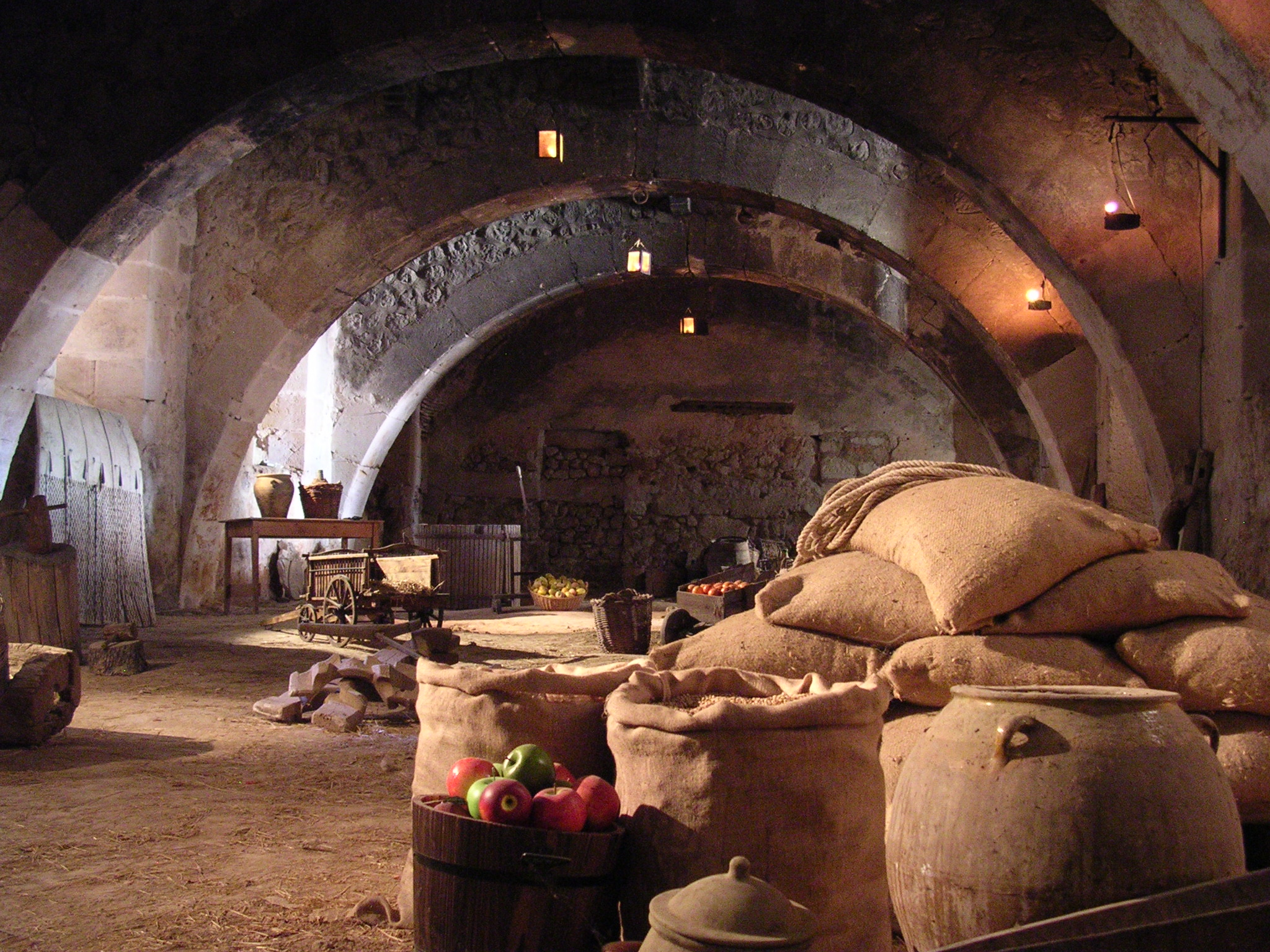
Parmi les réserves alimentaires indispensables à la survie des groupes humains, le stockage des céréales, riches en amidon, revêt une importance particulière

Les réserves de céréales constituent un élément vital pour la survie des groupes humains. Apparue aux environs de la révolution néolithique, la maîtrise du stockage des céréales est essentielle dans l'organisation de la plupart des sociétés car elle est impliquée dans trois activités humaines majeures :
1. l'alimentation, par la conservation des grains, riches en amidon, à court et moyen terme en prévision de mauvaises récoltes, de disettes ou de conflits ;
2. l'agriculture, en assurant la préservation des semences nécessaires pour la production des années suivantes. Le maintien du pouvoir germinatif est également essentiel pour l'orge de brasserie qui sera soumis aux opérations de maltage ;
3. le commerce, avec la constitution de stocks de grains pour l'échange.

Des greniers protohistoriques et fosses à grains jusqu'aux silos modernes, les groupes humains ont développé de nombreuses solutions pour la maîtrise des dangers inhérents à la conservation des céréales. Les écrits des ingénieurs militaires, les traités des agronomes latins, des hygiénistes ou des mécaniciens du XIXe siècle témoignent encore des efforts mis en œuvre pour améliorer les conditions de stockage. Parallèlement, si archéologues et ethnologues ont perçu l’importance des modes de conservation dans l’organisation des sociétés humaines, c’est aussi parce que la dimension sociale et économique de la technique est sous-jacente.
Si les modalités techniques ont varié avec les époques et les lieux, les enjeux sont toujours restés les mêmes et l’évolution technique a surtout permis une augmentation des capacités de stockage et une accélération des échanges.

## Dangers associés à la conservation des céréales

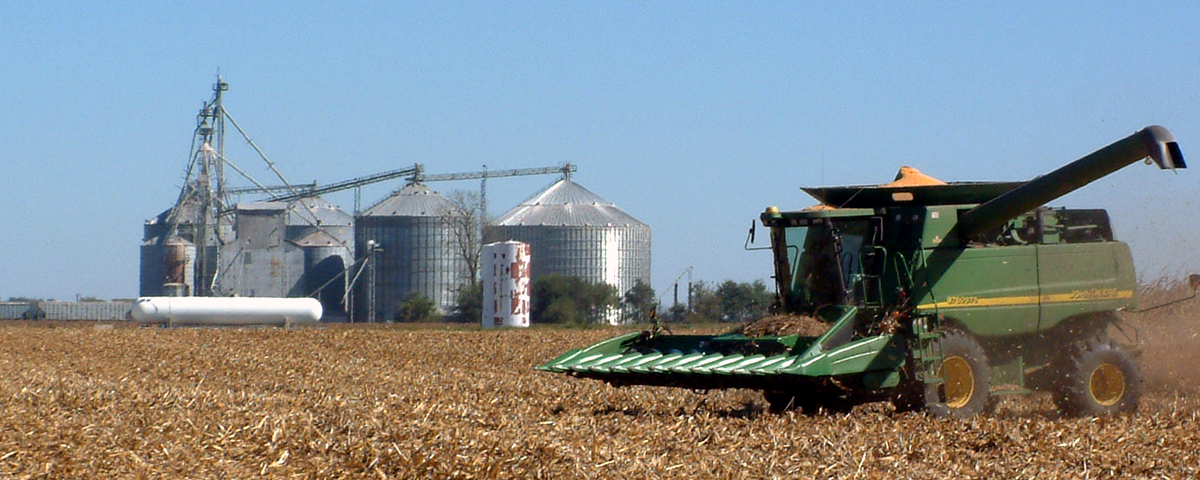
Moissonneuse-batteuse et silos de conservation

Tout grain stocké est susceptible de subir une dégradation de ses qualités technologiques, alimentaires et sanitaires. Dans ce paragraphe, on utilisera le terme de danger pour désigner, « tout agent biologique, chimique ou physique présent dans un aliment ou un état de cet aliment pouvant entraîner un effet néfaste sur la santé ». Il s’agira notamment de bactéries, de virus, de parasites, de substances chimiques, de corps étrangers. Le danger concerne le consommateur, avec les conséquences en matière de santé publique, mais aussi le produit, en affectant sa valeur économique.
En matière de conservation des céréales, trois types de dangers sont couramment identifiés :
1. Les dangers physiques correspondant à la présence de corps étrangers
2. Les dangers chimiques : essentiellement présence de métaux lourds, de résidus d'insecticides et les dioxines
3. Les dangers biologiques : les insectes et acariens, les rongeurs et volatiles et/ou leurs traces macroscopiques, les moisissures, les mycotoxines, les salmonelles et le Bacillus cereus.

### Les insectes
Les insectes engendrent une altération des grains et sont source de souillures et de contaminations : ce sont des vecteurs de germes. Malgré une lutte de plus en plus technique leur éradication semble impossible. Les contrats commerciaux stipulent que tout lot de grain doit être refusé si un seul insecte vivant y est repéré.
La plupart des insectes des grains stockés appartiennent à deux ordres biologiques : les coléoptères et les lépidoptères. Les principaux insectes ravageurs sont :
- Les charançons : charançon du blé (Sitophilus granarius) et charançon du riz (Sitophilus oryzae). Les femelles attaquent les grains entiers et pondent leurs œufs à l'intérieur, puis les larves se développent dans l'amande de blé, d'orge, de maïs et de riz principalement. Les températures optimales de développement se situent entre 30 et 32 °C : dans ces conditions une nouvelle génération d'insectes apparaît en 24 à 26 jours. Les charançons sont les insectes contaminants du grain les plus résistants mais, en dessous de 12 °C, ils ne peuvent plus se reproduire. Un séjour de trois mois à une température de 5 °C entraîne la mort des adultes et de toutes les autres formes (œufs, nymphes et larves) : le maintien de températures froides constitue donc une protection naturelle efficace ;
- Les triboliums : Tribolium castaneum, Tribolium confusum (Tribolium brun de la farine). En France, on trouve cet insecte plutôt au sud de la Loire. Les triboliums se nourrissent de grains cassés. Leur température optimale de développement se situe entre 32,5 et 36 °C et la durée de leur cycle varie de 18 à 25 jours. C'est l'insecte prédateur des grains le plus prolifique avec en moyenne 400 à 600 œufs par femelle ;
- Les silvains (Oryzaephilus surinamensis) se nourrissent exclusivement de grains cassés de céréales. Leur température optimale de développement comprise entre 30 et 33 °C permet l'apparition d'une autre génération d'adultes en 20 jours. Ils ne peuvent plus se reproduire en dessous de 21 °C ;
- Les capucins des grains (Rhizopertha dominica) : présents surtout en régions méridionales, les capucins adultes font beaucoup plus de dégâts que leurs larves contrairement aux autres insectes. Les adultes se nourrissent de grains entiers de céréales qu'ils dégradent mécaniquement par frottement avant de les consommer. Ils peuvent se développer dans des grains très secs (jusqu'à 8 à 9 % d'humidité). La température optimale de développement est de 34 °C et à ce niveau, une nouvelle génération d'insecte apparaît en 25 jours. En dessous de 21 °C leur reproduction est impossible ;
- Les teignes. Plusieurs espèces sont susceptibles de se nourrir de grains de céréales à paille et de maïs, en s'attaquant au germe : teigne des fruits secs (Plodia interpunctella), teigne des grains (Nemapogon granella). La chenille trahit sa présence par un fil de soie ce qui, en cas de forte infestation, se manifeste par un enchevêtrement de fils blancs sur le dessus du tas de grain. À la température optimale de 30 °C, le cycle de développement ne dure que 23 jours et en dessous de 17 °C il n'y a plus de reproduction possible ;
- Les alucites : alucite des céréales (Sitotroga cereallela). La chenille infeste le stock (céréales à paille et surtout maïs) en se nourrissant du germe, puis de l'intérieur du grain. Les fortes attaques entraînent une perte de pouvoir germinatif et communiquent au grain une odeur de rance. Le cycle évolutif est au minimum de 20 jours à 35 °C et en dessous de 15 °C la reproduction est arrêtée ;
- Les psoques : les poux des livres ou Psocoptera sont des petits insectes de couleur blanchâtre. Du fait de leur petite taille, ils passent souvent inaperçus tant que leur population reste faible et leur action nuisible est plus liée à leur nombre qu'à leurs déprédations. Par contre si l'environnement leur est favorable, en particulier si l'humidité du grain est supérieure à 15 %, ils peuvent pulluler très rapidement, même à basse température. Ils s'alimentent de débris de grain et peuvent aussi s'attaquer au péricarpe ou au germe ;
- Les cryptolestes (Cryptolestes ferrugineus), le dermeste du grain (Trogoderma granarium), la cadelle (Tenebroides mauritanicus )[4].

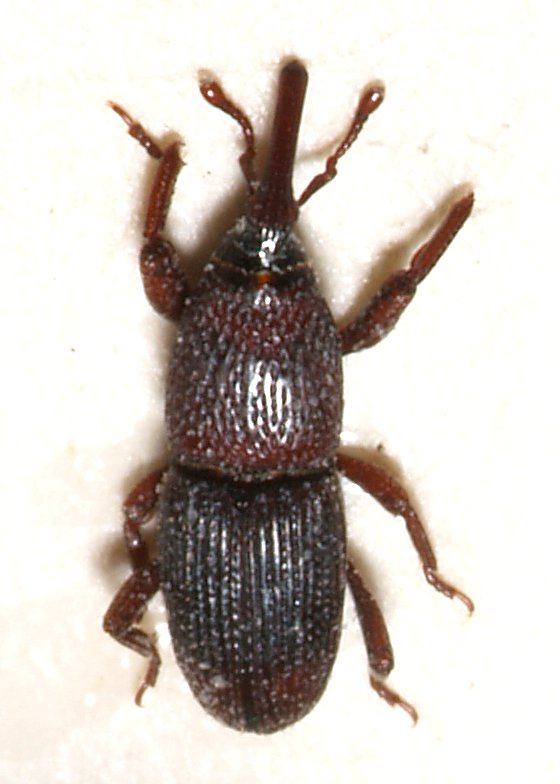
Sitophilus granarius (Charançon du blé)
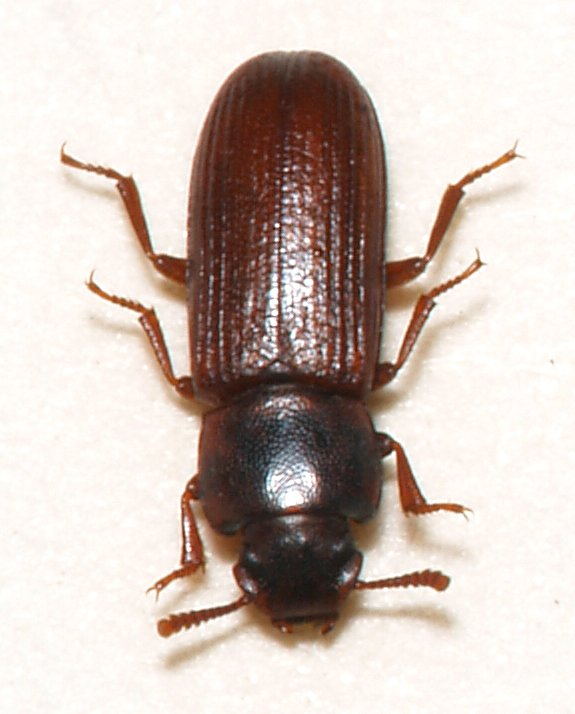
Tribolium confusum (Tribolium brun de la farine)
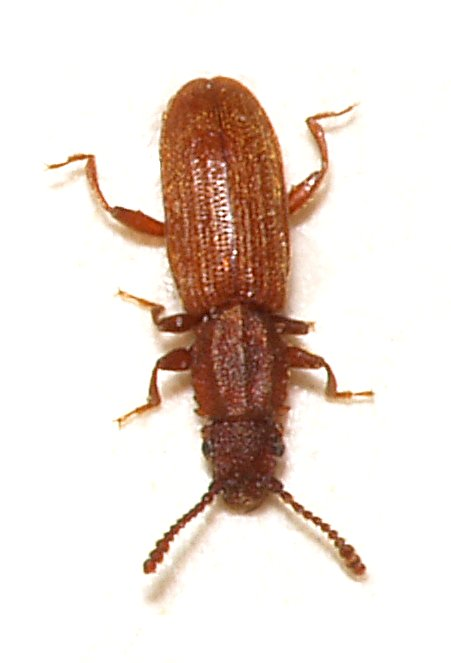
Oryzaephilus surinamensis (Sylvain)
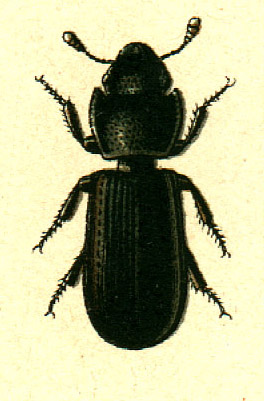
Tenebroides mauritanicus (Cadelle)

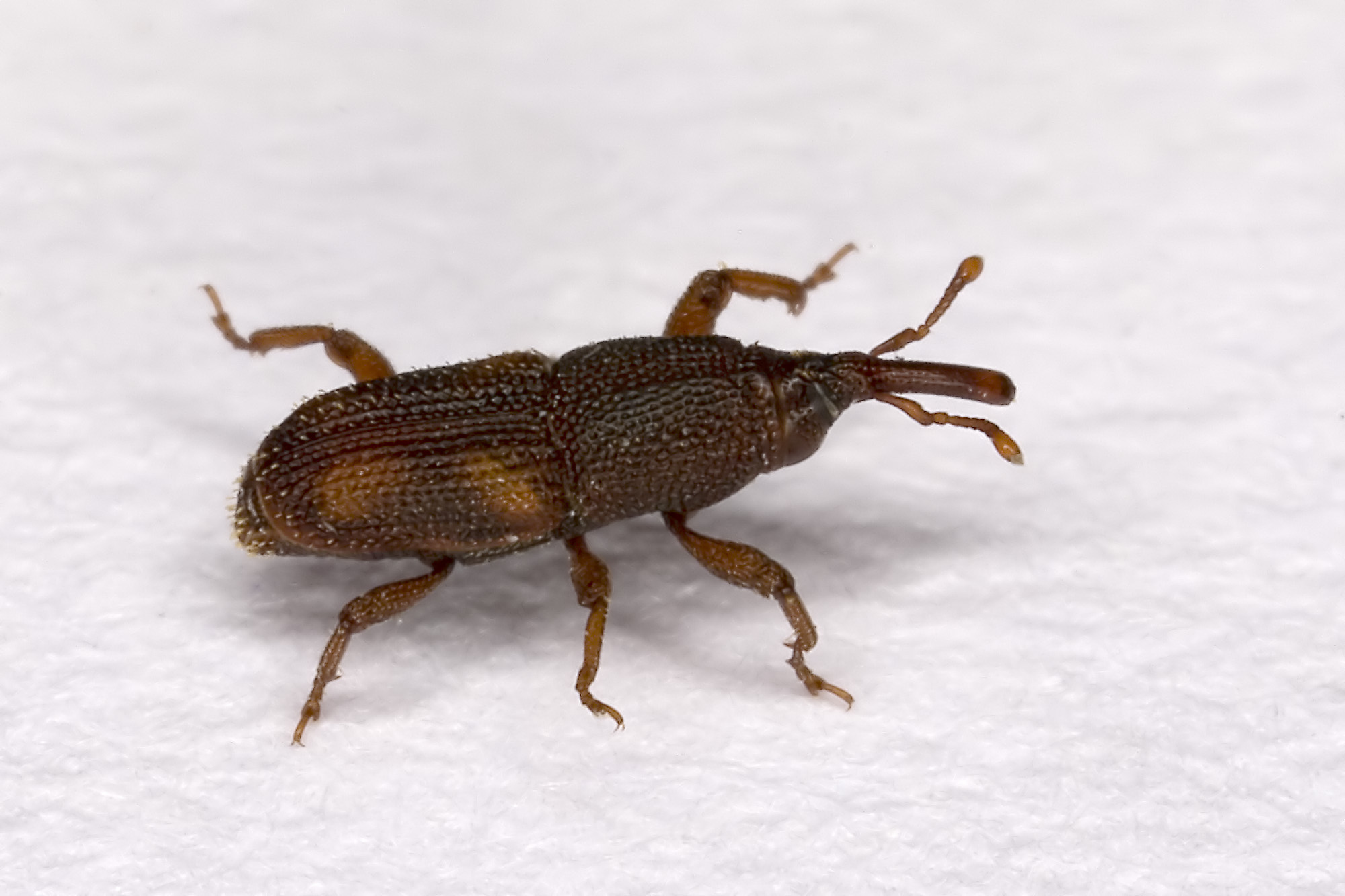
Sitophilus oryzae (Charançon du riz)
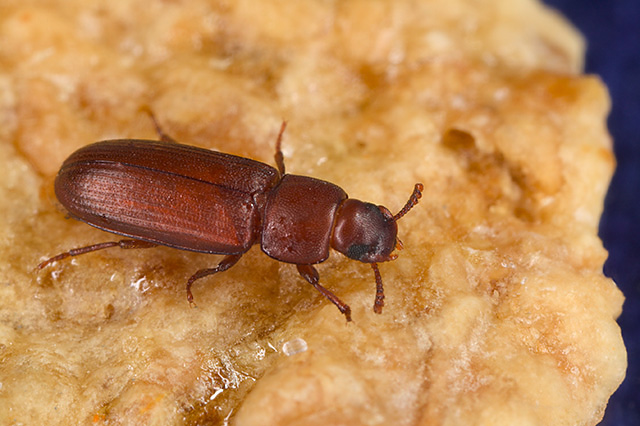
Tribolium castaneum
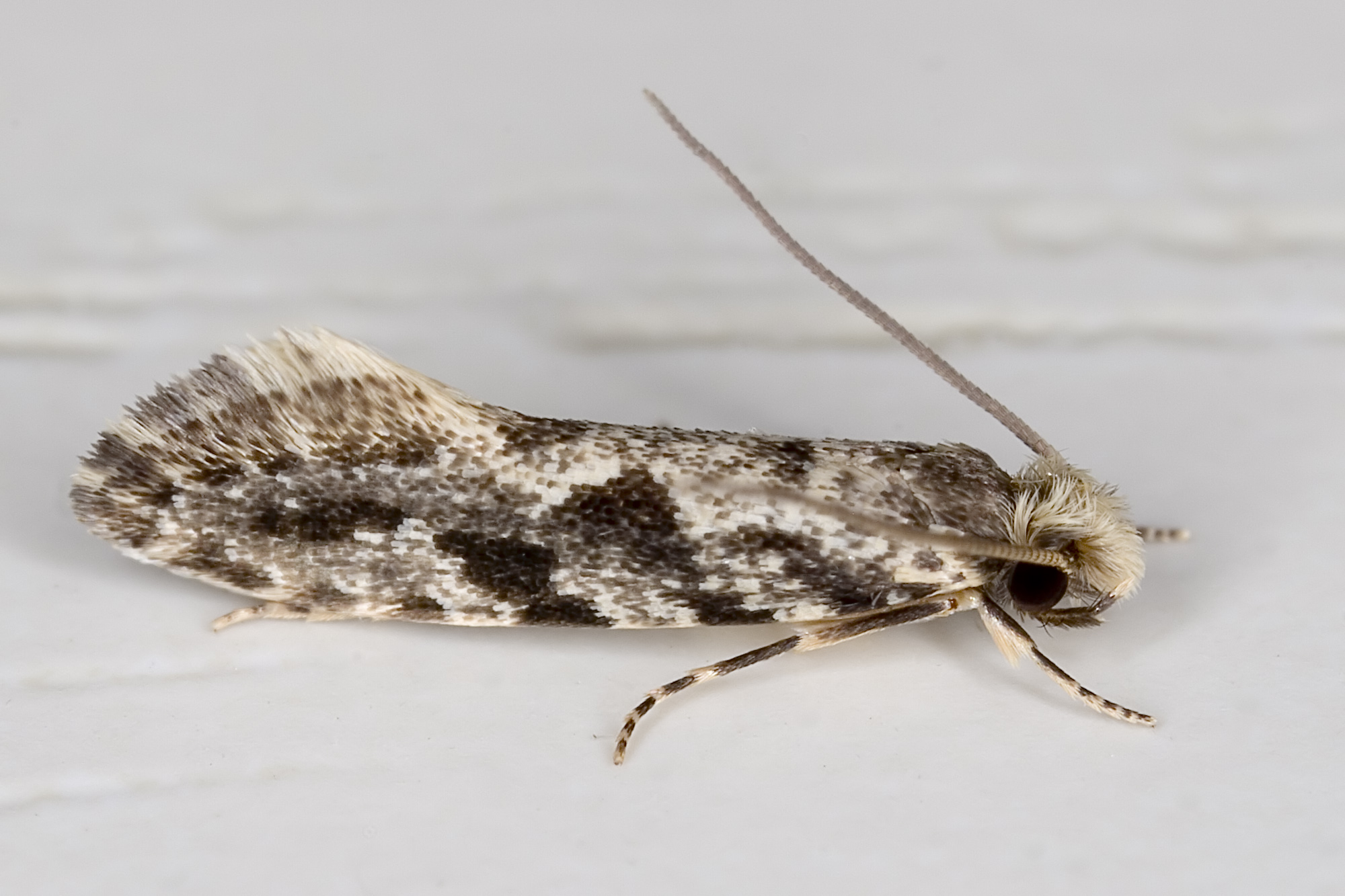
Nemapogon granella (Teigne des grains)
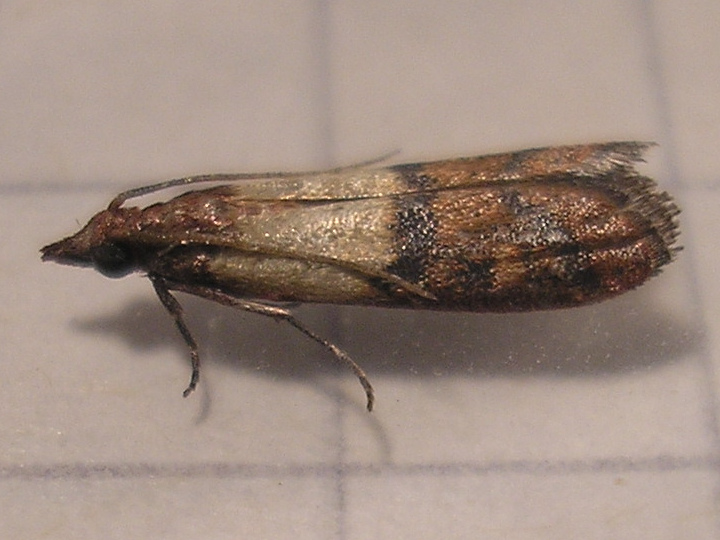
Plodia interpunctella (Teigne des fruits secs)

### Les résidus d'insecticides
On appelle insecticide toute substance utilisée pour lutter contre la présence ou le développement des insectes et acariens dans les grains stockés. Leur présence peut provenir des traitements réalisés en cours de culture (risque faible) et des traitements de désinsectisation réalisés en vue du stockage (risque beaucoup plus important). Leur toxicité peut poser problème lorsque leur teneur est élevée (supérieure voire très supérieure à la limite maximale règlementaire (LMR) définie par la réglementation car les LMR sont plus sévères que les limites toxicologiques). Seules certaines matières actives sont homologuées pour le traitement des céréales stockées dont trois sont actives sur les adultes : le pyrimiphos-méthyl, le deltaméthrine et le chlorpyriphos-méthyl. La perspective récente d'un abaissement des Limites Maximales de Résidus fait craindre une impasse technique pour la conservation des céréales en Europe avec un rejet potentiel de 15 à 20 % des tonnages de céréales importés du fait de leur non-conformité règlementaire.
À titre d'illustration des dangers, rappelons l'« affaire du pain maudit » de Pont-Saint-Esprit : l'intoxication par le dicyandiamide de méthylmercure, un produit contenu dans un fongicide (Panogen) utilisé pour la conservation des grains ayant servi à faire la farine a été évoquée comme une explication possible aux troubles de la population. La justice a retenu cette hypothèse mais cette piste a finalement été abandonnée à la suite d'une thèse en pharmacie soutenue en 1965.

### Les oiseaux
Les dégâts occasionnés par les oiseaux sont d'ordre quantitatif, par prélèvement de grains, et surtout qualitatif, par dépôts de fientes, de plumes, de cadavres sur les grains ou de débris végétaux utilisés pour la construction de leurs nids. Ils constituent donc des vecteurs de germes. Leur présence est liée à un mauvais entretien des locaux et des abords extérieurs : en ce sens ils sont un indicateur des pratiques hygiéniques mises en œuvre dans l'installation de stockage.

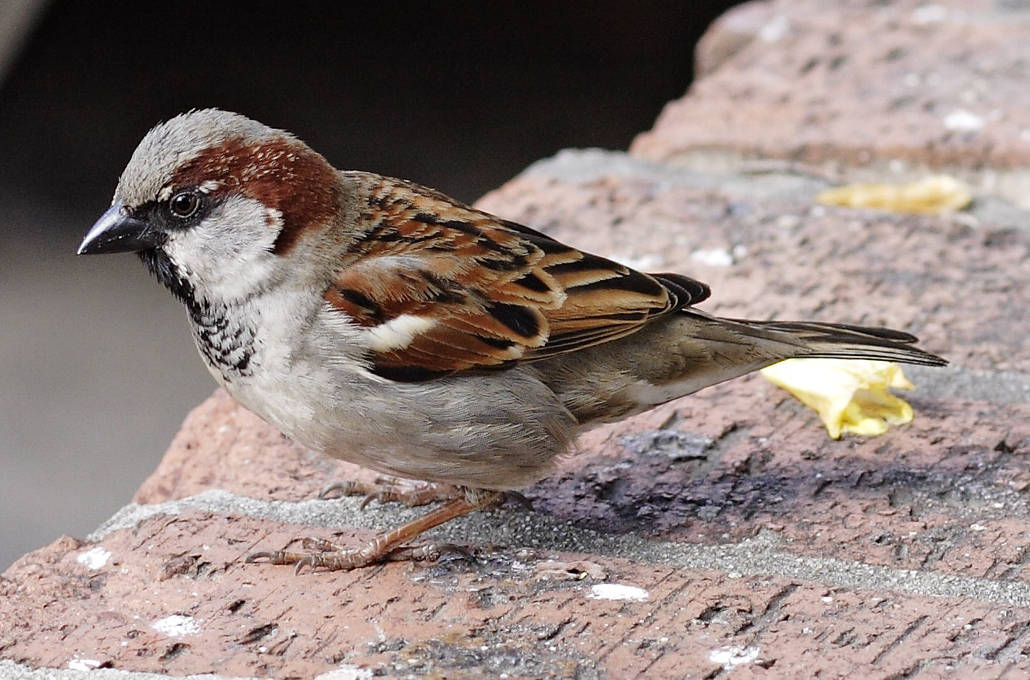
Moineau domestique (Passer domesticus)
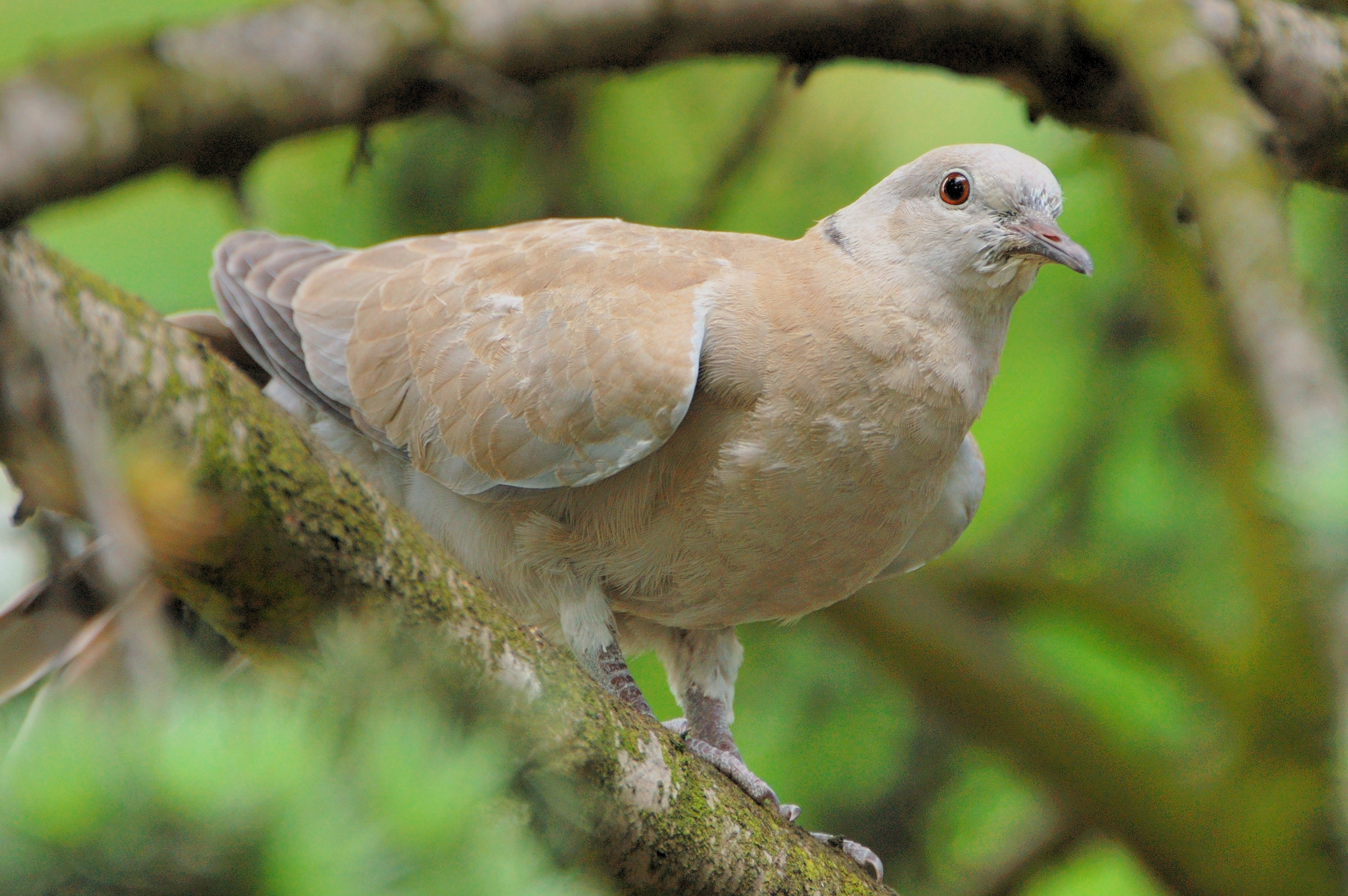
Tourterelle turque (Streptopelia decaocto)
Pigeon biset (Columba livia)

### Les rongeurs
En consommant des grains, les rongeurs, comme les volatiles, provoquent des souillures, des contaminations et une altération des grains stockés. Ce sont des propagateurs de redoutables maladies contagieuses, qu'il s'agisse de la célèbre peste bubonique, du typhus (deux maladies transmises par la puce du rat), de la toxoplasmose, des trichinoses ou encore de la leptospirose.

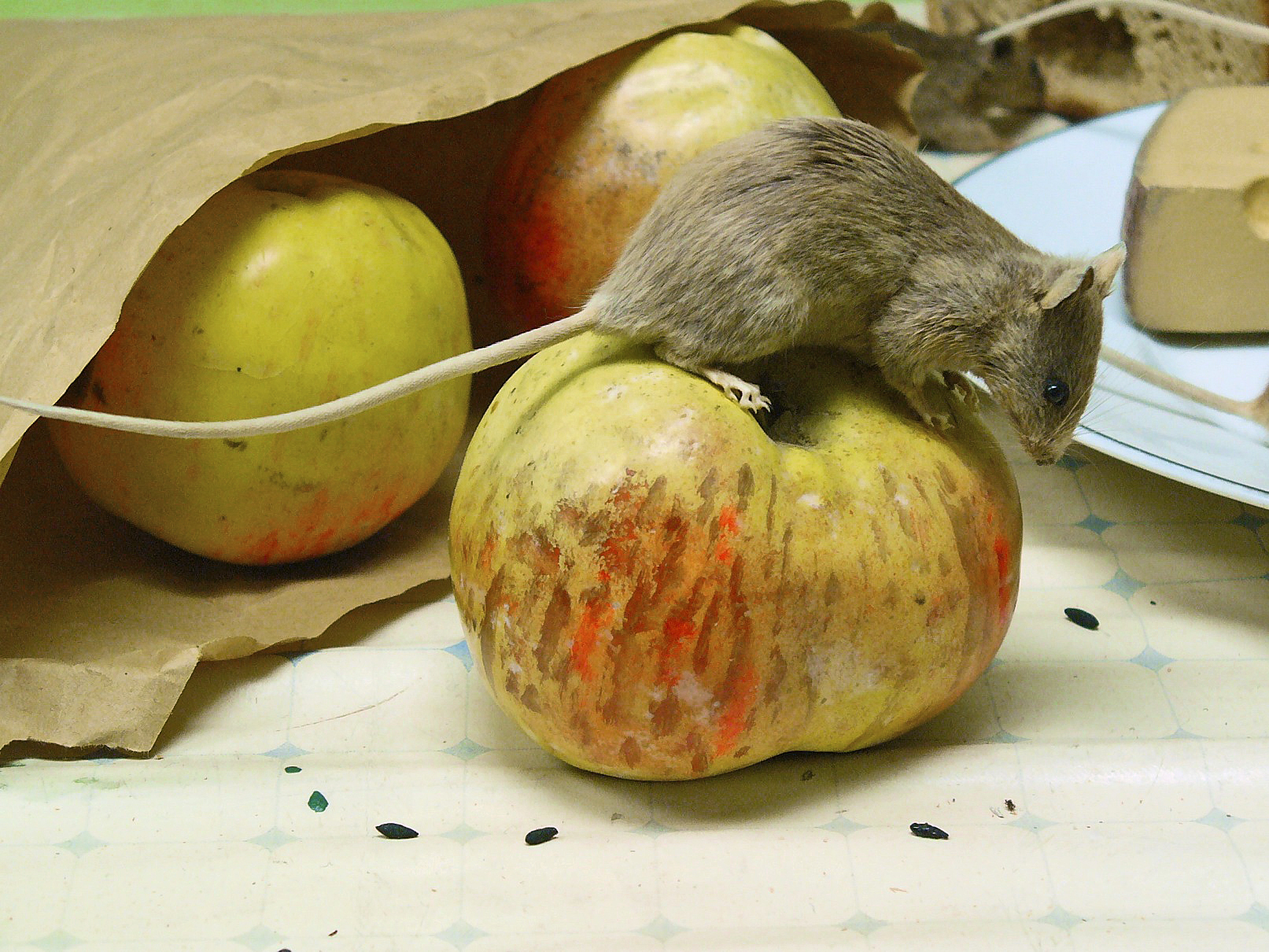
Souris domestique (Mus musculus)
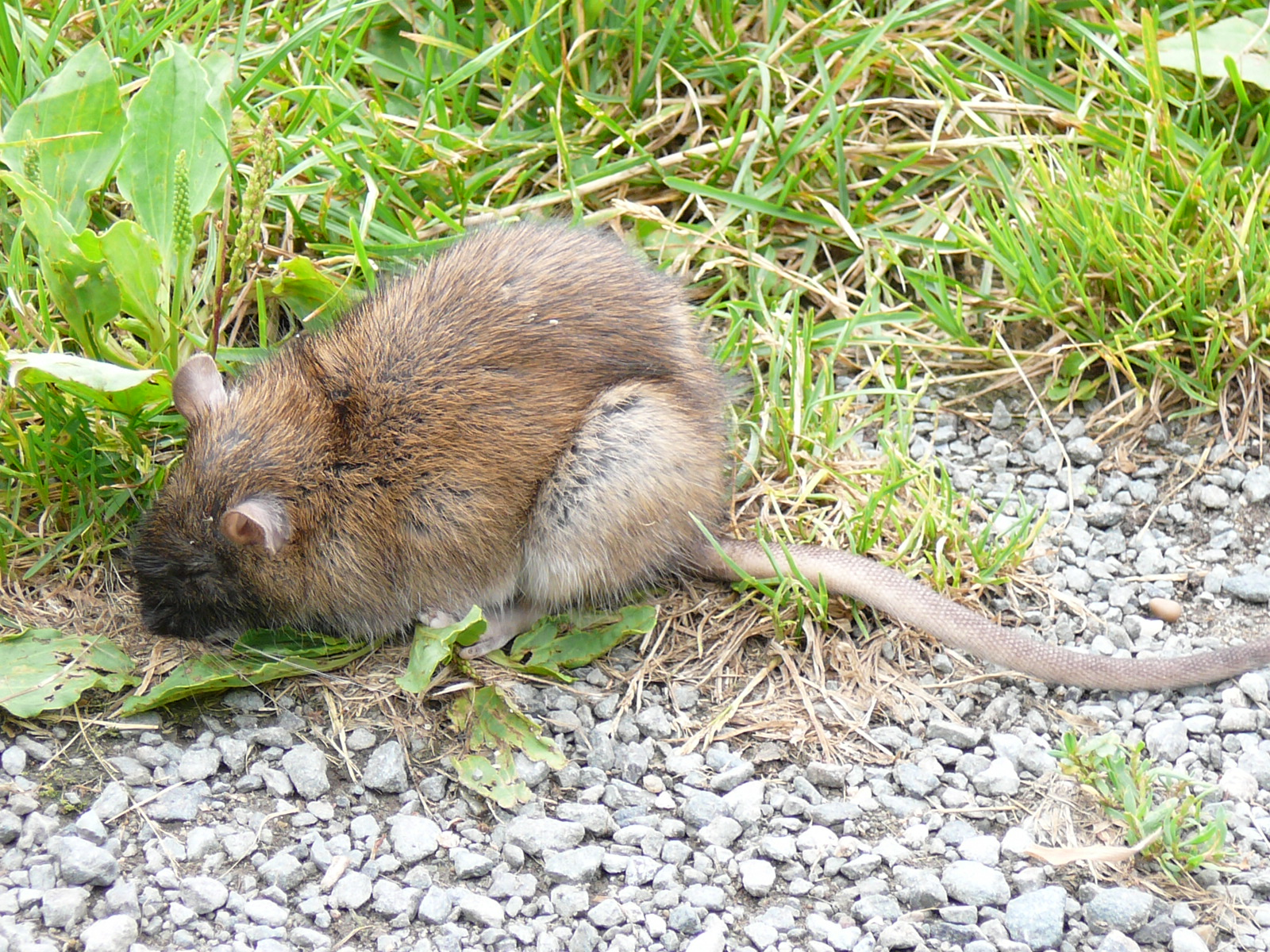
Surmulot ou rat d'égout (Rattus norvegicus)
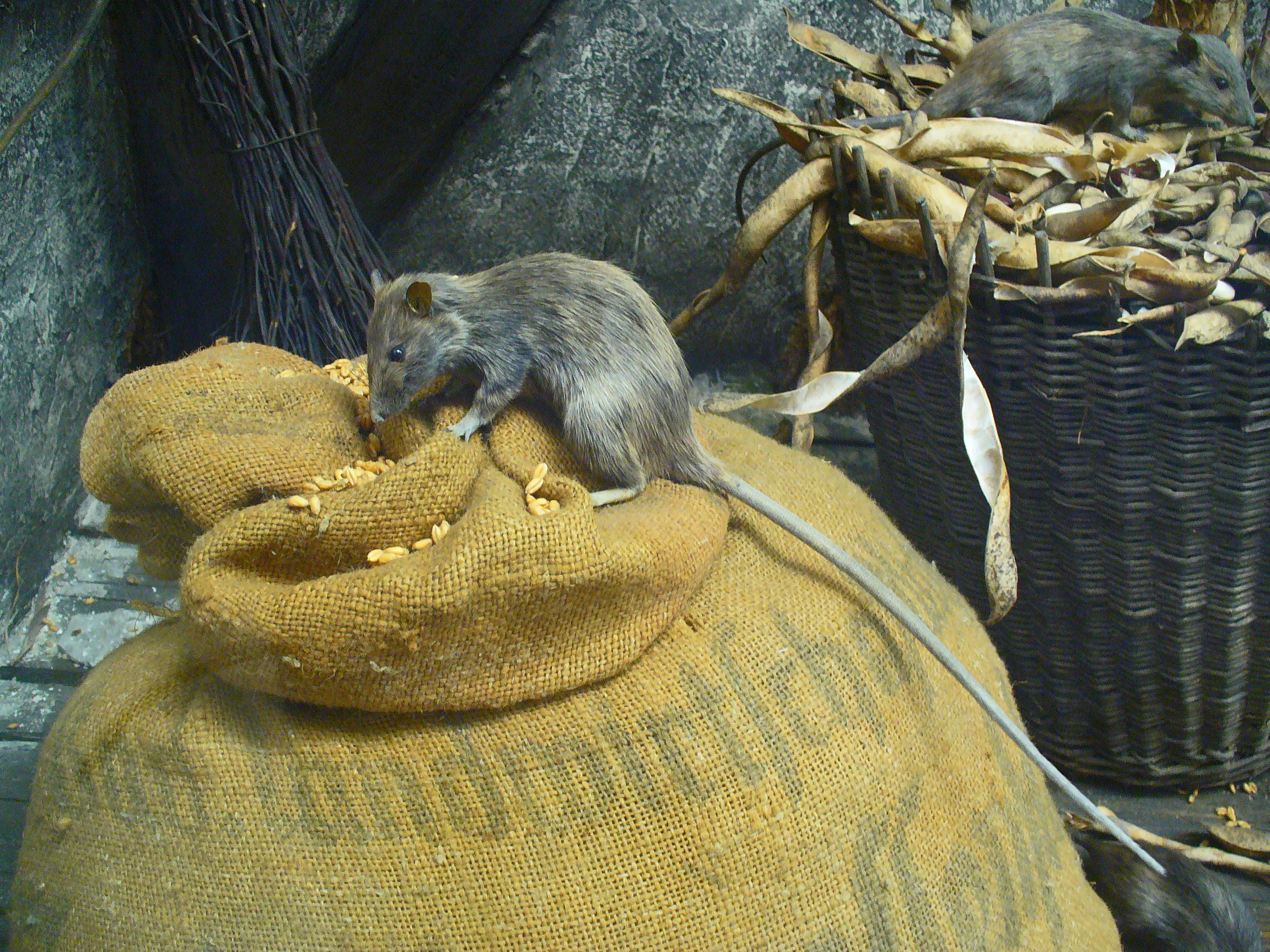
Rat noir (Rattus rattus)

### Moisissures et mycotoxines

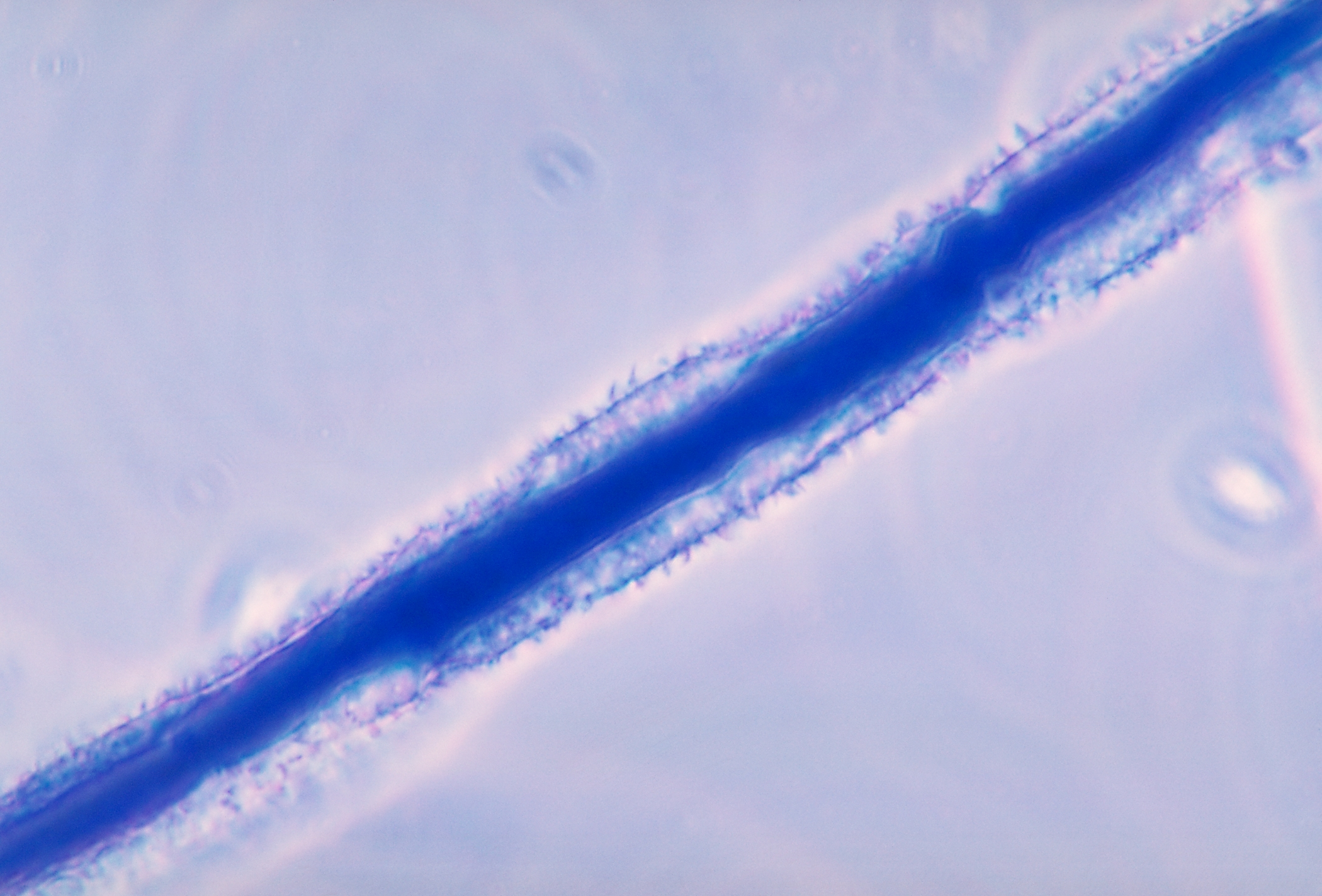
Conidiophore de Aspergillus flavus

Les moisissures peuvent appartenir à toutes les classes de champignons. Elles élaborent de nombreuses spores qui sont disséminées par l'air et l'eau. Non photosynthétiques, les moisissures ne peuvent se développer que sur des substrats organiques, provoquant ainsi leur dégradation avec un changement d'aspect et des altérations organoleptiques. On distingue trois genres principaux :
- les genres composants la flore des champs, qui a besoin d'humidité pour se développer, et qui régresse le plus souvent sur les grains stockés : Alternaria, Fusarium, Helminthosporium, Epicoccum, Septoria, Verticillium ;
- les genres composant la flore intermédiaire, qui peuvent prédominer sur grains insuffisamment secs. On y trouve les mucorales comme Rhizopus, Absidia, Mucor et certaines levures ;
- les genres composant la flore de stockage : essentiellement Aspergillus et Penicillium.

| Thrichothécènes                                                                                         | Fusarium                                      | Maïs, orge, blé, avoine    |
| Zéaralénone                                                                                             | Fusarium graminearum                          | Maïs, blé, sorgho          |
| Fumonisines                                                                                             | Fusarium moniliforme                          | Maïs                       |
| Les mycotoxines de stockage                                                                             |                                               |                            |
| Ochratoxines                                                                                            | Aspergillus ochraceus Penicillium viridicatum | Maïs, orge, blé            |
| Citrinine                                                                                               | Penicillium citrinium                         | Orge, seigle, avoine, maïs |
| Stérigmatocystine                                                                                       | Aspergillus versicolor                        | Blé                        |
| Aflatoxines                                                                                             | Aspergillus parasiticus Aspergillus flavus    | Maïs, sorgho               |
| Source : Guides des bonnes pratiques hygiéniques, Les éditions des Journaux officiels, Paris, août 2004 |                                               |                            |

L'augmentation de la teneur en eau des grains active le développement des moisissures. Lorsque l'activité de l'eau est inférieure à 0,70, il n'y a pas de développement de moisissures mais leur survie est possible. Entre 0,70 et 0,85, les moisissures xérotolérantes et xérophiles peuvent se développer. Au-delà de 0,85 d'activité de l'eau, le développement de l'ensemble des germes fongiques est possible. D'autre part, les moisissures étant des organismes aérobies, leur croissance est d'autant plus faible que la composition en oxygène de l'atmosphère est basse.
Si les moisissures ne représentent pas un danger direct pour la santé, certaines d'entre elles peuvent produire des métabolites, les mycotoxines, qui sont toxiques. En particulier les aflatoxines et les ochratoxines sont impliquées dans les néphrotoxicoses, la carcinogénèse et sont des immunodépresseurs. Les mycotoxines ont une durée de vie souvent bien supérieure à celle des moisissures qui les ont synthétisées. Elles résistent aux traitements thermiques couramment utilisés dans les industries agroalimentaires, à l'oxydation, elles sont stables quel que soit le pH. Toutes les souches des espèces qui ont la capacité de produire des mycotoxines ne le font pas systématiquement, même si toutes les conditions optimales à la toxinogénèse sont réunies.
Les teneurs en mycotoxines pour les denrées alimentaires céréales et oléoprotéagineuses destinées à l'alimentation humaine sont fixées à 2 µg / kg pour l'aflatoxine B1 et à 4 µg / kg pour le total des aflatoxines (B1+B2+G1+G2). Pour l'ochratoxine A, la réglementation fixe les teneurs maximales à 5 µg / kg pour les céréales brutes, y compris le riz et le sarrasin et à 3 µg / kg pour les produits de céréales transformées et les grains de céréales destinés à la consommation humaine directe.

### Bacillus cereus
Bacillus cereus est une bactérie pathogène pour l'homme et les animaux fréquemment rencontrée dans les produits riches en amidon comme le riz et les céréales. Il est capable de produire deux types de toxines dont une est thermostable. Ce bacille est responsable de troubles gastro-intestinaux dus soit à l'ingestion de la toxine préformée dans l'aliment, soit à l'ingestion de la bactérie.
Les lots de grains peuvent être contaminés par les poussières, le sol ou directement par les matières premières livrées. La production de spores lui confère une capacité de survie importante (chaleur, faible activité de l'eau…). Sa température de croissance se situe entre 5 et 37 °C, le pH est optimum entre 4,5 et 7 et une activité de l'eau (Aw) supérieure à 0,95 lui est favorable.

### Les acariens
Les acariens les plus couramment rencontrés dans les denrées stockées sont issus de plusieurs familles. Ils sont de taille très réduite, dépassant rarement le millimètre de longueur, et se présentent sous forme d'agrégats qui les font ressembler à une « poussière vivante ». L'optimum de développement se situe vers 25 °C et 90 % d'humidité relative soit dans les grains à 17-18 % de teneur en eau. Les acariens se nourrissent des moisissures présentes dans les stocks mais ils peuvent consommer les germes humides. Leur cycle de développement est très court, avec seulement 10 à 12 jours entre 23 et 25 °C dans des grains à 17 % d'humidité. Leur mauvaise adaptation au grain sec les empêche de coloniser les stockages de grain réalisés dans de bonnes conditions.

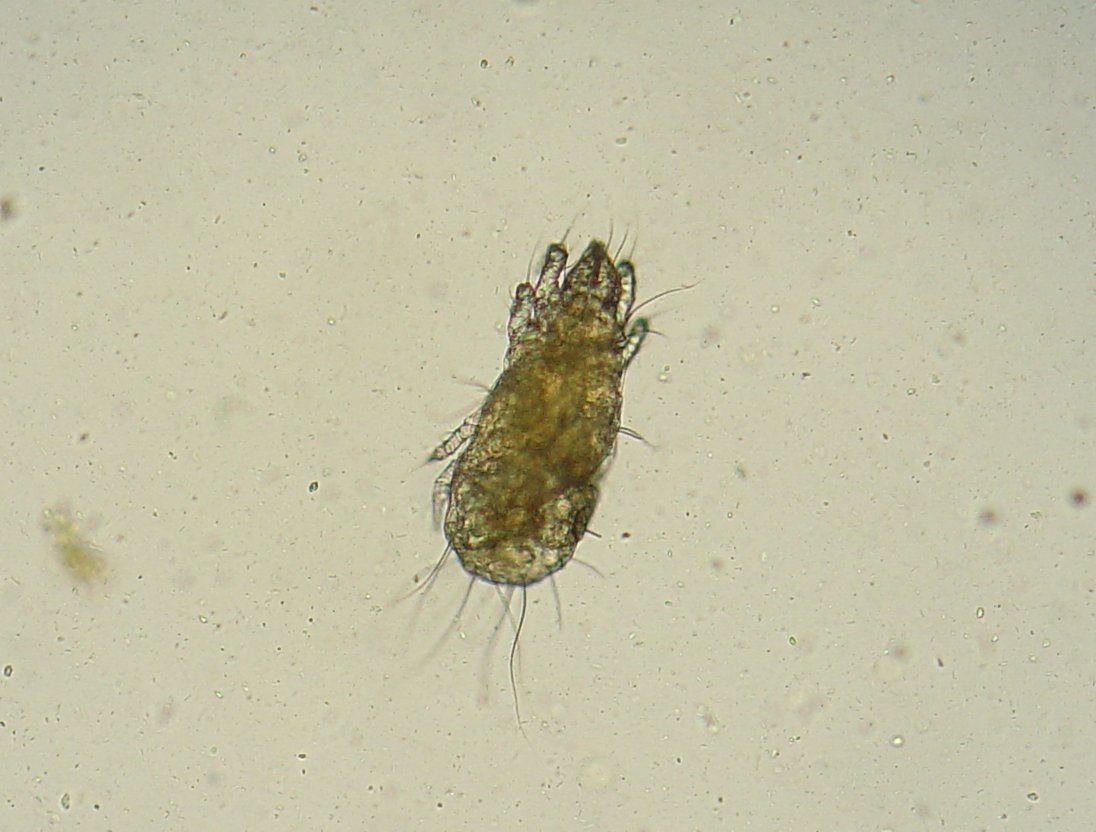
Tyroglyphe de la farine (Acarus siro)
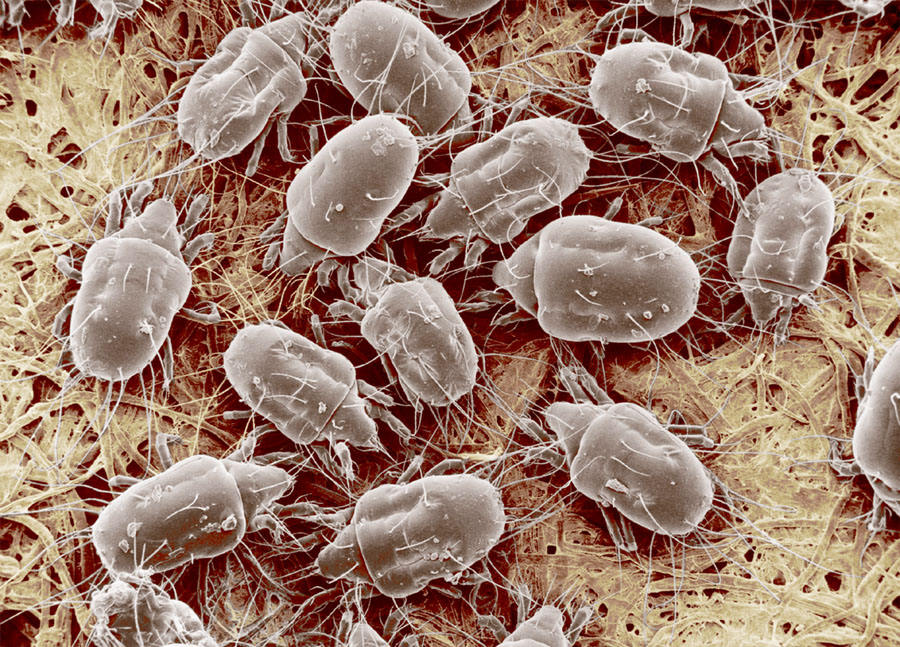
Acarien du colza (Tyrophagus putrescentia)

### Les corps étrangers

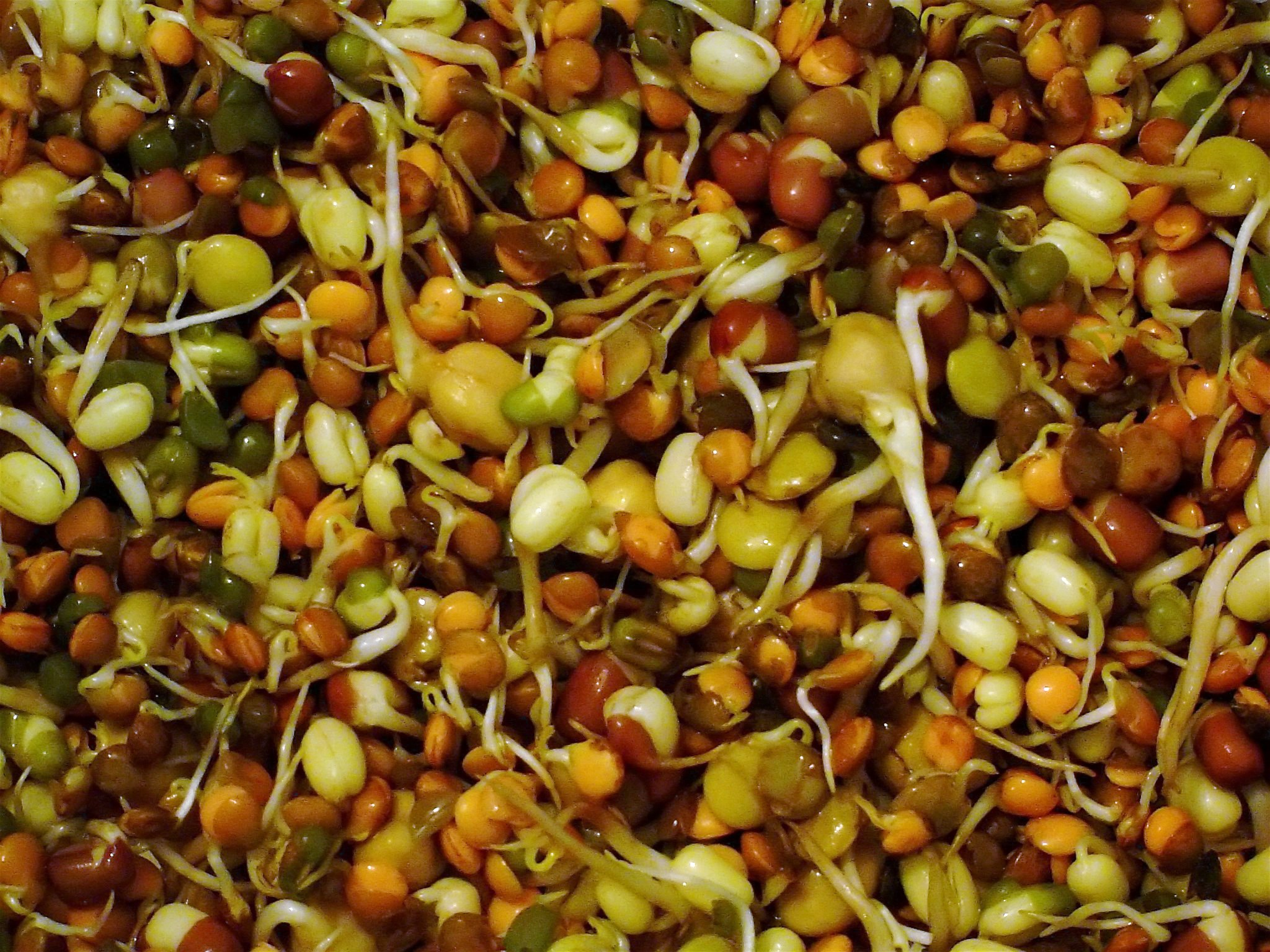
Mélange de graines en germination

La teneur en impuretés figure dans les contrats commerciaux comme critère qualitatif. Il peut s'agir de grains cassés, de grains germés, de grains d'autres espèces ou encore d'impuretés diverses formant la catégorie des corps étrangers. Ceux-ci peuvent être des morceaux de verre, de plastique, des particules métalliques, cailloux, sable, bois et autres débris végétaux... Ils peuvent provenir de la matière première livrée, de la maintenance du matériel de stockage ou de la perte d'objet par le personnel. Dans le cas d'installations de stockage en cases (à plat), l'aspect sanitaire du grain peut être mis en défaut que ce soit par des traces de terre, de gomme de pneumatiques, de fuite d'huile ou d'hydrocarbure. Les corps étrangers font courir un risque pour la sécurité du consommateur (coupure par le verre, usure des dents…) ainsi que pour sa santé du fait de la transmission possible de germes pathogènes.

### Les éléments trace minéraux (ETM)
Les ETM sont le plus souvent métalliques, mais certains comme l'arsenic ou le sélénium n'en sont pas. La majorité sont des oligo-éléments c'est-à-dire qu'en faible concentration ils sont nécessaires à la vie ; d'autres comme le plomb ou le cadmium n'en sont pas et constituent des contaminants métalliques toxiques qui peuvent s'accumuler dans l'organisme. Une contamination des denrées agricoles peut provenir notamment de l'épandage sur les terres agricoles des boues des stations d'épuration
Les teneurs maximales dans les denrées alimentaires, exprimées par rapport au poids à l'état frais, sont fixées comme suit :
- Plomb : 0,2 mg/kg de céréales y compris le sarrasin et les légumineuses ;
- Cadmium : 0,1 mg/kg pour les céréales (sauf son, germe, grain de blé et riz pour lesquels la teneur maximale est fixée à 0,2 mg/kg ainsi que pour les graines de soja).

S'agissant des matières premières pour aliments pour animaux d'origine végétale, les teneurs maximales sont les suivantes :
- Plomb : 10 mg/kg ;
- Cadmium : 1 mg/kg ;
- Mercure : 0,1 mg/kg.

### Risque d’incendie et d’explosion de poussières

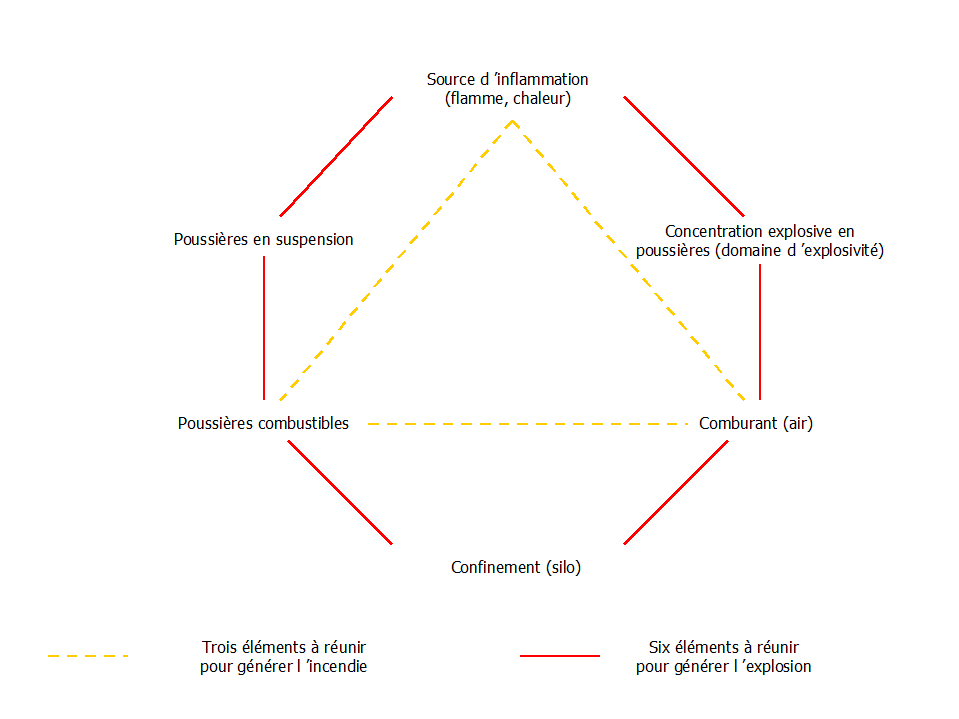
Fig 1 : Conditions d’apparition d’un incendie et d’une explosion dans une installation de stockage de grain

Les silos et plus généralement les installations de stockage de céréales, grains, produits alimentaires ou tout produit organique dégageant des poussières inflammables, peuvent engendrer trois principaux types de dangers : le phénomène d’auto-échauffement, l’incendie et l’explosion.
L’auto-échauffement est causé par la fermentation des grains, ou lorsque les conditions de stockage présentent des températures trop élevées. Si cet auto-échauffement n’est pas maîtrisé, il peut conduire à un incendie. Pour cela il faut réunir trois éléments (fig 1) : une matière combustible (poussières), un comburant (air) et une source d’inflammation (flamme, étincelle, point chaud…). Dans les cas extrêmes, des explosions peuvent survenir lorsque les poussières en suspension ou des gaz inflammables, provenant des phénomènes d’auto-échauffement, sont enflammés par une source d’énergie suffisante. Pour cela il faut la conjonction de six facteurs d’apparition (fig 1). Ce phénomène, rare mais violent, de type coup de poussière, provient des propriétés des surfaces spécifiques dans un état dispersé. De 1997 à 2005, 95 accidents de silos ont été recensés en France : 86 % environ donnant lieu à incendie, et 7 % à explosion. L’exemple le plus spectaculaire est sans doute celui survenu le 20 août 1997 à Blaye dans le domaine portuaire sur la rive droite de la Gironde, faisant 11 morts. Cet accident affecta principalement un silo vertical d’un ensemble de 45 cellules cylindriques (40 mètres de hauteur), ainsi que les locaux administratifs et techniques qui y étaient accolés. Les dégâts furent tels que le site a dû être entièrement rasé. L'accident fut à l'origine d'une révision de la règlementation des installations classées en France.
En France, l'INERIS a mis à jour en mai 2000 ses recommandations « pour la conception et l’exploitation, de silos de stockage de produits agro- alimentaires vis-à-vis des risques d’explosion et d’incendie» (en un guide de 195 pages)

## Les solutions historiques

### Typologie des modes de stockage à moyen et long terme

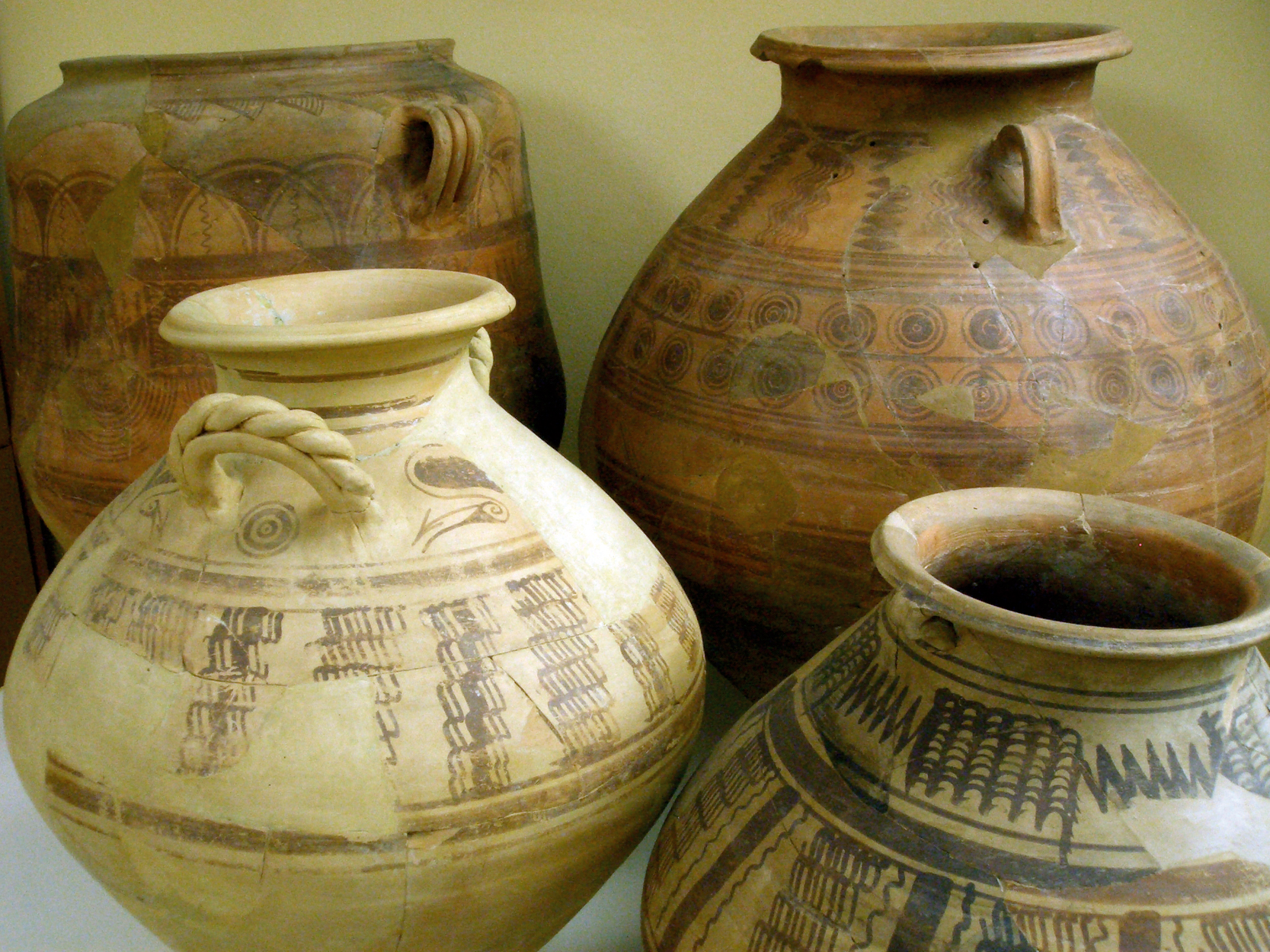
Un exemple de tinajas

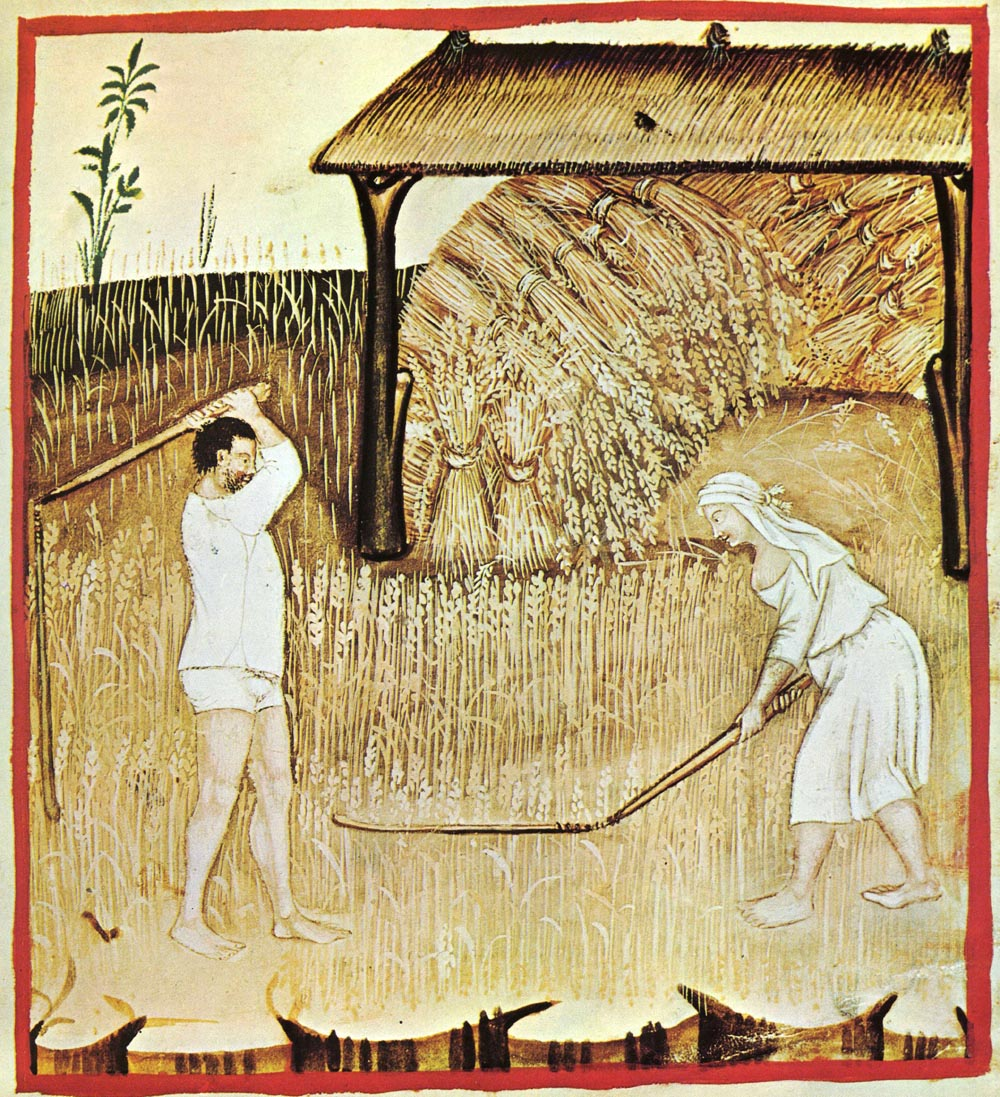
Stockage à l'air libre des céréales en gerbes avant battage
Illustration du Tacuinum Sanitatis

Les études portant sur l’arc nord-méditerranéen illustrent la diversité des techniques employées pour la constitution de réserves à céréales. Ainsi, entre 900 av. J.-C. et 125 av. J.-C coexistent deux techniques opposées : le stockage à l'air libre et le stockage en atmosphère confinée. Durant la protohistoire, l’urne en céramique non tournée sert en priorité pour un stockage à court et moyen terme dans un cadre domestique alors que le silo, fosse à embouchure rétrécie creusée dans le sol, constitue le mode le plus approprié pour un stockage confiné à long terme (ensilage), qu’il soit à finalité agricole (semences), domestique (réserves familiales), sociales (réserves communautaires, stocks en prévision de disette ou de conflit) ou commerciale pour l’échange. Les Gaulois empruntent aux Grecs l’usage du pithos, récipient bien adapté au stockage des céréales à court et moyen terme en atmosphère ventilée, tandis que les Ibères développent un type particulier de céramique tournée (tinajas). Chez les Gaulois du Midi et les Ibères, le stockage en atmosphère aérée progresse encore avec l’adoption des greniers celtes (grenier aérien sur poteaux plantés), puniques (grenier à plancher sur murets) et gréco-romains (pièces aux parois enduites de torchis).
|             |             |             |             |             |             |             |             |           |           |                           |                           |                           |                           |                           |                           |           |           |  |  |        |        |                       |                       |                       |                       |                       |                       |  |  |  |  |      |      | Réserves à céréales protohistoriques |         |         |         |         |         |  |  |  |  |                     |                     |                                   |                                   |                                   |                                   |                                   |                                   |  |  |  |  |  |  |  |  |  |  |  |  |  |  |
|             |             |             |             |             |             |             |             |           |           |                           |                           |                           |                           |                           |                           |           |           |  |  |        |        |                       |                       |                       |                       |                       |                       |  |  |  |  |      |      |                                      |         |         |         |         |         |  |  |  |  |                     |                     |                                   |                                   |                                   |                                   |                                   |                                   |  |  |  |  |  |  |  |  |  |  |  |  |  |  |
|             |             |             |             |             |             |             |             |           |           |                           |                           |                           |                           |                           |                           |           |           |  |  |        |        |                       |                       |                       |                       |                       |                       |  |  |  |  |      |      |                                      |         |         |         |         |         |  |  |  |  |                     |                     |                                   |                                   |                                   |                                   |                                   |                                   |  |  |  |  |  |  |  |  |  |  |  |  |  |  |
|             |             |             |             |             |             |             |             |           |           |                           |                           |                           |                           |                           |                           |           |           |  |  |        |        | Air libre             | Air libre             | Air libre             | Air libre             | Air libre             | Air libre             |  |  |  |  |      |      |                                      |         |         |         |         |         |  |  |  |  | Atmosphère confinée | Atmosphère confinée | Atmosphère confinée               | Atmosphère confinée               | Atmosphère confinée               | Atmosphère confinée               |                                   |                                   |  |  |  |  |  |  |  |  |  |  |  |  |  |  |
|             |             |             |             |             |             |             |             |           |           |                           |                           |                           |                           |                           |                           |           |           |  |  |        |        | Air libre             | Air libre             | Air libre             | Air libre             | Air libre             | Air libre             |  |  |  |  |      |      |                                      |         |         |         |         |         |  |  |  |  | Atmosphère confinée | Atmosphère confinée | Atmosphère confinée               | Atmosphère confinée               | Atmosphère confinée               | Atmosphère confinée               |                                   |                                   |  |  |  |  |  |  |  |  |  |  |  |  |  |  |
|             |             |             |             |             |             |             |             |           |           |                           |                           |                           |                           |                           |                           |           |           |  |  |        |        |                       |                       |                       |                       |                       |                       |  |  |  |  |      |      |                                      |         |         |         |         |         |  |  |  |  |                     |                     |                                   |                                   |                                   |                                   |                                   |                                   |  |  |  |  |  |  |  |  |  |  |  |  |  |  |
|             |             |             |             |             |             |             |             |           |           |                           |                           | Récipient                 | Récipient                 | Récipient                 | Récipient                 | Récipient | Récipient |  |  |        |        |                       |                       |                       |                       |                       |                       |  |  |  |  | Vrac | Vrac | Vrac                                 | Vrac    | Vrac    | Vrac    |         |         |  |  |  |  |                     |                     | Silo souterrain                   | Silo souterrain                   | Silo souterrain                   | Silo souterrain                   | Silo souterrain                   | Silo souterrain                   |  |  |  |  |  |  |  |  |  |  |  |  |  |  |
|             |             |             |             |             |             |             |             |           |           |                           |                           | Récipient                 | Récipient                 | Récipient                 | Récipient                 | Récipient | Récipient |  |  |        |        |                       |                       |                       |                       |                       |                       |  |  |  |  | Vrac | Vrac | Vrac                                 | Vrac    | Vrac    | Vrac    |         |         |  |  |  |  |                     |                     | Silo souterrain                   | Silo souterrain                   | Silo souterrain                   | Silo souterrain                   | Silo souterrain                   | Silo souterrain                   |  |  |  |  |  |  |  |  |  |  |  |  |  |  |
|             |             |             |             |             |             |             |             |           |           |                           |                           |                           |                           |                           |                           |           |           |  |  |        |        |                       |                       |                       |                       |                       |                       |  |  |  |  |      |      |                                      |         |         |         |         |         |  |  |  |  |                     |                     |                                   |                                   |                                   |                                   |                                   |                                   |  |  |  |  |  |  |  |  |  |  |  |  |  |  |
|             |             |             |             |             |             |             |             |           |           |                           |                           |                           |                           |                           |                           |           |           |  |  |        |        |                       |                       |                       |                       |                       |                       |  |  |  |  |      |      |                                      |         |         |         |         |         |  |  |  |  |                     |                     |                                   |                                   |                                   |                                   |                                   |                                   |  |  |  |  |  |  |  |  |  |  |  |  |  |  |
|             |             |             |             | Céramique   | Céramique   | Céramique   | Céramique   | Céramique | Céramique |                           |                           |                           |                           |                           |                           |           |           |  |  | Autres | Autres | Autres                | Autres                | Autres                | Autres                |                       |                       |  |  |  |  |      |      | Meule                                | Meule   | Meule   | Meule   | Meule   | Meule   |  |  |  |  |                     |                     | Récipient de céramique ou torchis | Récipient de céramique ou torchis | Récipient de céramique ou torchis | Récipient de céramique ou torchis | Récipient de céramique ou torchis | Récipient de céramique ou torchis |  |  |  |  |  |  |  |  |  |  |  |  |  |  |
|             |             |             |             | Céramique   | Céramique   | Céramique   | Céramique   | Céramique | Céramique |                           |                           |                           |                           |                           |                           |           |           |  |  | Autres | Autres | Autres                | Autres                | Autres                | Autres                |                       |                       |  |  |  |  |      |      | Meule                                | Meule   | Meule   | Meule   | Meule   | Meule   |  |  |  |  |                     |                     | Récipient de céramique ou torchis | Récipient de céramique ou torchis | Récipient de céramique ou torchis | Récipient de céramique ou torchis | Récipient de céramique ou torchis | Récipient de céramique ou torchis |  |  |  |  |  |  |  |  |  |  |  |  |  |  |
|             |             |             |             |             |             |             |             |           |           |                           |                           |                           |                           |                           |                           |           |           |  |  |        |        |                       |                       |                       |                       |                       |                       |  |  |  |  |      |      |                                      |         |         |         |         |         |  |  |  |  |                     |                     |                                   |                                   |                                   |                                   |                                   |                                   |  |  |  |  |  |  |  |  |  |  |  |  |  |  |
|             |             |             |             |             |             |             |             |           |           |                           |                           |                           |                           |                           |                           |           |           |  |  |        |        |                       |                       |                       |                       |                       |                       |  |  |  |  |      |      |                                      |         |         |         |         |         |  |  |  |  |                     |                     |                                   |                                   |                                   |                                   |                                   |                                   |  |  |  |  |  |  |  |  |  |  |  |  |  |  |
| Non tournée | Non tournée | Non tournée | Non tournée | Non tournée | Non tournée |             |             | Tournée   | Tournée   | Tournée                   | Tournée                   | Tournée                   | Tournée                   |                           |                           |           |           |  |  |        |        | Vase en torchis       | Vase en torchis       | Vase en torchis       | Vase en torchis       | Vase en torchis       | Vase en torchis       |  |  |  |  |      |      | Grenier                              | Grenier | Grenier | Grenier | Grenier | Grenier |  |  |  |  |                     |                     |                                   |                                   |                                   |                                   |                                   |                                   |  |  |  |  |  |  |  |  |  |  |  |  |  |  |
| Non tournée | Non tournée | Non tournée | Non tournée | Non tournée | Non tournée |             |             |           | Tournée   | Tournée                   | Tournée                   | Tournée                   | Tournée                   |                           |                           |           |           |  |  |        |        | Vase en torchis       | Vase en torchis       | Vase en torchis       | Vase en torchis       | Vase en torchis       | Vase en torchis       |  |  |  |  |      |      | Grenier                              | Grenier | Grenier | Grenier | Grenier | Grenier |  |  |  |  |                     |                     |                                   |                                   |                                   |                                   |                                   |                                   |  |  |  |  |  |  |  |  |  |  |  |  |  |  |
|             |             |             |             |             |             |             |             |           |           |                           |                           |                           |                           |                           |                           |           |           |  |  |        |        |                       |                       |                       |                       |                       |                       |  |  |  |  |      |      |                                      |         |         |         |         |         |  |  |  |  |                     |                     |                                   |                                   |                                   |                                   |                                   |                                   |  |  |  |  |  |  |  |  |  |  |  |  |  |  |
|             |             | Grande urne | Grande urne | Grande urne | Grande urne | Grande urne | Grande urne |           |           | Ibérique peinte (tinajas) | Ibérique peinte (tinajas) | Ibérique peinte (tinajas) | Ibérique peinte (tinajas) | Ibérique peinte (tinajas) | Ibérique peinte (tinajas) |           |           |  |  |        |        | Matériaux périssables | Matériaux périssables | Matériaux périssables | Matériaux périssables | Matériaux périssables | Matériaux périssables |  |  |  |  |      |      |                                      |         |         |         |         |         |  |  |  |  |                     |                     |                                   |                                   |                                   |                                   |                                   |                                   |  |  |  |  |  |  |  |  |  |  |  |  |  |  |
|             |             | Grande urne | Grande urne | Grande urne | Grande urne | Grande urne | Grande urne |           |           | Ibérique peinte (tinajas) | Ibérique peinte (tinajas) | Ibérique peinte (tinajas) | Ibérique peinte (tinajas) | Ibérique peinte (tinajas) | Ibérique peinte (tinajas) |           |           |  |  |        |        | Matériaux périssables | Matériaux périssables | Matériaux périssables | Matériaux périssables | Matériaux périssables | Matériaux périssables |  |  |  |  |      |      |                                      |         |         |         |         |         |  |  |  |  |                     |                     |                                   |                                   |                                   |                                   |                                   |                                   |  |  |  |  |  |  |  |  |  |  |  |  |  |  |
|             |             |             |             |             |             |             |             |           |           |                           |                           |                           |                           |                           |                           |           |           |  |  |        |        |                       |                       |                       |                       |                       |                       |  |  |  |  |      |      |                                      |         |         |         |         |         |  |  |  |  |                     |                     |                                   |                                   |                                   |                                   |                                   |                                   |  |  |  |  |  |  |  |  |  |  |  |  |  |  |
|             |             | Pithos      | Pithos      | Pithos      | Pithos      | Pithos      | Pithos      |           |           | Autres (jarre…)           | Autres (jarre…)           | Autres (jarre…)           | Autres (jarre…)           | Autres (jarre…)           | Autres (jarre…)           |           |           |  |  |        |        |                       |                       |                       |                       |                       |                       |  |  |  |  |      |      |                                      |         |         |         |         |         |  |  |  |  |                     |                     |                                   |                                   |                                   |                                   |                                   |                                   |  |  |  |  |  |  |  |  |  |  |  |  |  |  |
|             |             | Pithos      | Pithos      | Pithos      | Pithos      | Pithos      | Pithos      |           |           | Autres (jarre…)           | Autres (jarre…)           | Autres (jarre…)           | Autres (jarre…)           | Autres (jarre…)           | Autres (jarre…)           |           |           |  |  |        |        |                       |                       |                       |                       |                       |                       |  |  |  |  |      |      |                                      |         |         |         |         |         |  |  |  |  |                     |                     |                                   |                                   |                                   |                                   |                                   |                                   |  |  |  |  |  |  |  |  |  |  |  |  |  |  |

Source : Les structures de conservation des céréales en Méditerranée nord-occidentale au premier millénaire avant J.-C. : innovations techniques et rôle économique. Dominique Garcia.

### Les greniers sur poteaux de l'habitat protohistorique

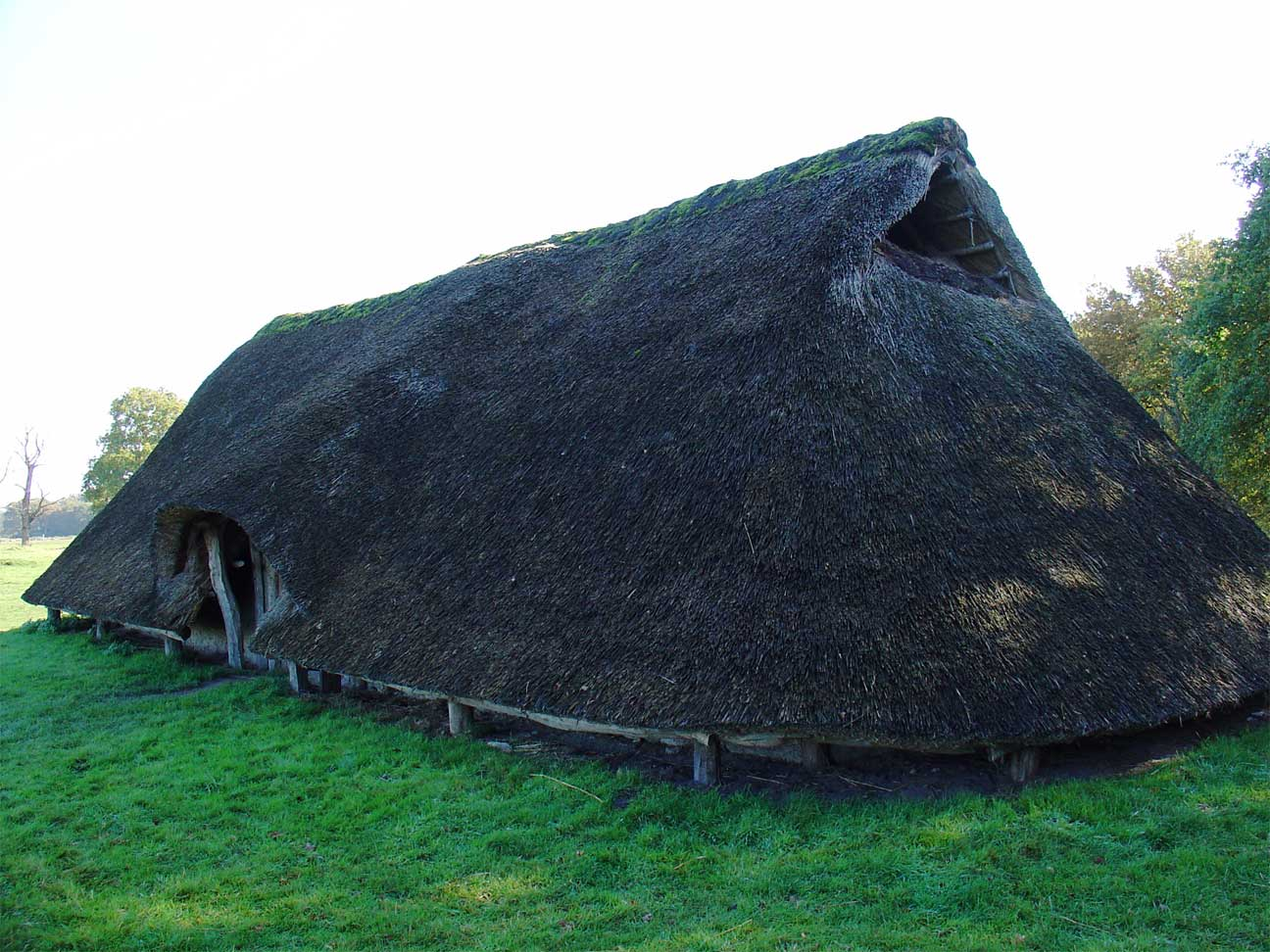
Reconstitution d'un habitat protohistorique

L’existence de greniers en élévation, réservés au stockage du grain et des épis, est un fait probable en Europe moyenne tempérée, aux âges du bronze et du fer. Pourtant elle reste difficile à prouver.
De nombreux sites archéologiques découverts en Europe témoignent de carrés protohistoriques matérialisés par des trous de poteaux. Cette architecture permettait de supporter des structures en plateformes qui isolent le contenu des effets de l’humidité ou de l’atteinte des animaux.
Sur les sites concernés, à proximité des bâtiments principaux de plus grande dimension, apparaissent souvent les traces d’implantation de bâtiments extérieurs carrés ou rectangulaires portés par de nombreux poteaux et qui devaient être utilisés comme lieu de réserve alimentaire. Une différenciation typologique entre maisons longues à plusieurs nefs, petits bâtiments rectangulaires et petits édifices carrés apparaît assez tôt dans la protohistoire. Elle est visible dès le bronze moyen (Nijnsel dans le Brabant-Septentrional, site attribué à la culture d’Hilversum), au bronze final sur le site d’Elp aux Pays-Bas, et se retrouve encore dans les villages de la même époque en Europe centrale (Lovcicky en Moravie, site attribué à la culture des Champs d’Urnes du moyen Danube). Sur ces sites, les greniers sont à rechercher en priorité parmi les structures de faible surface mais comportant des supports puissants et serrés, aptes à soutenir de lourdes charges. À Feddersen Wierde, en bordure de la mer du Nord, les greniers (4 m X 2,5 m en moyenne) comportent entre 9 et 16 poteaux et sont situés à proximité de plus vastes habitations principales. Le site de la Tène finale de Villeneuve-Saint-Germain montre également des constructions de plan carré portées par 9 poteaux puissants dont la structure au sol et les dimensions sont conformes aux caractéristiques des greniers identifiés sur les sites précédents.
L’ethnologie offre de nombreux exemples de petits bâtiments carrés conçus sous la forme d’édicules surélevés en plateformes. Tous sont situés à proximité immédiate ou à quelque distance de la maison, dont ils sont toujours distincts. Ils possèdent en outre des « garde-rats » (en anglais « staddle », en chamorro « latte », dans les Asturies « pegollo », etc.) plus ou moins efficaces et qui sont destinés à rendre inaccessible leur contenu aux animaux, en particulier aux rongeurs. Ces bâtiments peuvent être en fascine, en terre, ou en dur comme les horrea ibériques. Pourtant il faut se garder des simples analogies entre archéologie et ethnologie, analogies qui conduiraient à interpréter les carrés protohistoriques comme des greniers de type « horrea ».

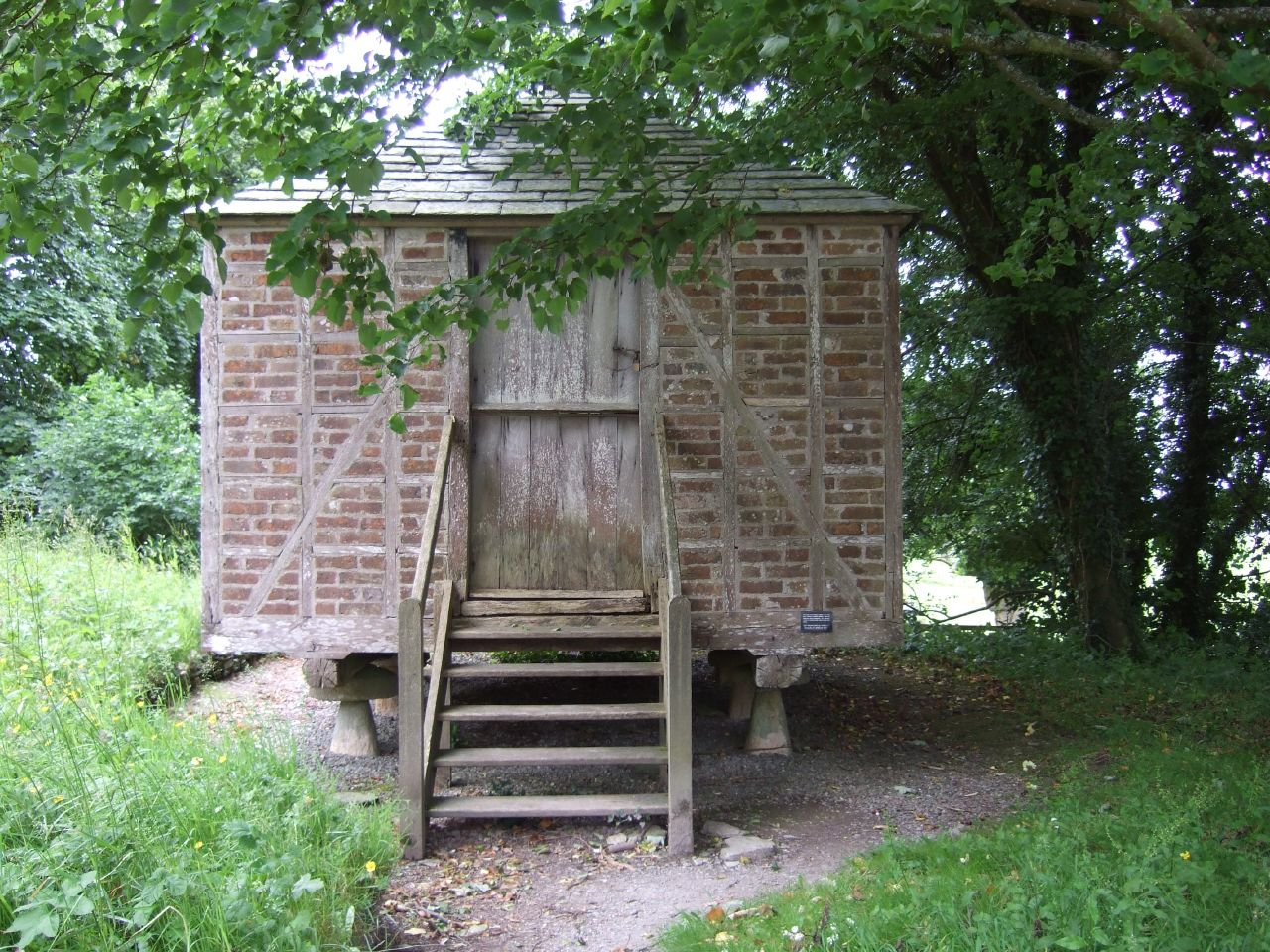
Grenier sur poteaux d'Arlington Court dans le Devon
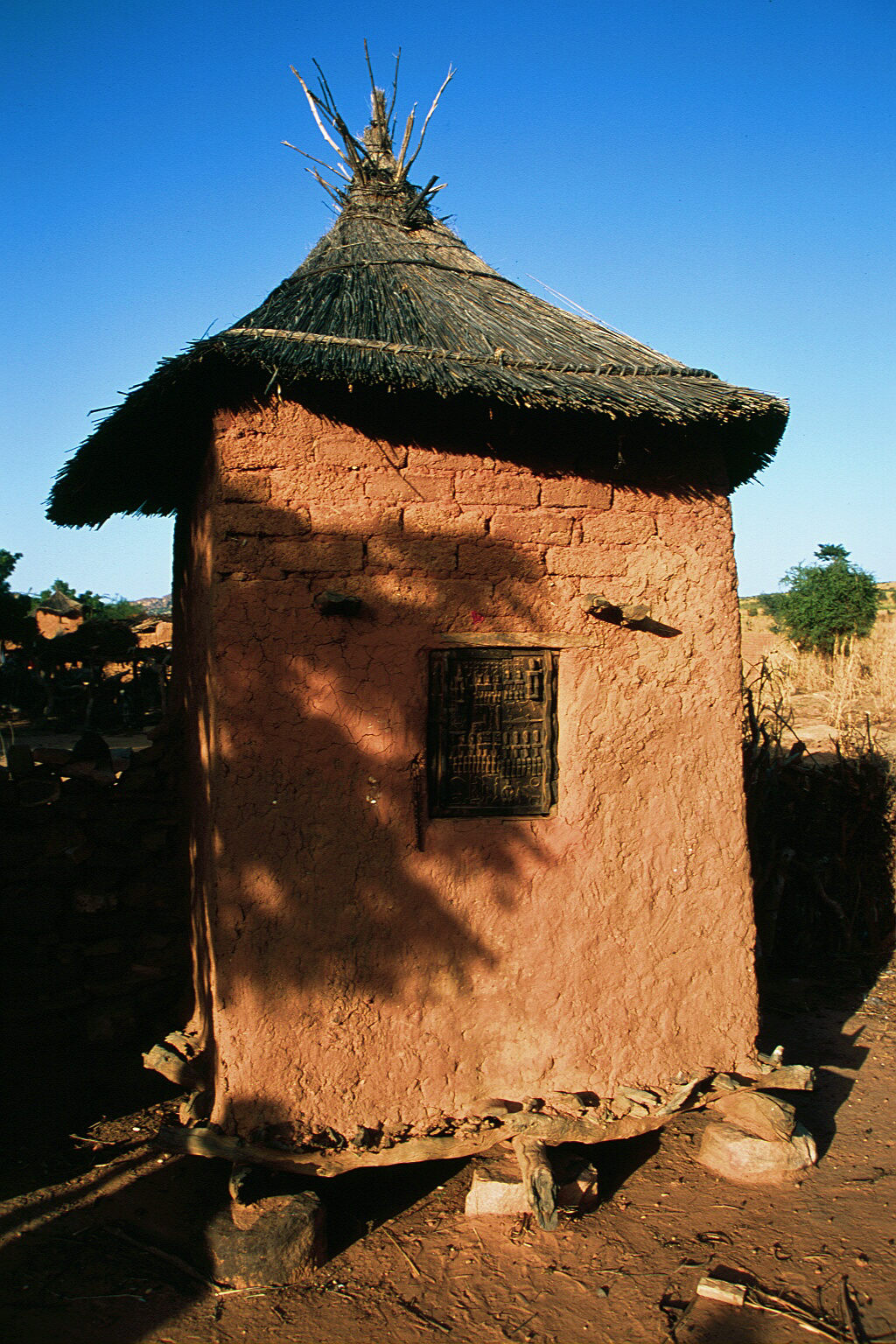
Grenier Dogon. Mali
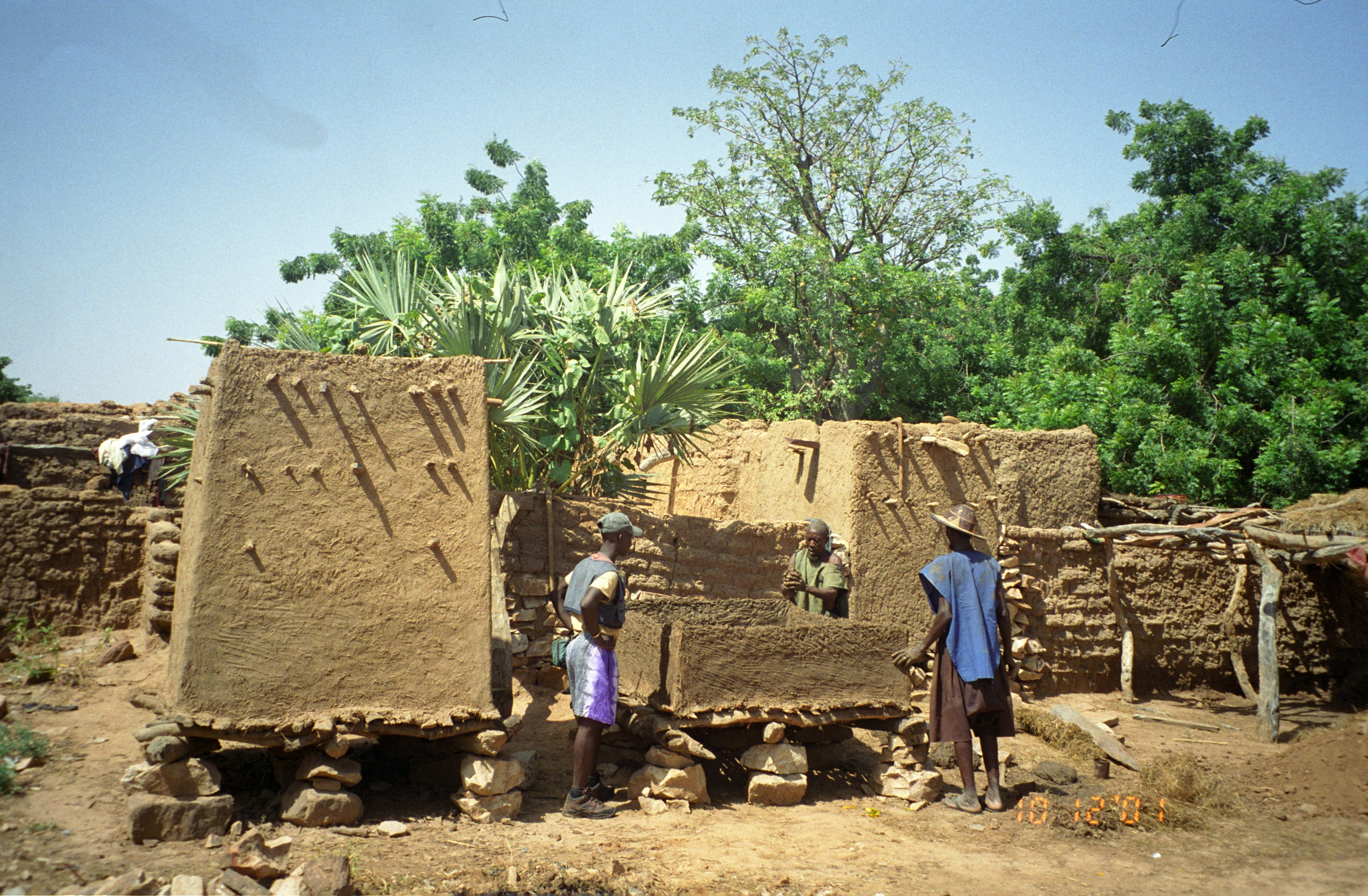
Construction d'un grenier au Mali
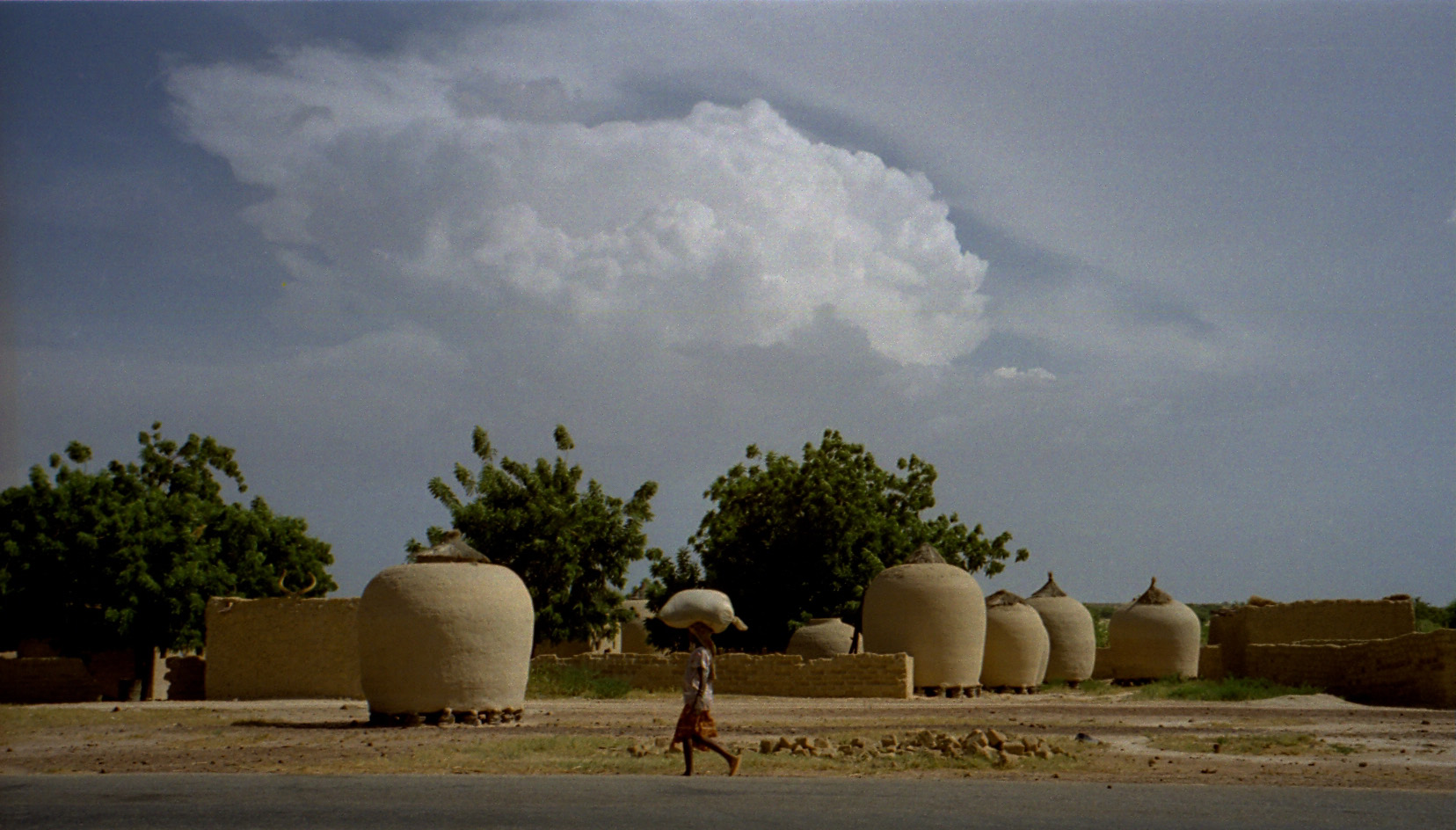
Greniers au Niger
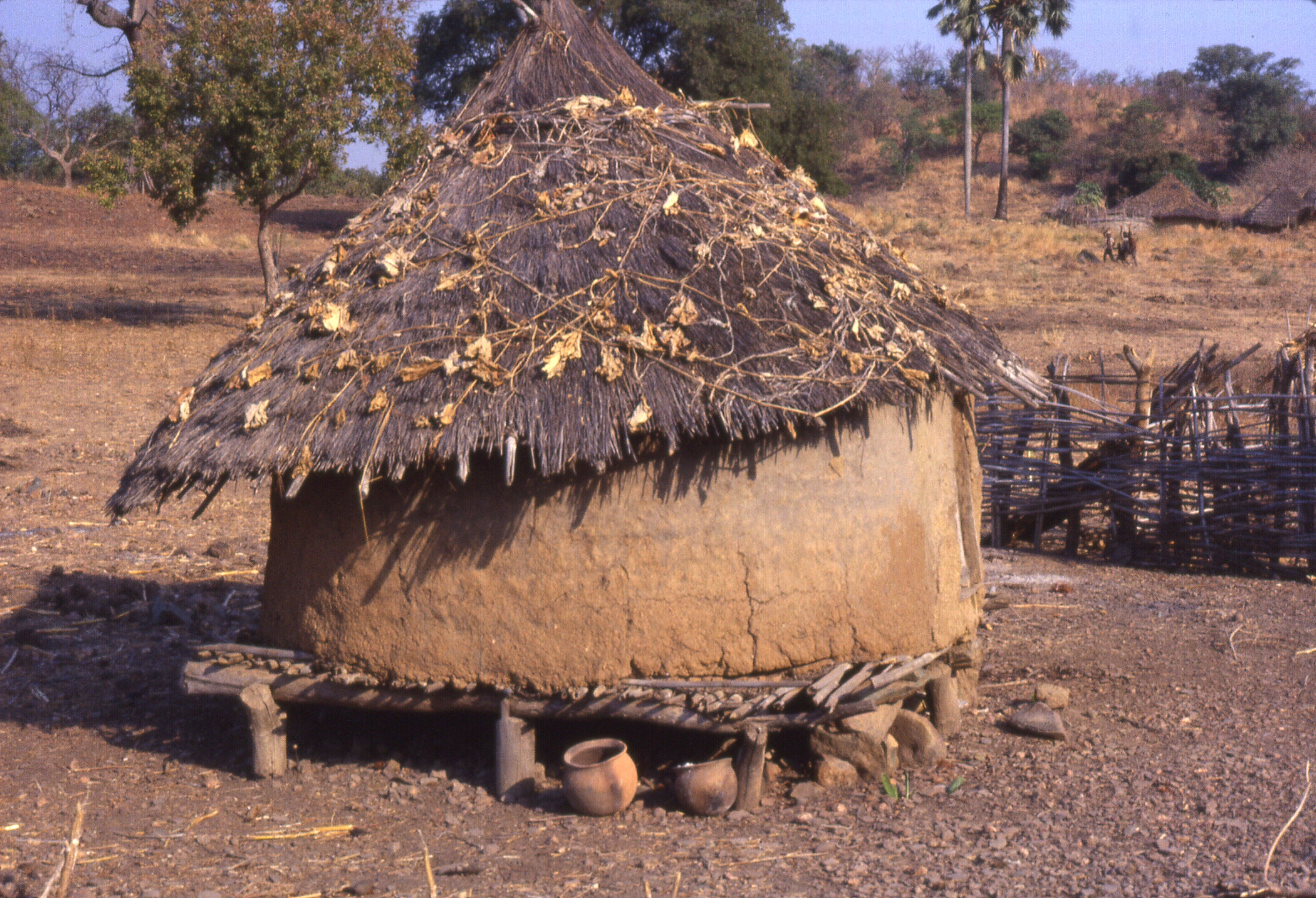
Grenier au Sénégal

La coexistence sur un même site protohistorique de silos souterrains et de petits greniers est un fait attesté mais qui n’est pas universel ; les deux modes de stockage pourraient avoir eu une fonction tantôt complémentaire, tantôt interchangeable. Si le silo enterré implique l’enfouissement à l’état sec du grain battu et vanné, les petits greniers surélevés sont plus propices au stockage du grain en gerbes ou en épis, mis à sécher et dont le battage peut être différé. Dans ces greniers, qui pouvaient servir à plusieurs fins, l’utilisation de coffres à céréales ou de récipients en terre cuite, en bois ou en vannerie est possible.

### Conservation des céréales en Grèce antique
Le problème du stockage du grain se pose dès lors qu’il n’est pas immédiatement destiné à la vente. Ici tout indique une conservation brève, ne dépassant pas l’année, souvent moins, et l’étonnement de Xénophon durant l’Anabase devant les réserves à long terme de certaines régions d’Arménie suggère que tel n’était pas l’usage en Grèce. Théophraste consacre plusieurs pages à la conservation des semences, généralement pour l’année suivante, rarement davantage.

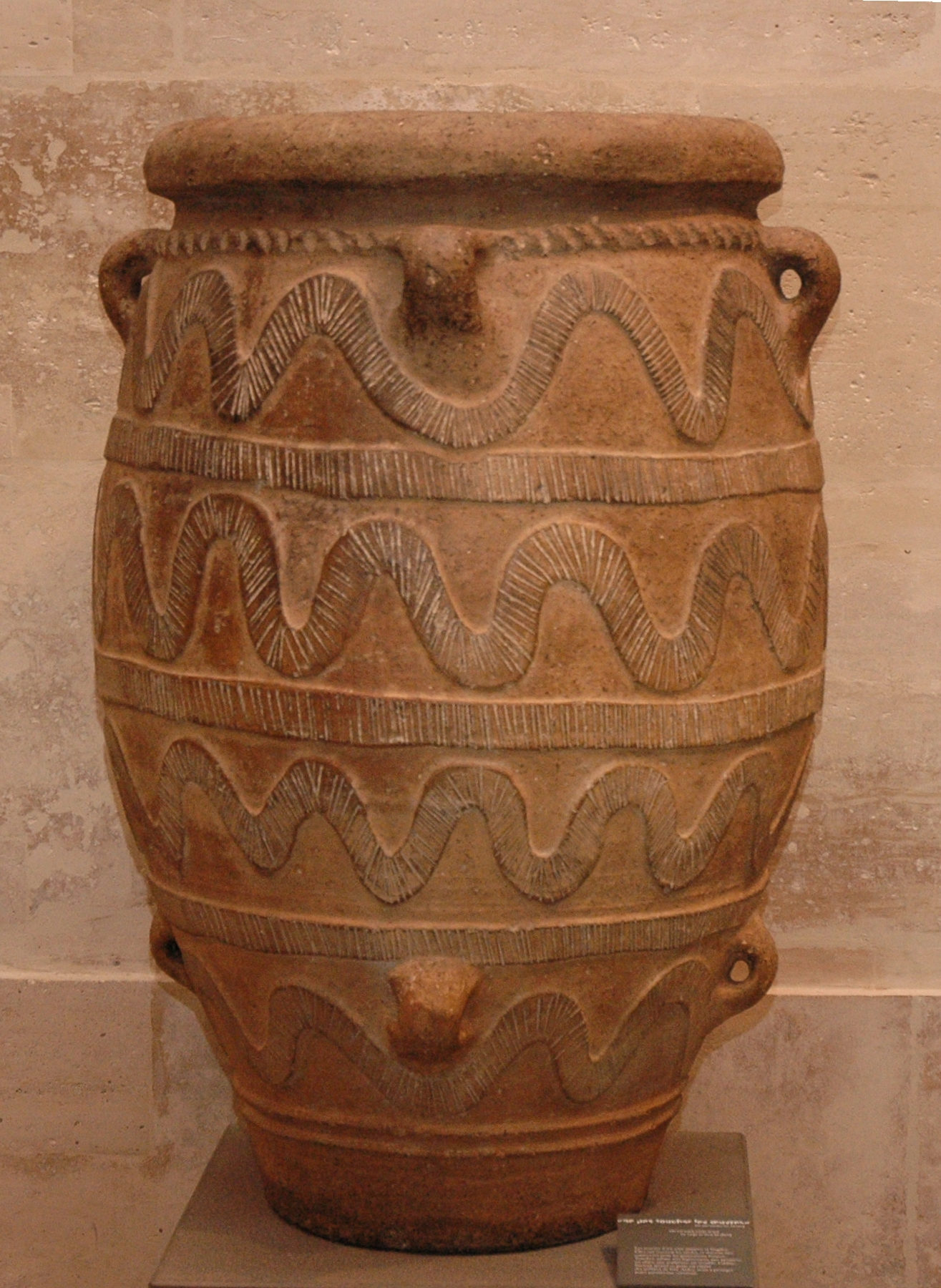
Un exemple de pithos.

L’utilisation de la technique du silo (σιρός) est attestée et l’inscription relative aux prémices d’Eleusis au Ve siècle av. J.-C. y fait référence. On en trouve encore dans la Grèce classique (Démosthène, Chers., 45) mais à Olynthe les silos du VIe siècle av. J.-C. sont abandonnés et les réserves deviennent individuelles, au sein de chaque maison. Elles sont alors placées dans des contenants en céramique et c’est à ce type de réserve que se réfère Hésiode (O., 611). Les termes grecs pour désigner le grenier, la réserve sont très imprécis et peuvent indiquer le magasin, la cabane, le cellier : ή άποϑήκη, ή καλιά, ò πιϑεών, ò πύργος, ò ρογός, ò σιτοβολεĩον, τό ταμιεĩον. Il n’y a pas d’équivalent à notre mot « grange », certains termes semblent désigner des greniers publics ou religieux. Dans les fermes fouillées en Grèce, la réserve apparaît mal ; elle est parfois localisée dans la tour (πνργος) avec un pithos enterré. Plus souvent les jarres de grains et les paniers voisinent avec les jarres d’huile, comme le confirme l’inscription des Hermocopides ; ainsi la réserve semble aussi bien contenir les céréales, les légumes, l’huile que le vin.
Essentiel pour tenir un siège, le problème des réserves à grains a été soulignée par Philon de Byzance. La description la plus précise à ce sujet provient de son traité de poliorcétique où il distingue trois types de réserves à grains :
- Les silos (σιροί) creusés. Il conseille d’« enduire leur fond sur quatre doigts d’épaisseur d’argile bien pétrie et mélangée à la paille hachée, et [d']enduire leur pourtour d’amurque. On fermera avec un cône de briques enduites d’argile » ;
- Les greniers, constructions aériennes en bois avec des ouvertures pour l’aération, dont les murs et le plancher sont aussi enduits d’armuque ;
- Les celliers voûtés en pierre. Pour faciliter la conservation, on place au centre un vase rempli de vinaigre, dans lequel on ajoute des produits tels que foie de cerf, fenugrec broyé ou origan dont l’odeur forte était censée éloigner les rongeurs. Plus tard, Palladius consignera ces pratiques dans son De re rustica : « Quelques personnes entremêlent avec le blé, afin qu’il se garde, des feuilles de coriandre […] De l’herbe aux moucherons, sèche, étendue sous le blé, lui procure une longue durée, à ce qu’assurent les Grecs ». Philon de Byzance désigne ces réserves à grains sous le nom desitobolon[21] : on retrouve ce terme au IIe siècle dans un papyrus ainsi que dans les comptes déliens[20].

### Les enseignements des agronomes latins

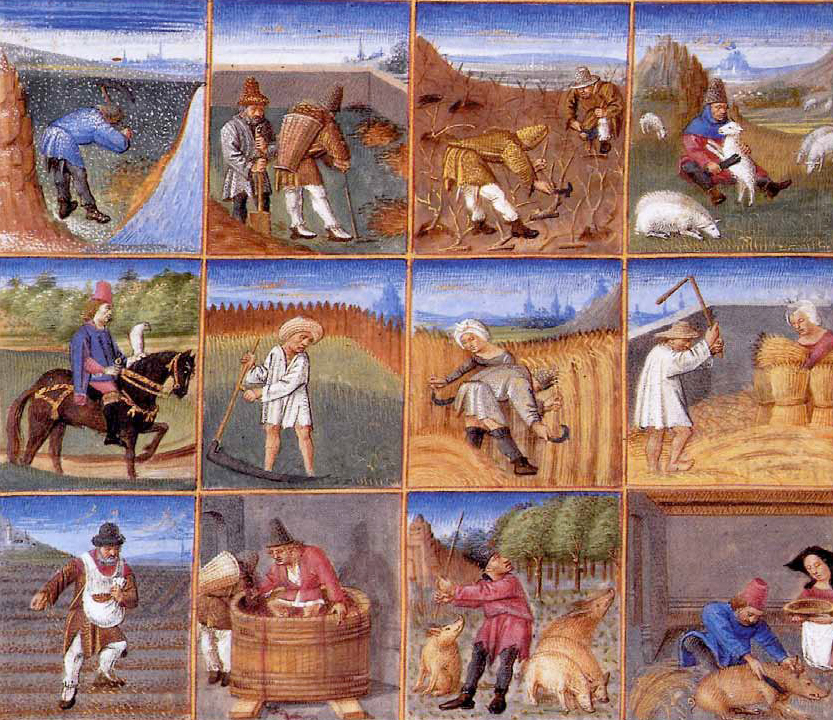
Dans son Ruralium commodorum opus, Pierre de Crescent s’inspire encore de l'étude des anciens auteurs rustiques. Miniature de calendrier du Maître du Boccace de Genève, issue du manuscrit du musée Condé, Ms.340, f.303v

Les traités des agronomes latins donnent de précieuses indications sur la variété des techniques alors en usage pour la conservation des céréales. Selon la durée prévue pour le stockage, le grain peut être conservé soit entier en épis sous forme de gerbes, soit battu et vanné, dans des greniers ou encore dans des fosses. L’intérêt économique d’un stockage performant est ici clairement exprimé : « […] pour ce qu’on destine au marché, il faut attendre le moment de vendre avec avantage. Telle production ne peut se conserver sans s’altérer ; il faut se presser de s’en défaire. Cette autre est plus de garde, attendez que son prix s’élève ».

#### L’humidité
Pour favoriser la conservation, les agronomes latins insistent sur la nécessité de sécher le grain et de le conserver à l’abri de l’humidité. S’agissant de l’aire à battre le blé, Palladius affirme qu’« il faut avoir dans son voisinage un autre terrain plat et bien découvert, dans lequel on puisse transporter les blés pour y prendre l’air avant d’être serrés dans les greniers ; précaution utile pour qu’il se garde longtemps ». Pour la disposition générale des bâtiments, Varron rappelle l'organisation de la métairie romaine en trois parties : la villa urbana qui est l’habitation du propriétaire, la villa rustica où se trouve l’habitation du métayer, la basse-cour et les étables, et la villa fructuaria qui correspond à la réserve des productions avec le cellier, le pressoir et les greniers. Cette distribution se retrouve également chez Columelle qui précise que « les greniers, auxquels conduira un escalier, auront de petites fenêtres croisées, livrant passage aux aquilons. Cette position, étant la plus fraîche et la moins humide, est très favorable à la conservation des grains ». Varron indique que « pour le blé, il faut le serrer dans de hauts greniers, où les vents soufflent du nord et de l’est, et où l’humidité ne puisse pénétrer d’aucun côté » et que « pour les denrées sèches, tels que les fèves, les lentilles, l’orge et le blé, on établira des espèces de plancher ».

#### Les nuisibles
Pour éloigner les nuisibles, il est courant d’utiliser de l’amurque (άμόργη), nom donné soit au marc d'olives pressurées, soit au dépôt même de l'huile, et qui fait ici office de remède miracle. Son usage est présenté dès l’aire de battage qu'« on aplanira après y avoir mêlé avec de la terre de la paille et du marc d’huile sans sel, ce qui garantira les blés des rats et des fourmis ». « Bêchez la place destinée à l’aire, arrosez la d’amurque jusqu’à saturation […] Avec ces précautions vous n’avez à redouter ni les ravages des fourmis ni l’envahissement des mauvaises herbes ».
Traitant des greniers, Varron écrit « que les murailles et le sol en soient revêtus d’un mastic composé de marbre pilé, ou du moins de glaise mêlée à de la paille de froment et du marc d’huile. Cet enduit préserve les greniers des rats ou des vers et contribue en même temps à donner au grain de la consistance et de la fermeté ». La même recette est déjà visible chez Caton l'Ancien qui écrit « pour prévenir les attaques du charançon et les dégâts des campagnols, faites un lut avec de l’amurque et de la paille hachée, que vous laissez détremper et que vous gâcherez convenablement : vous en étendrez une couche épaisse sur tout le grenier, vous ajouterez par-dessus une couche d’amurque. Lorsque le lut sera sec, vous pourrez déposer dans votre grenier du froment non échauffé sans avoir à redouter le charançon ».

### L’horreo ibérique
Le terme horreo vient du latin horreum, qui a donné hόrreo en espagnol (horru en asturien), et désigne un grenier construit en bois ou en pierre, qui repose sur des piliers. Cet édifice séparé du reste des habitations s’utilise pour stocker tout type de produits agricoles comme le maïs, les pommes de terre ou les fèves ; on peut également y ranger divers outils agricoles.
Héritage technique de l’Empire romain, l’horreo est décrite par Varron (De Agricultura, livre I) : « D’autres enfin construisent des greniers qui sont comme suspendus. On en voit de ce modèle dans l’Espagne citérieure, et dans certaines contrées de l’Apulie. Ces greniers sont éventés non seulement des côtés par les courants qui viennent des fenêtres, mais encore par l’air qui frappe dessous en leur plancher ». L'horreo est toujours visible dans le Nord-Ouest de l’Espagne, en Navarre ainsi qu’au nord du Portugal dans la région du Minho où on les appelle espigueiros o canastros. Les plus anciens encore visibles datent du XVe siècle et certains sont de construction récente. Il existe encore quelques rares structures analogues en France, notamment en Périgord. On trouve des équivalents presque exacts (par leur forme, mais pas nécessairement par leur fonction) de ces horrea ibériques sous la forme des greniers à riz, des meules et des gerbiers pyramidaux surélevés dans la province du Gilan, en Iran.
L’horreo se compose d’une caisse dont les murs possèdent des rainures assurant la ventilation à l’intérieur. Les formes rectangulaires sont typiques de la Galice et peuvent atteindre 34 voir 37 mètres de long, alors que les formes carrées sont plus caractéristiques des Asturies, de la Province de León et de Cantabrie. La caisse repose sur des piliers (pegollo) dont elle est séparée par des plaques « garde-rats » (muela) qui constituent un moyen efficace pour maintenir le grain à l’abri des rongeurs.

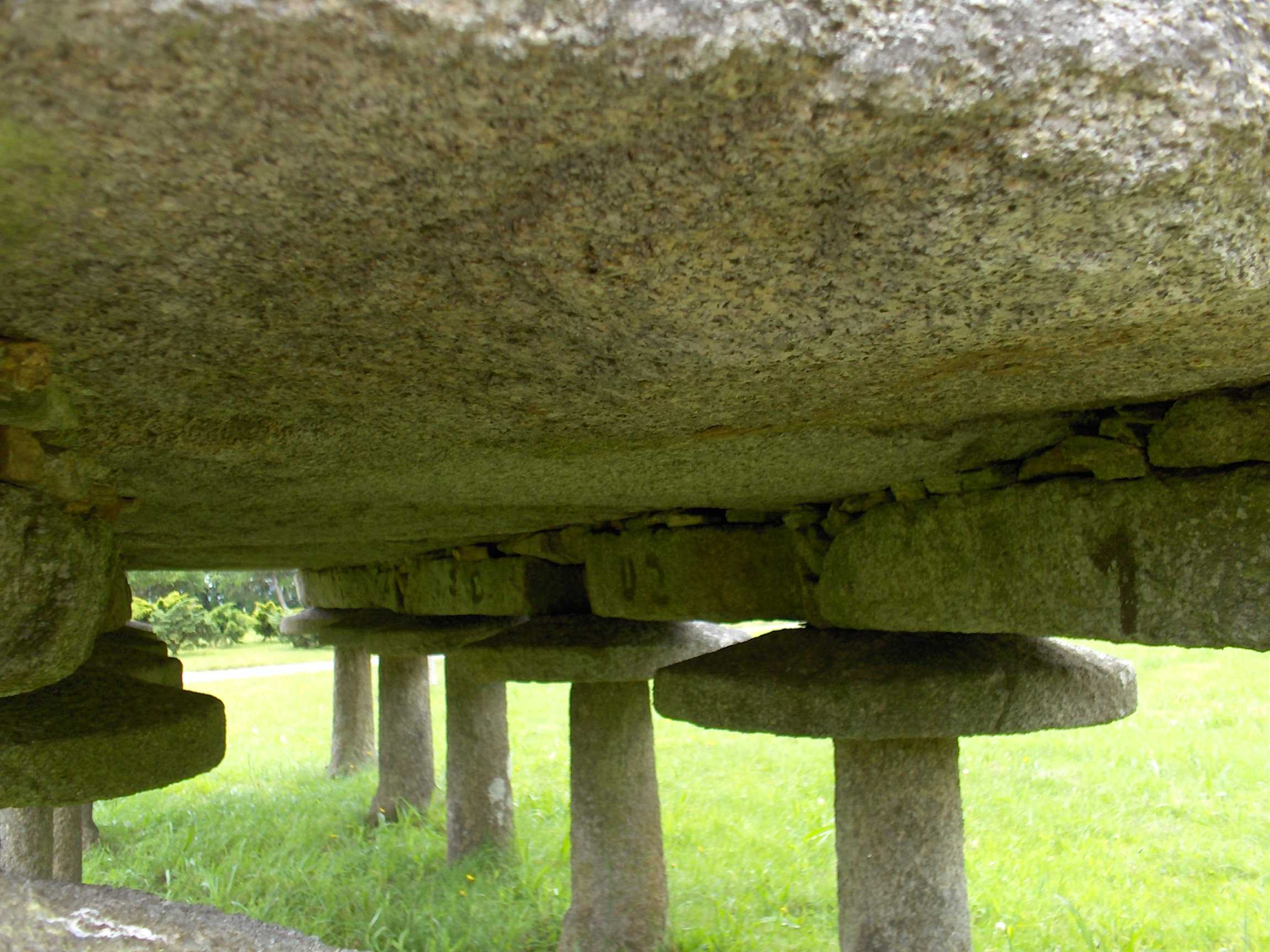
Détail des piliers
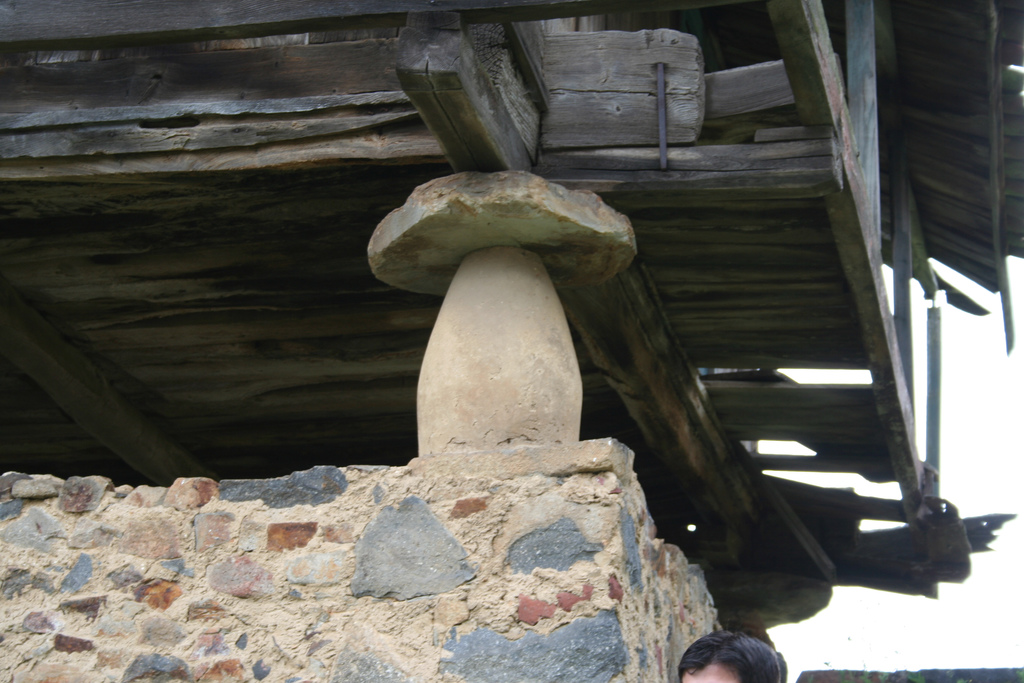
Pilier et plaque d'un horreo en Asturies
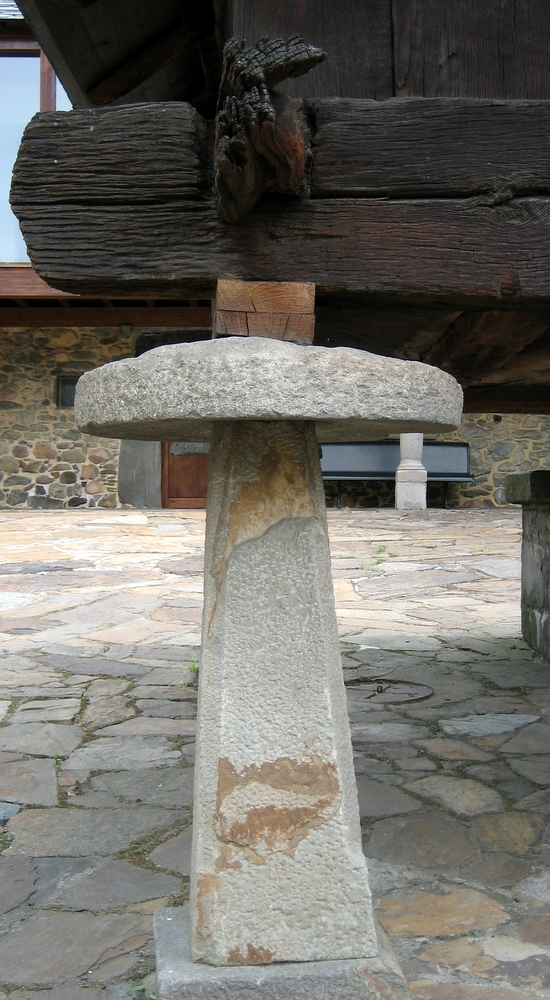
Détail d'un pilier - Villablino Leon
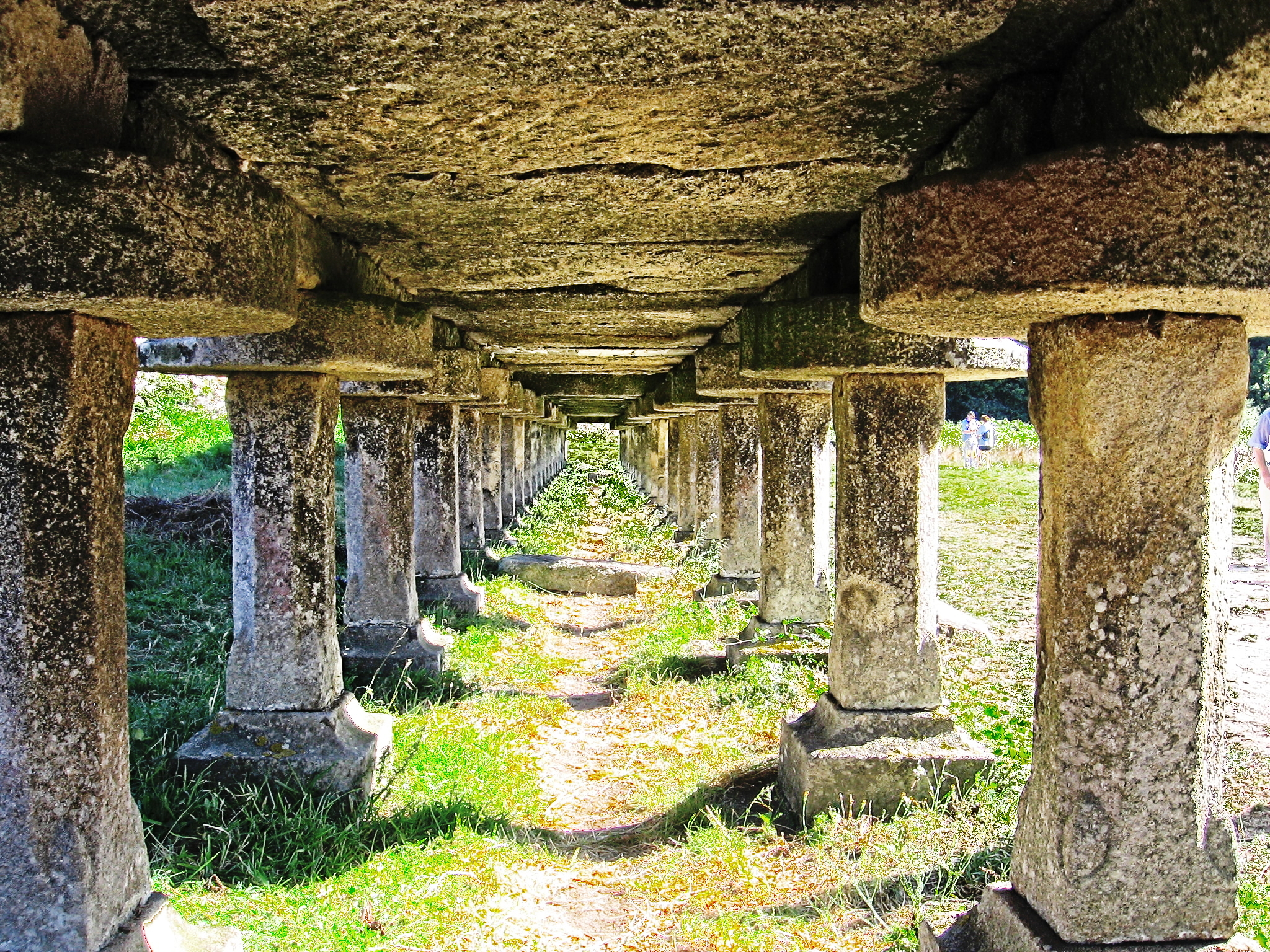
Détail des piliers - Carnota

Il est possible de dresser une typologie de ces greniers selon leur toiture (paille, terre cuite, ardoise…), qui peut être à deux ou quatre pentes. Ces greniers se distinguent également par la nature des matériaux employés pour réaliser les appuis ou encore selon leur décoration. Dans un état parfois dégradé, les 18000 horrea d’Asturie font partie de l’image de la principauté et comme tels ils sont l’objet d’une sensibilisation croissante de l’administration comme de leurs propriétaires pour leur entretien. Devenu un motif d’intérêt touristique, ils offrent des images typiques tel ces couloirs d’horreo asturien remplis d’épis de maïs.

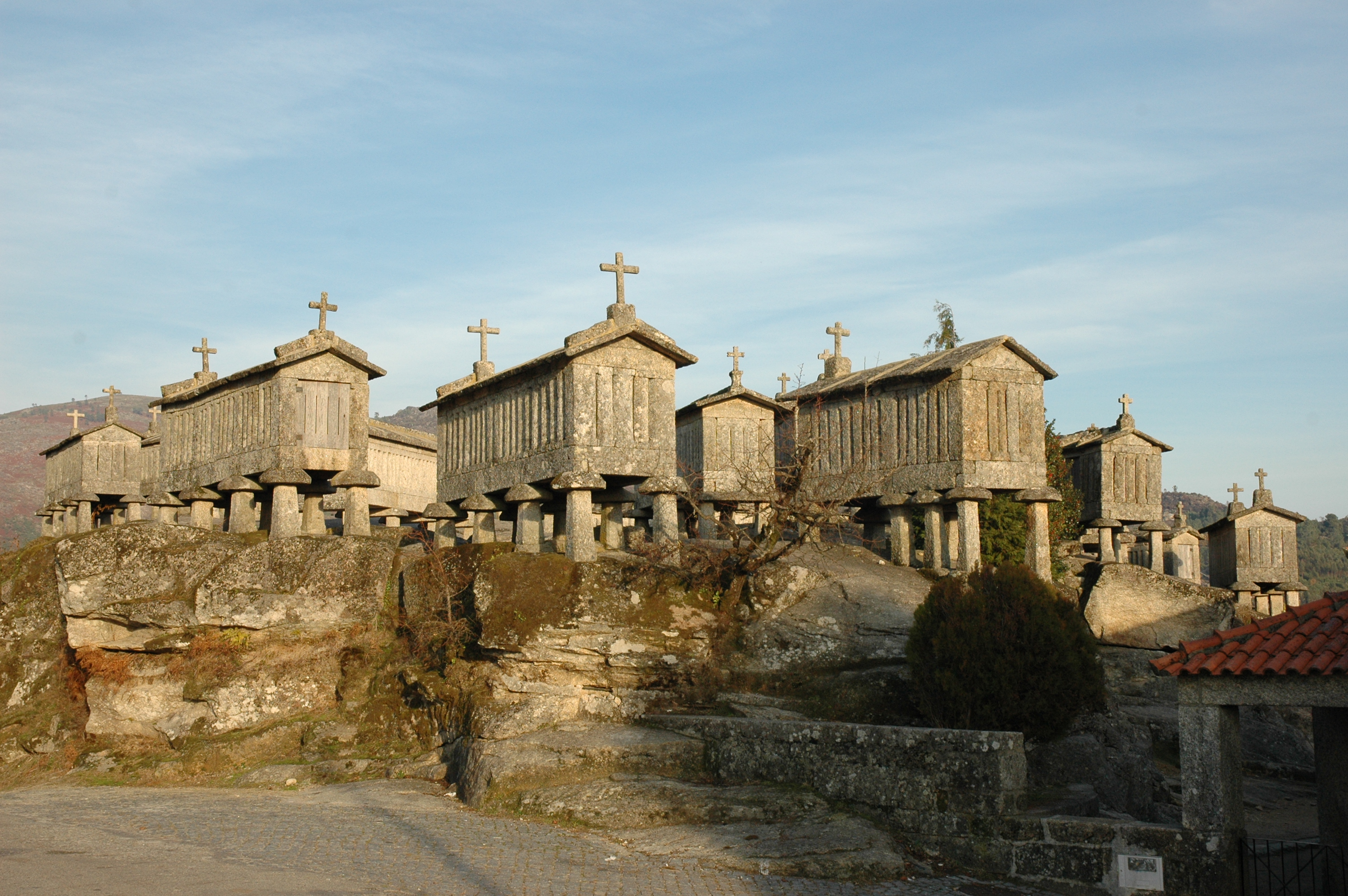
Ensemble d’Espigueiros – Soajo, Parc national de Peneda-Gerês (Portugal)
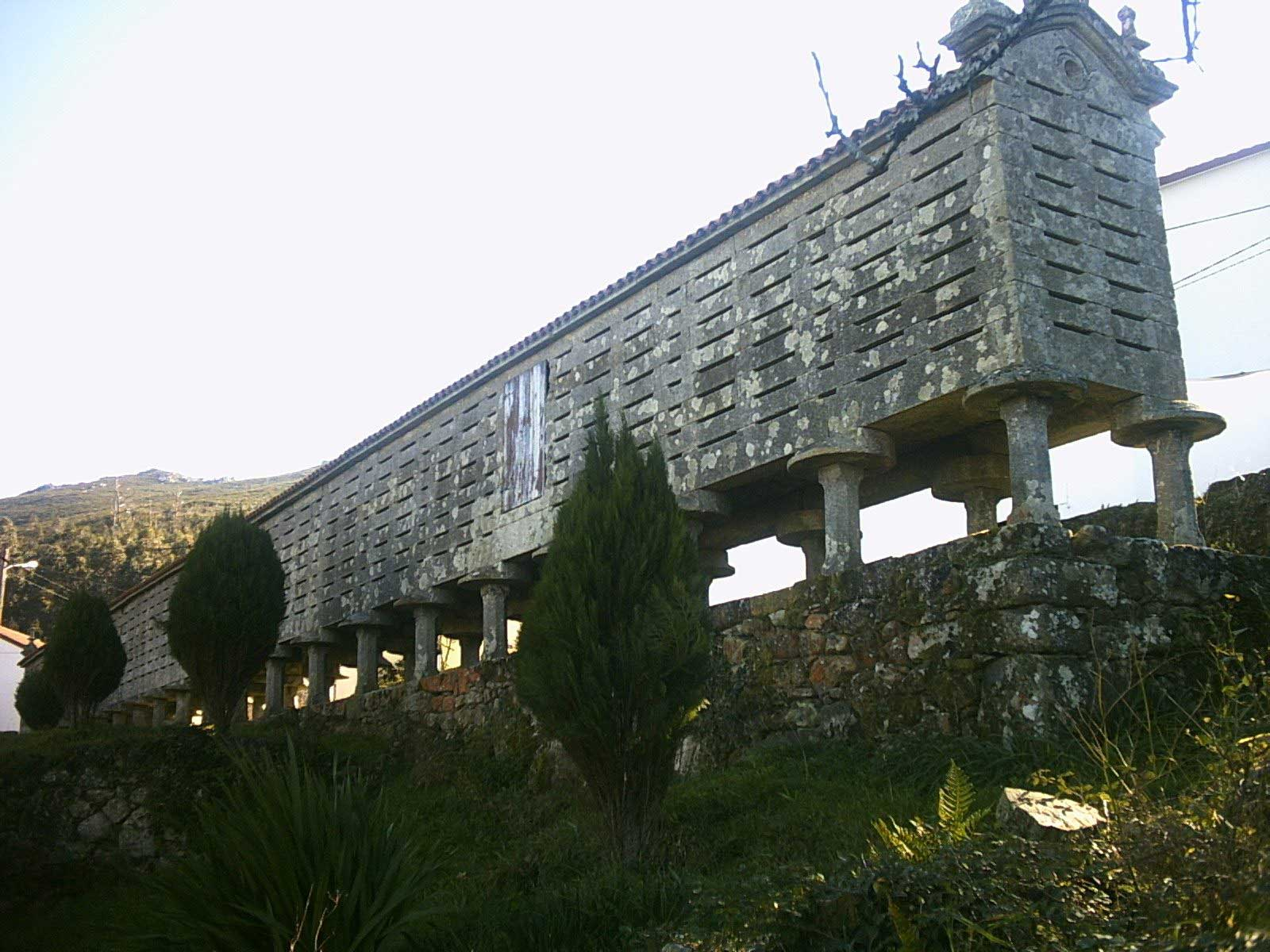
Horreo à Lira
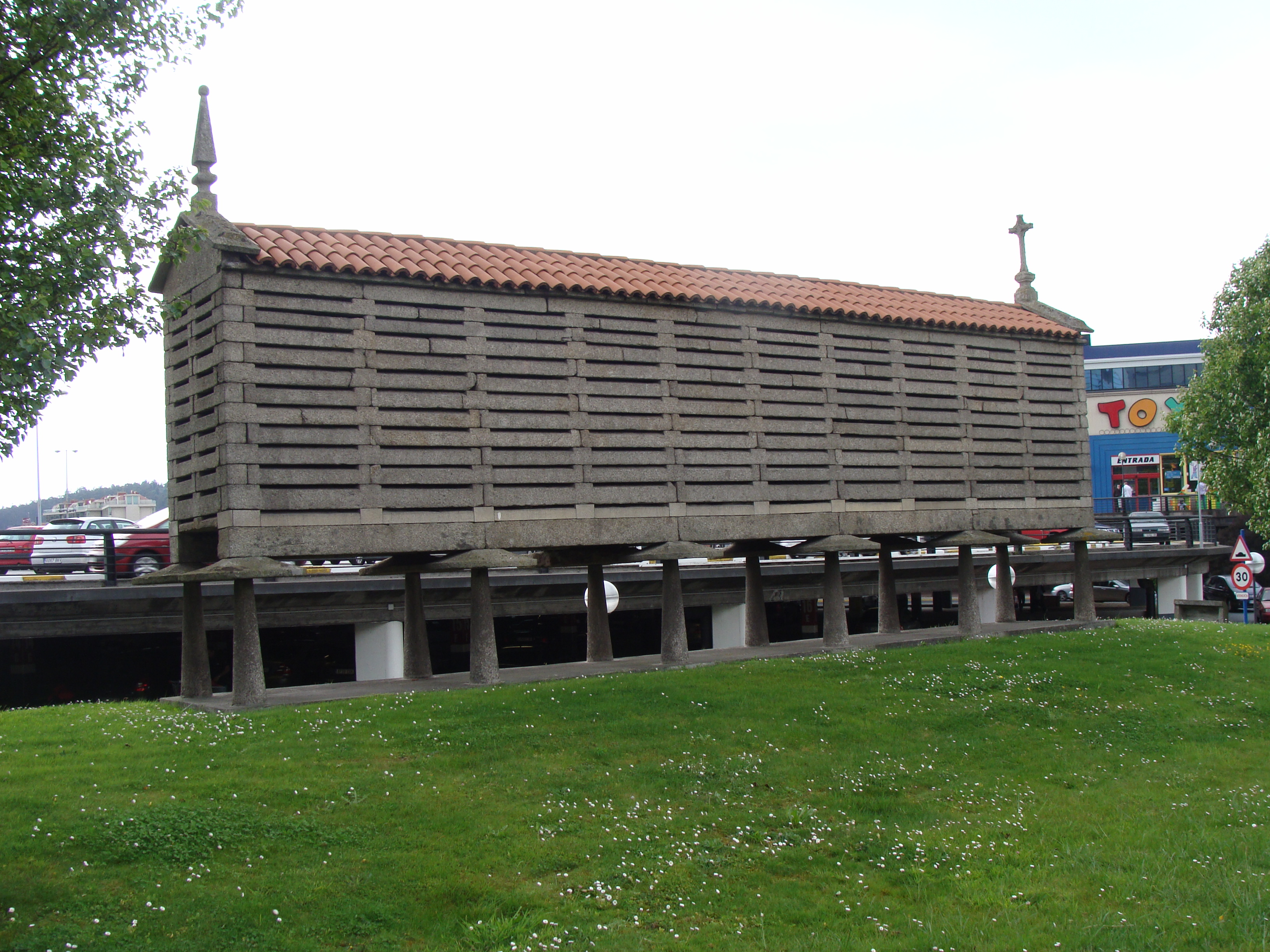
Horreo à La Corogne
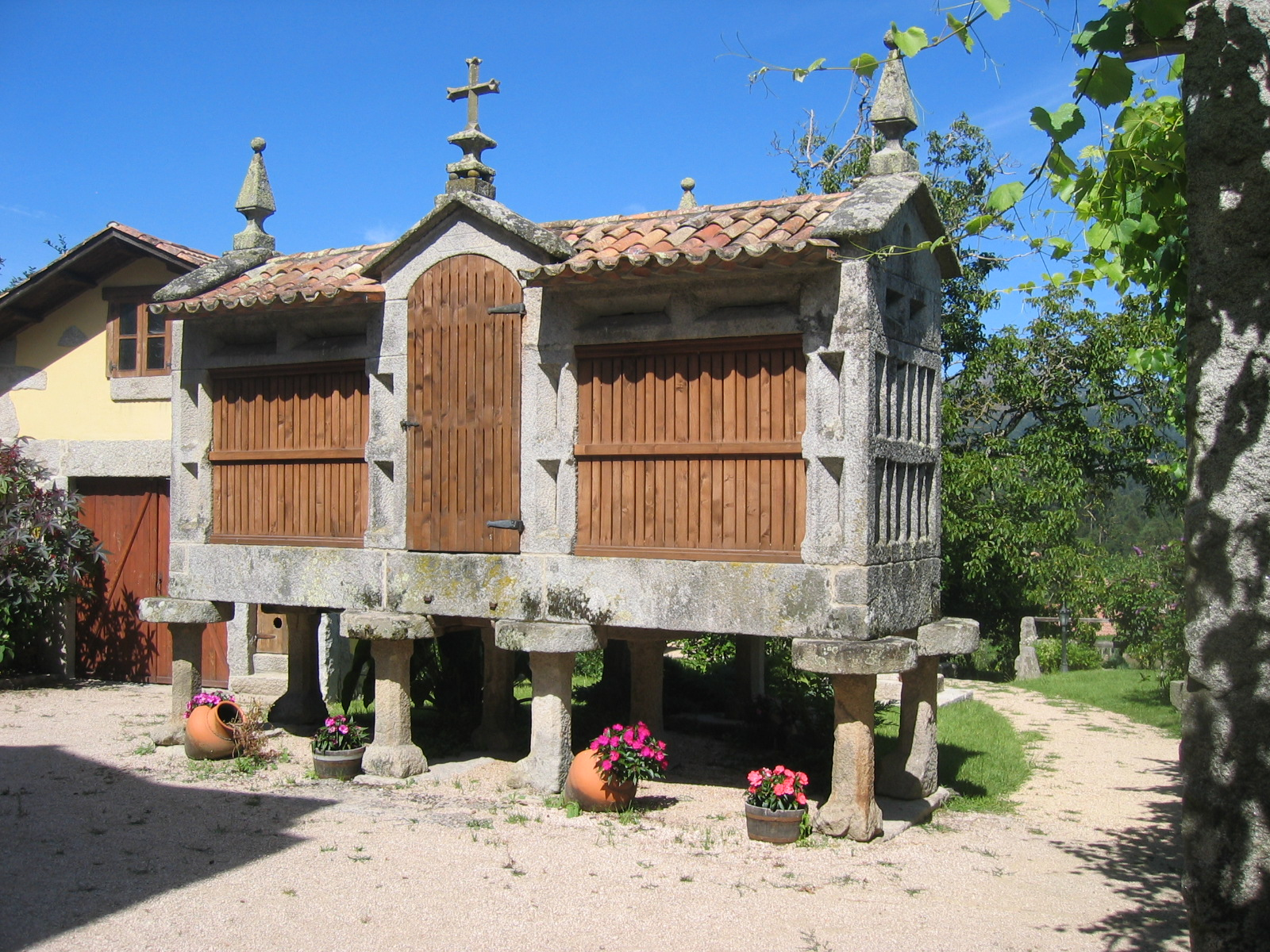
Horreo à Gondomar
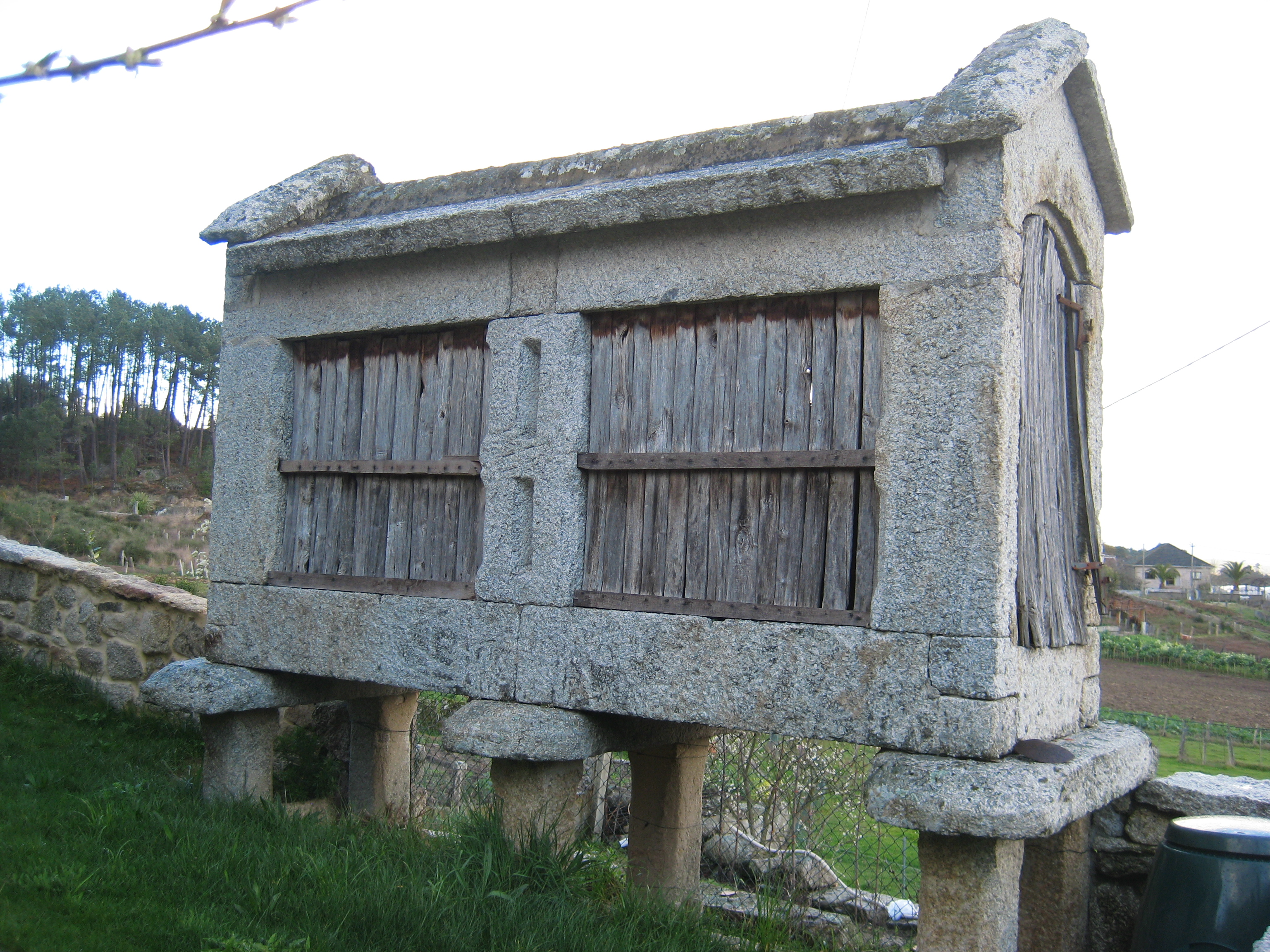
Horreo à O Ribeiro, au lieu-dit Casares
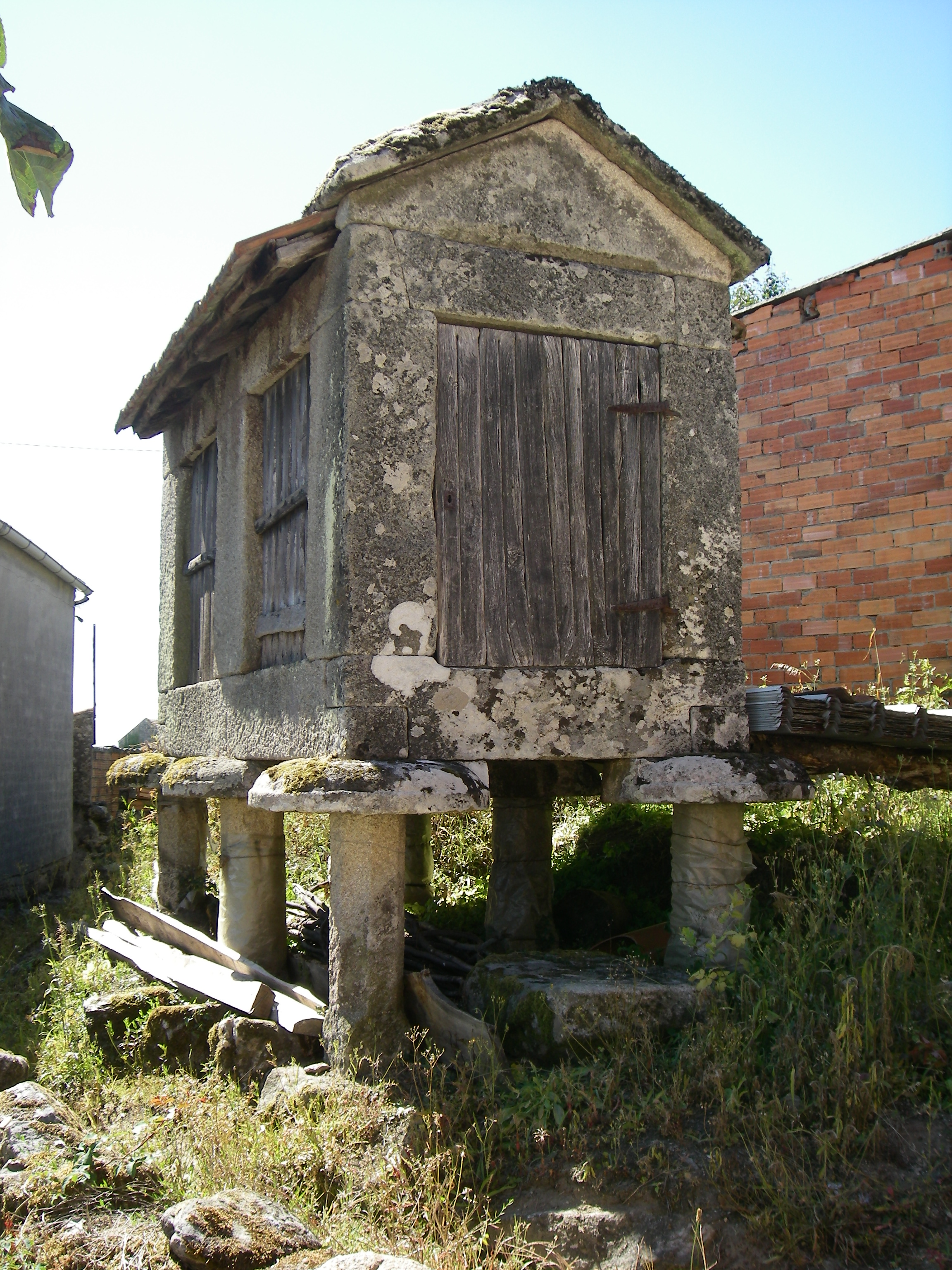
Horreo à Negrelle (au sud de Maside)
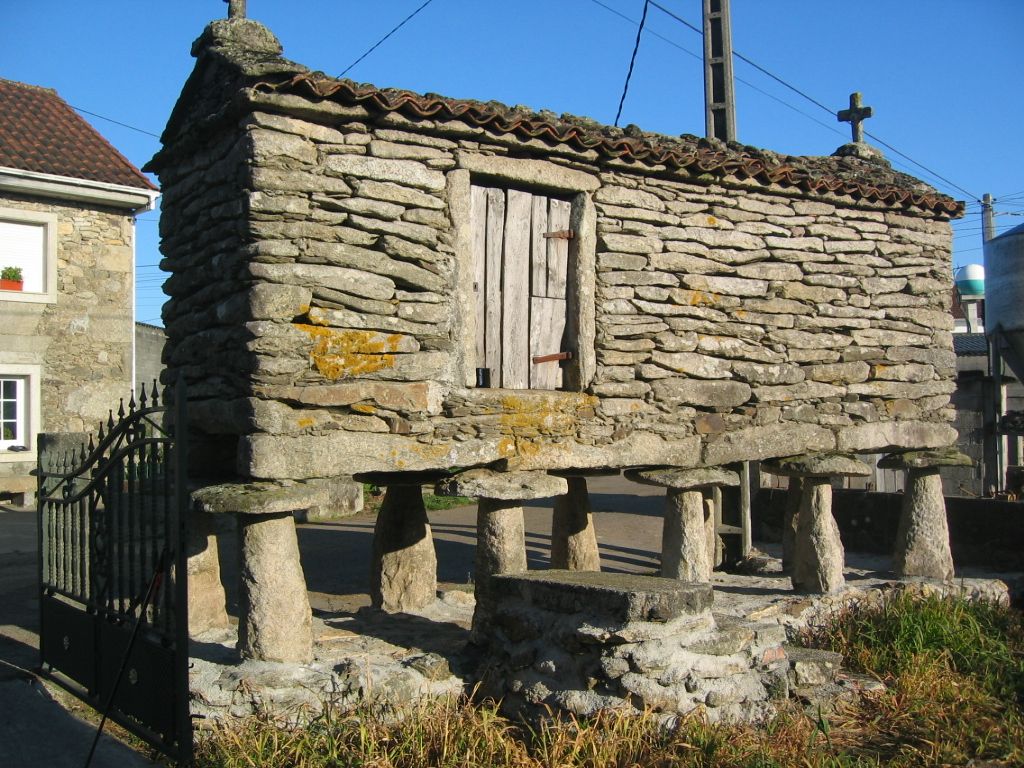
Horreo en Galice
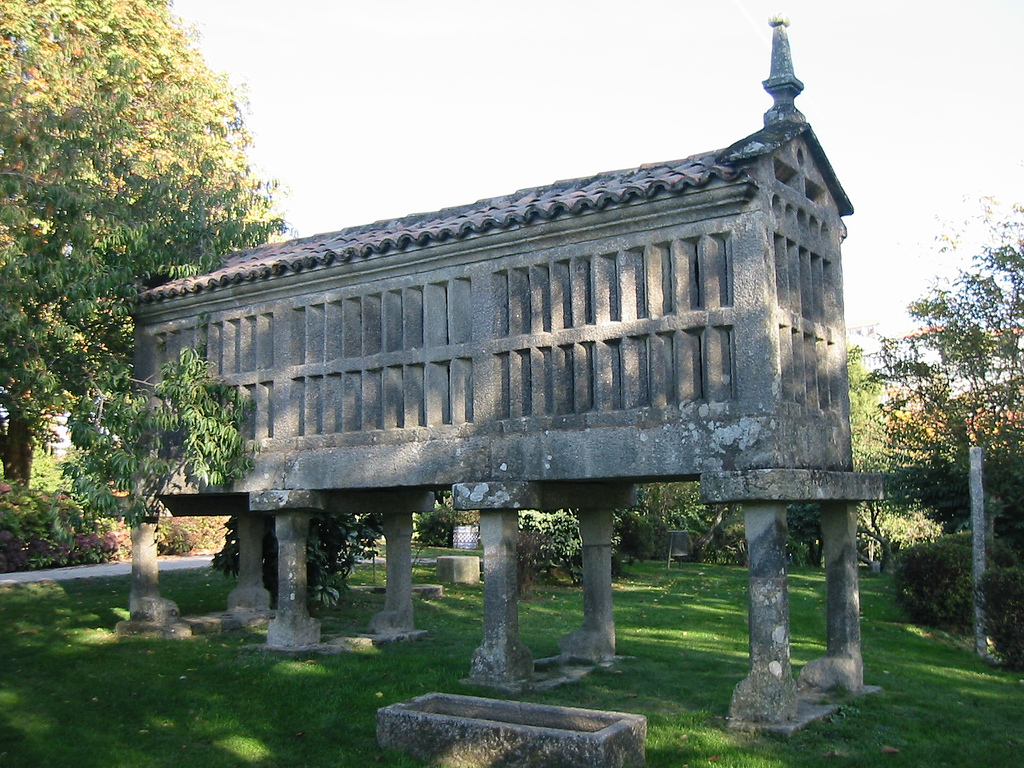
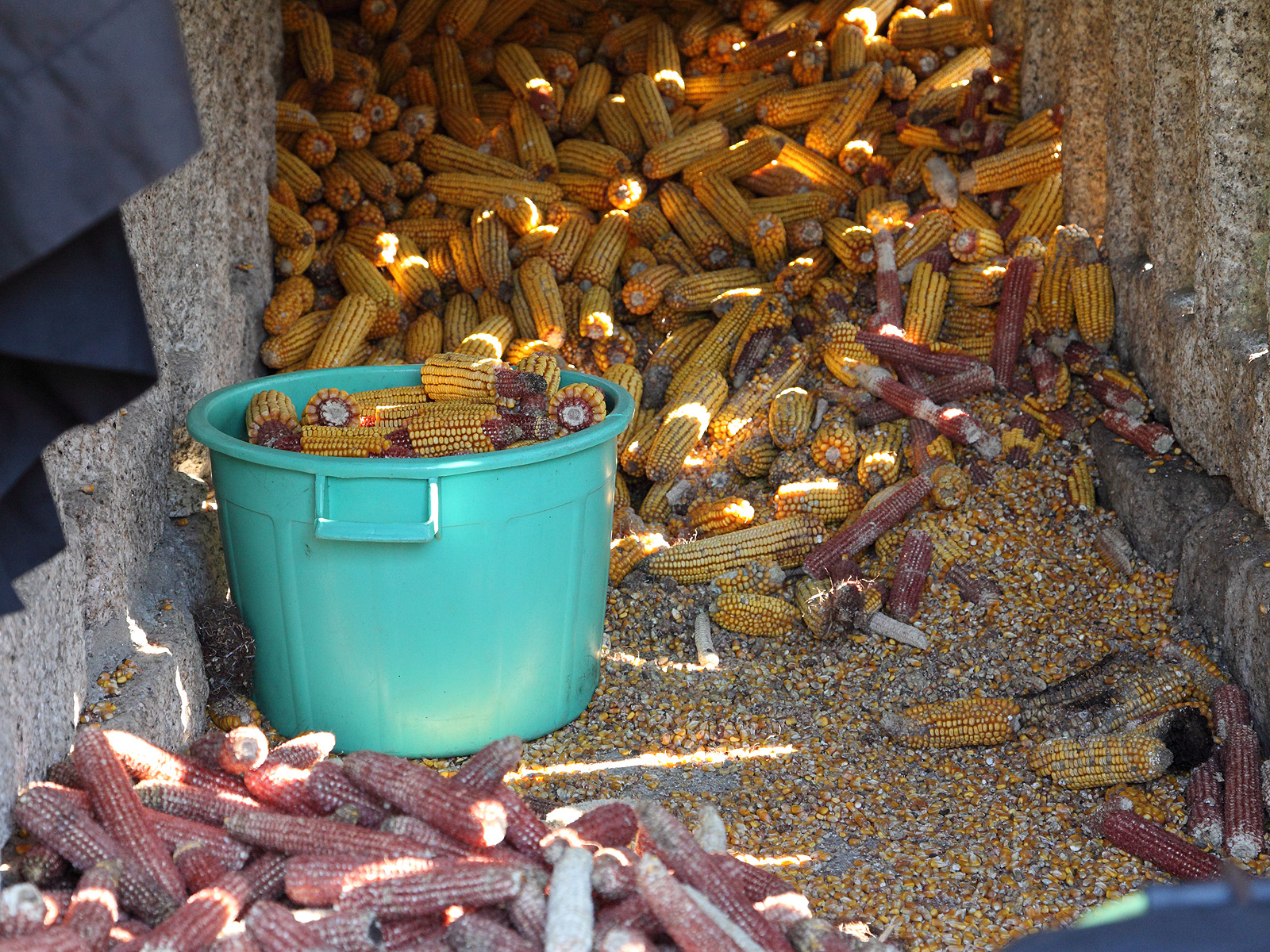
Vue de l'intérieur d'un Espigueiro

Certains greniers du Valais, en Suisse, appelés raccards, rencontrés dans les pays nordiques (Norvège, Suède, Finlande) appelés Stabbur, en Angleterre les greniers sur staddle, les lattes des Îles Mariannes possèdent des similitudes architecturales et fonctionnelles avec l’horreo.

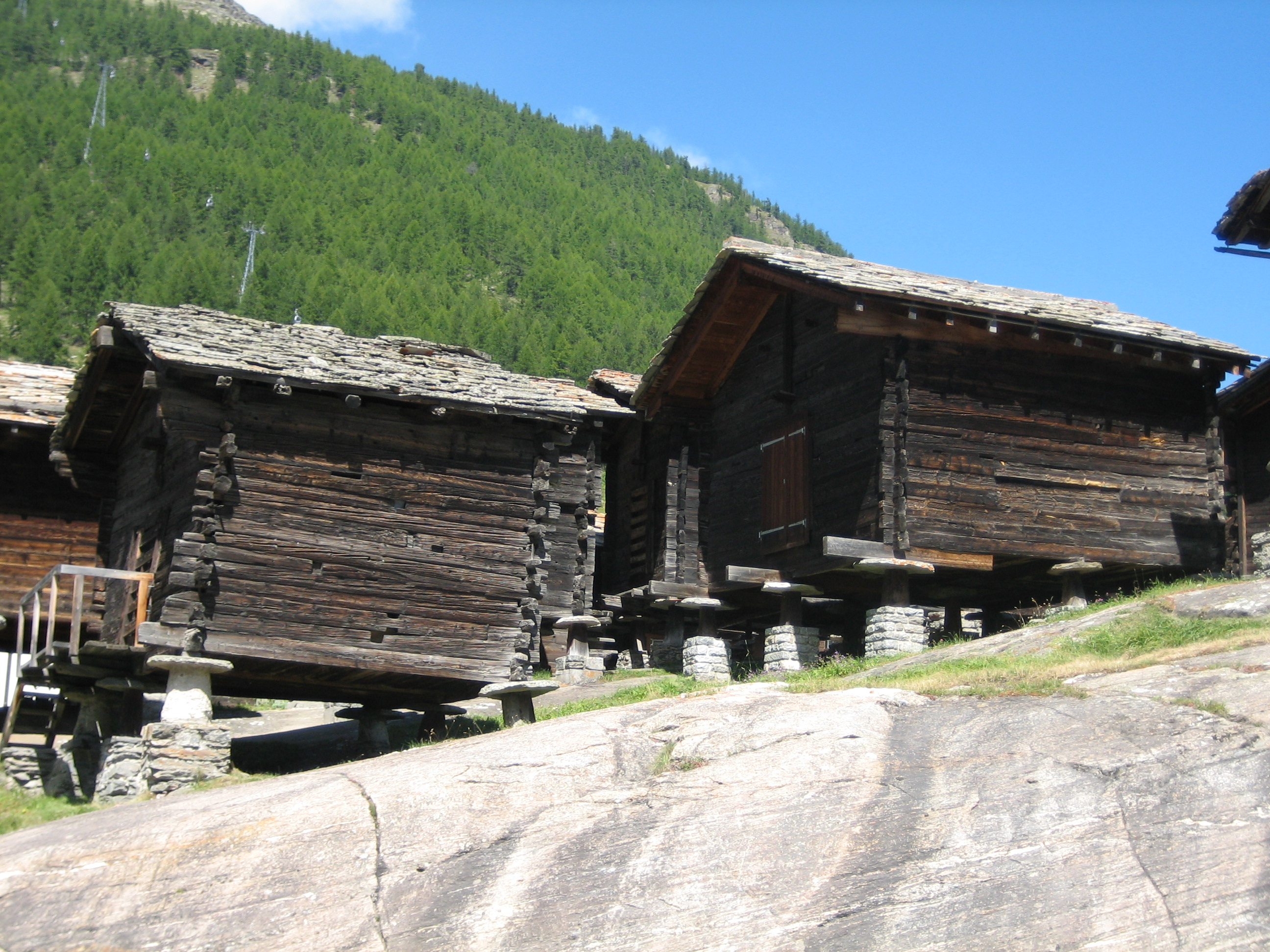
Raccards à Saas-Fee (Valais)
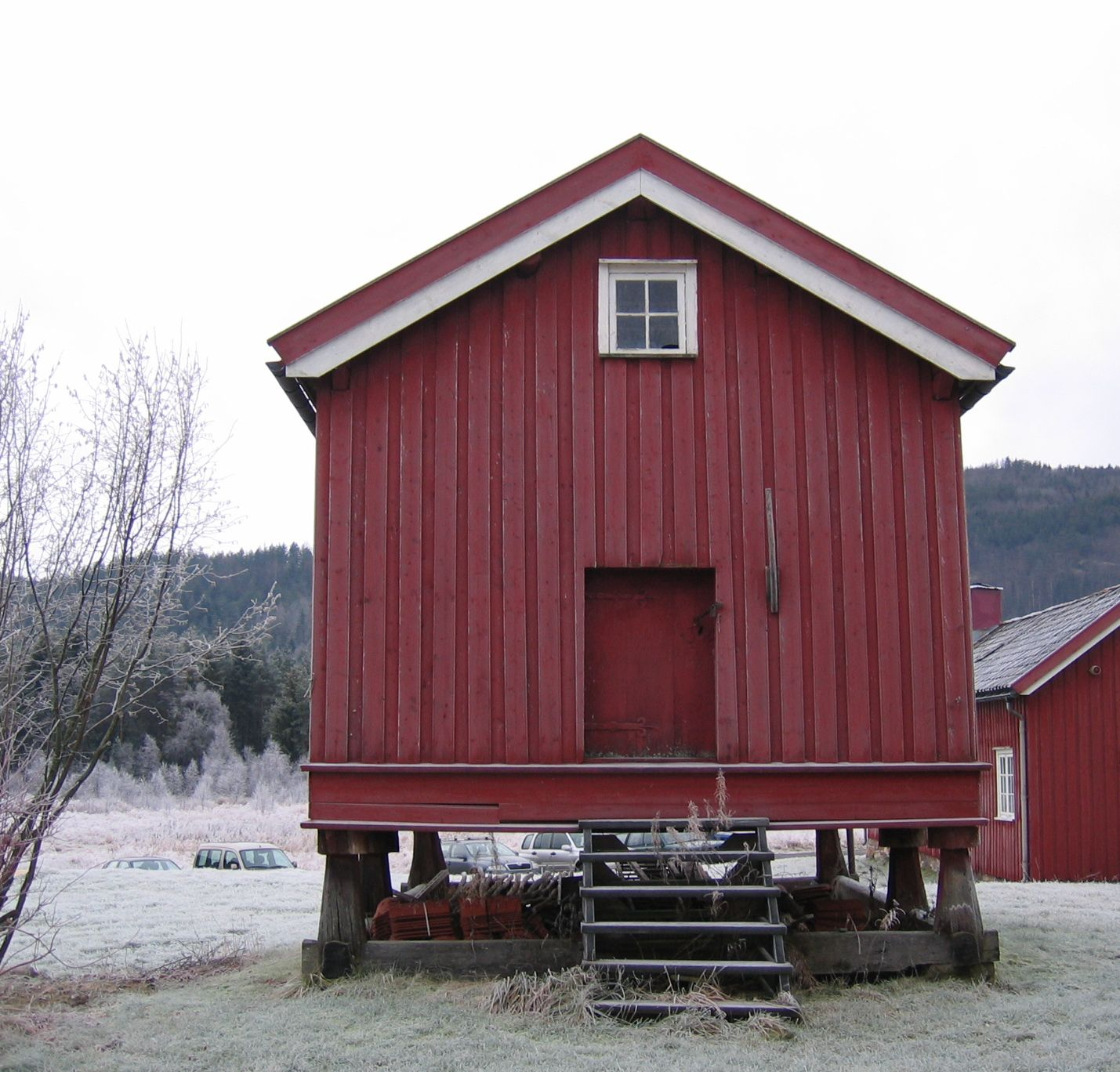
Grenier à Gjerstad (Norvège)
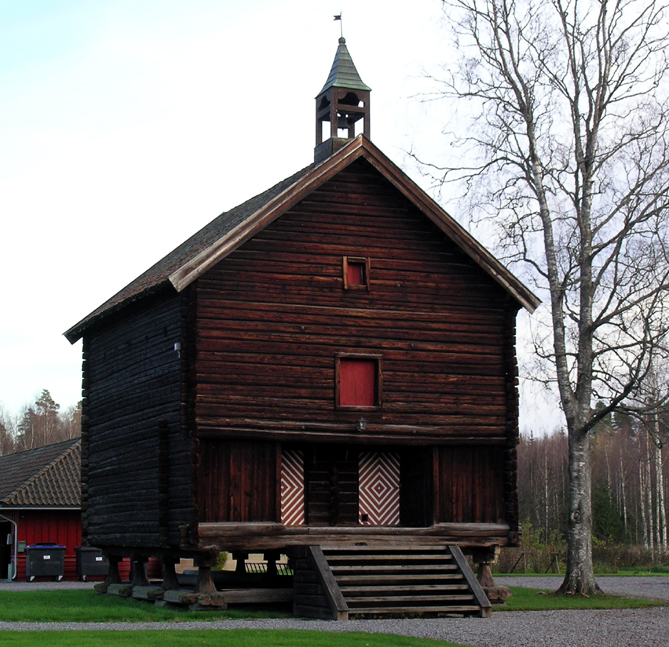
Grenier dans le Comté de Hedmark
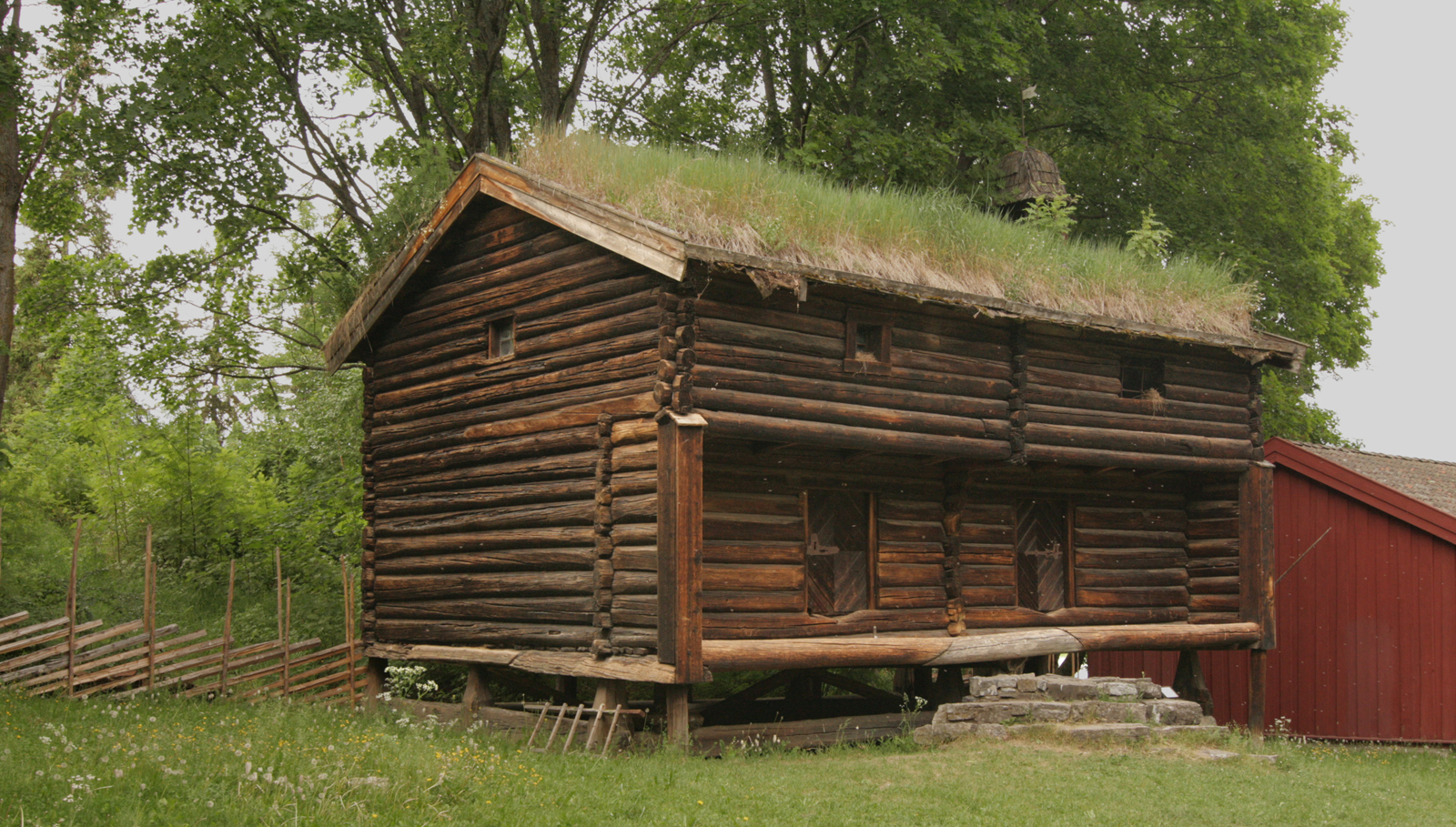
Grenier dans le Comté de Hedmark
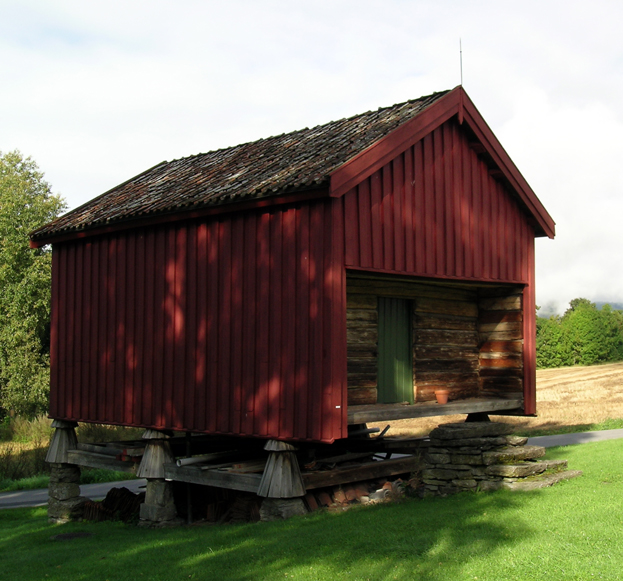
Grenier dans le Comté de Telemark
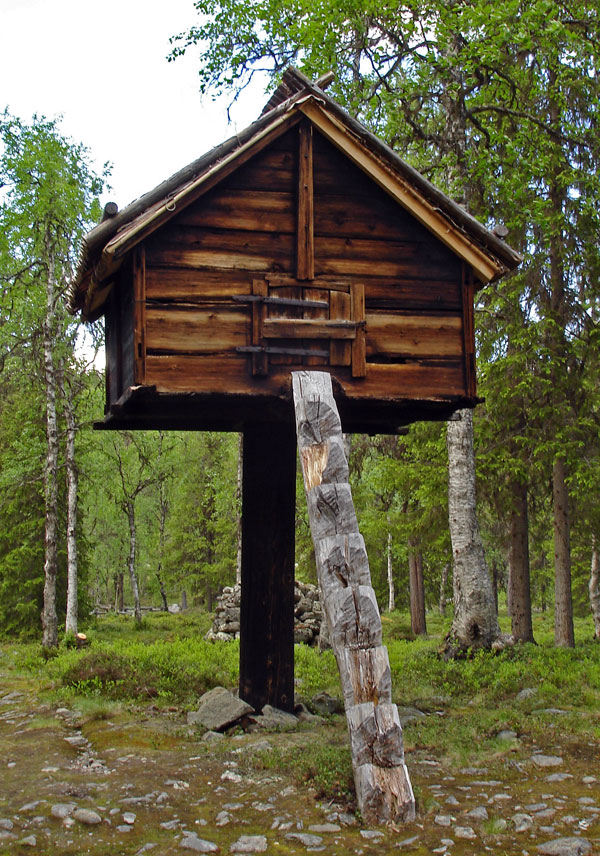
Un grenier Sami en Suède.
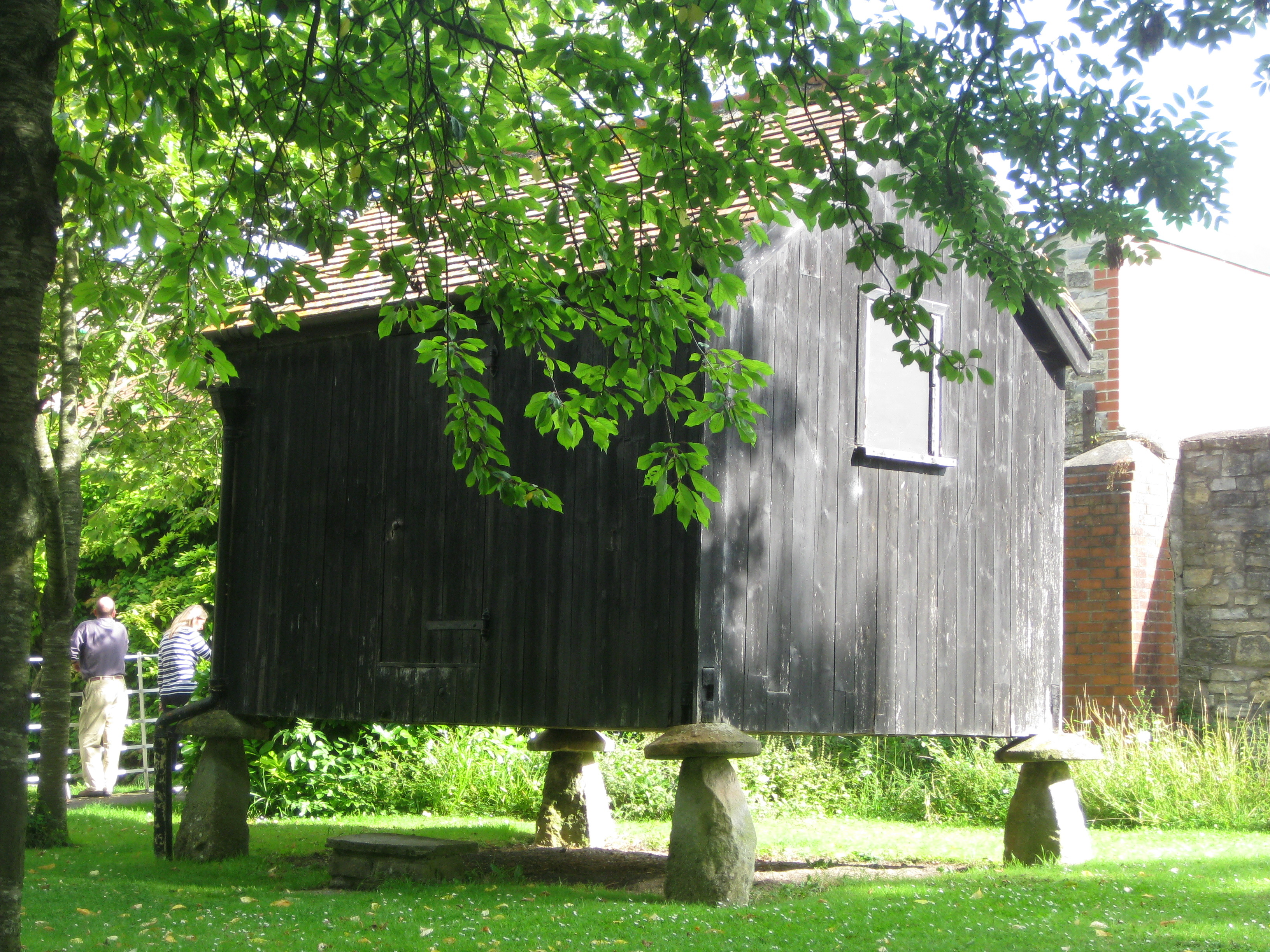
Staddle stones, Somerset Rural Life Museum
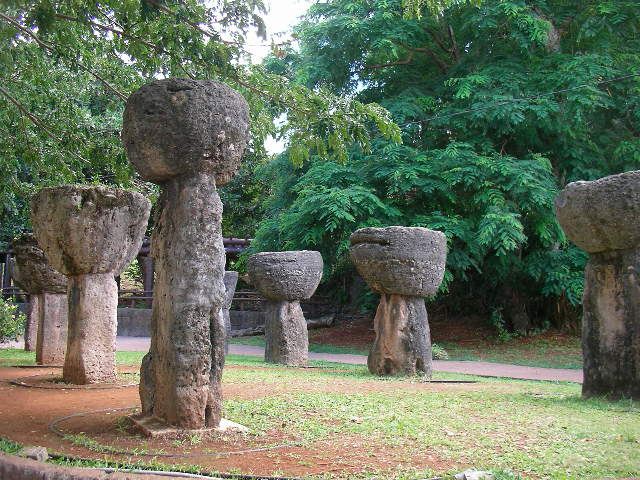
Lattes des Îles Mariannes

### Le hambar à maïs
Le hambar est un type de grenier extérieur utilisé pour le séchage lent par l'air ambiant et le stockage des épis de maïs. D'un usage domestique, il sert généralement pour nourrir les volailles de la basse-cour. Il s’agit d’une construction en bois ou plus couramment grillagée et munies d’une toiture. Le terme, largement utilisé dans les Balkans et dans les régions voisines de la plaine de Pannonie, vient du turc ambar qui signifie « grenier », « entrepôt ». On le retrouve en allemand, en roumain (hambar ou pătul), en russe (амбар - ambar), en bulgare (хамбар - hambar). Le terme et le concept existent aussi dans des régions plus septentrionales, comme la Hongrie et le bord de la Mer blanche au nord-ouest de la Russie. En France on connaît ce mode de conservation sous le terme de maïs cribs, le terme employé aux États-Unis pour décrire, une structure ventilée pour le stockage du maïs non égrainé (corn crib).

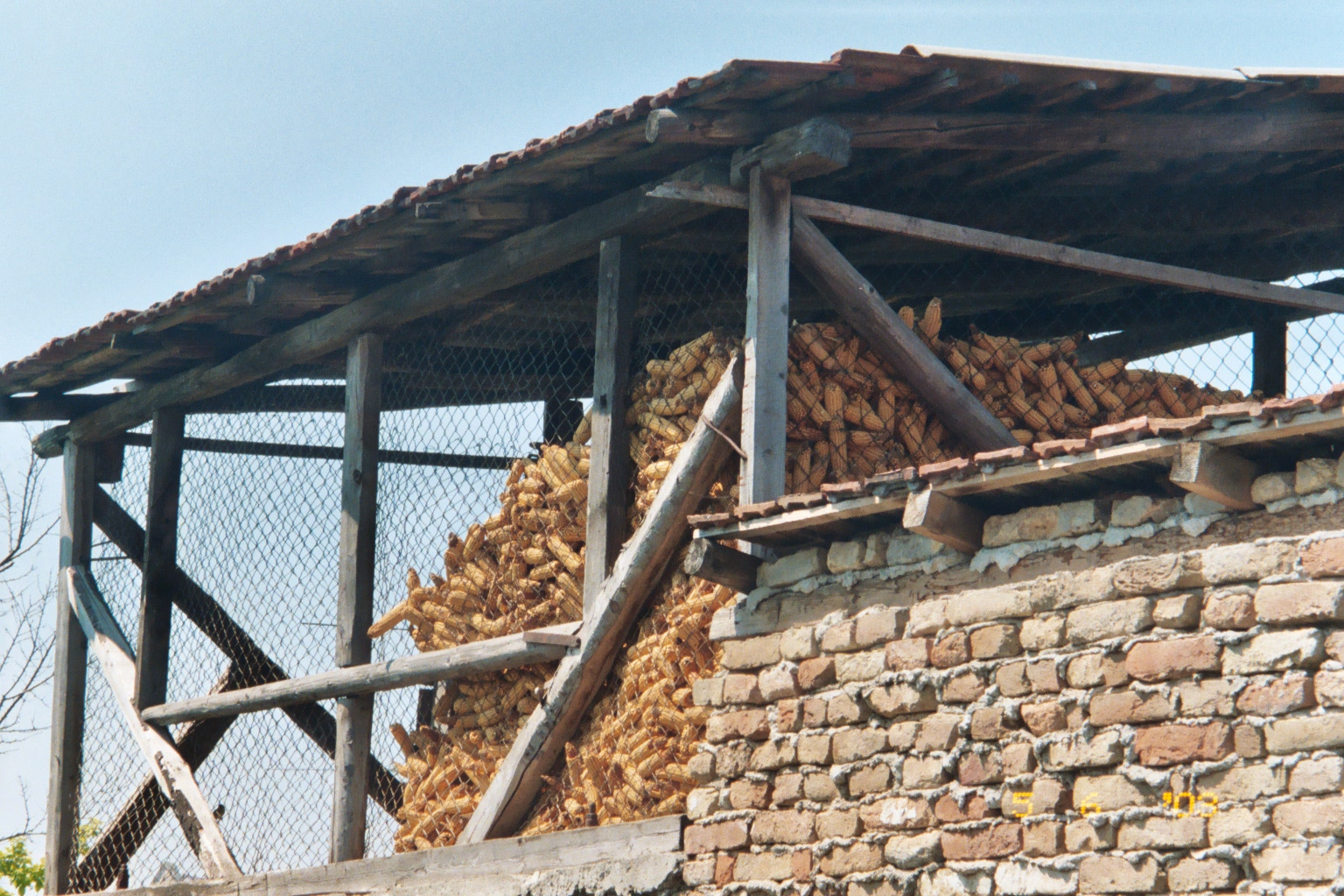
Hambar en Roumanie
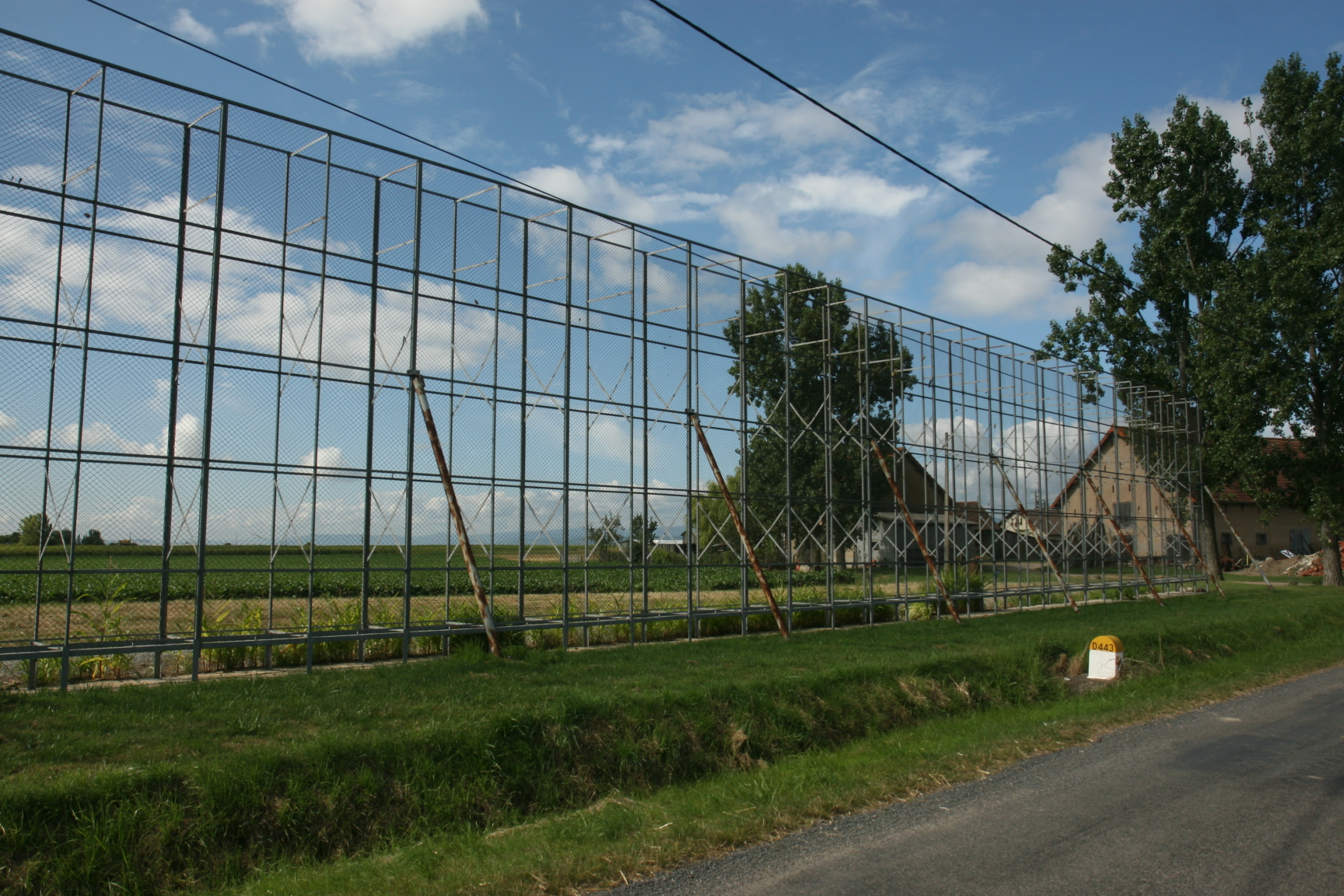
Crib à maïs dans la plaine de la Limagne
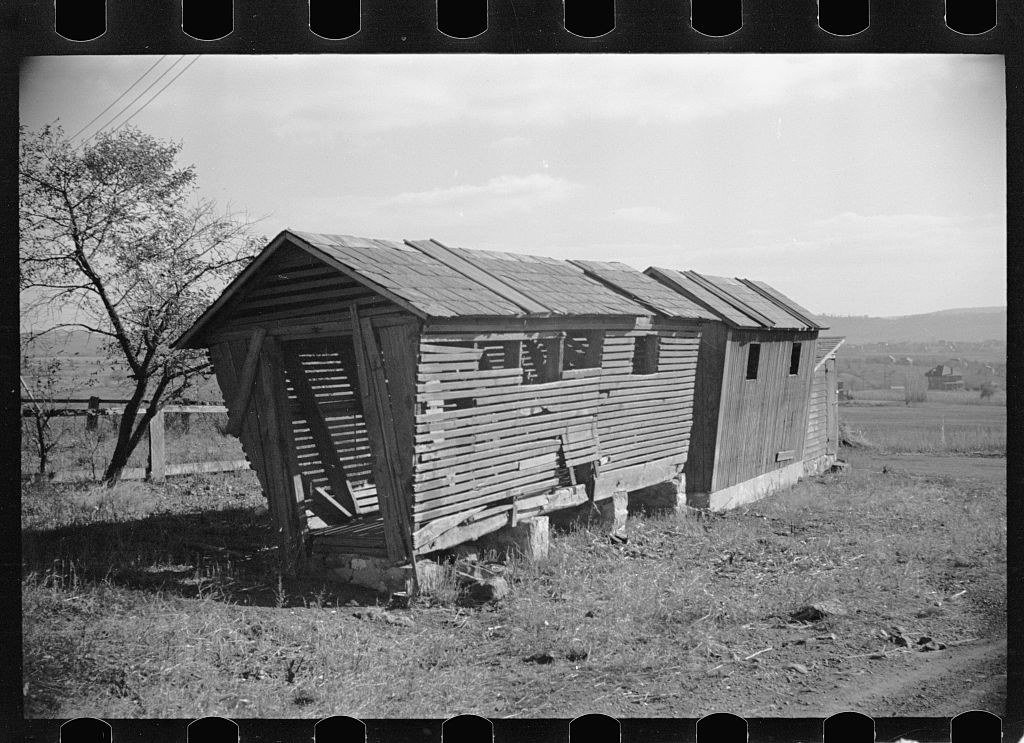
Crib à maïs, Pennsylvanie, 1936
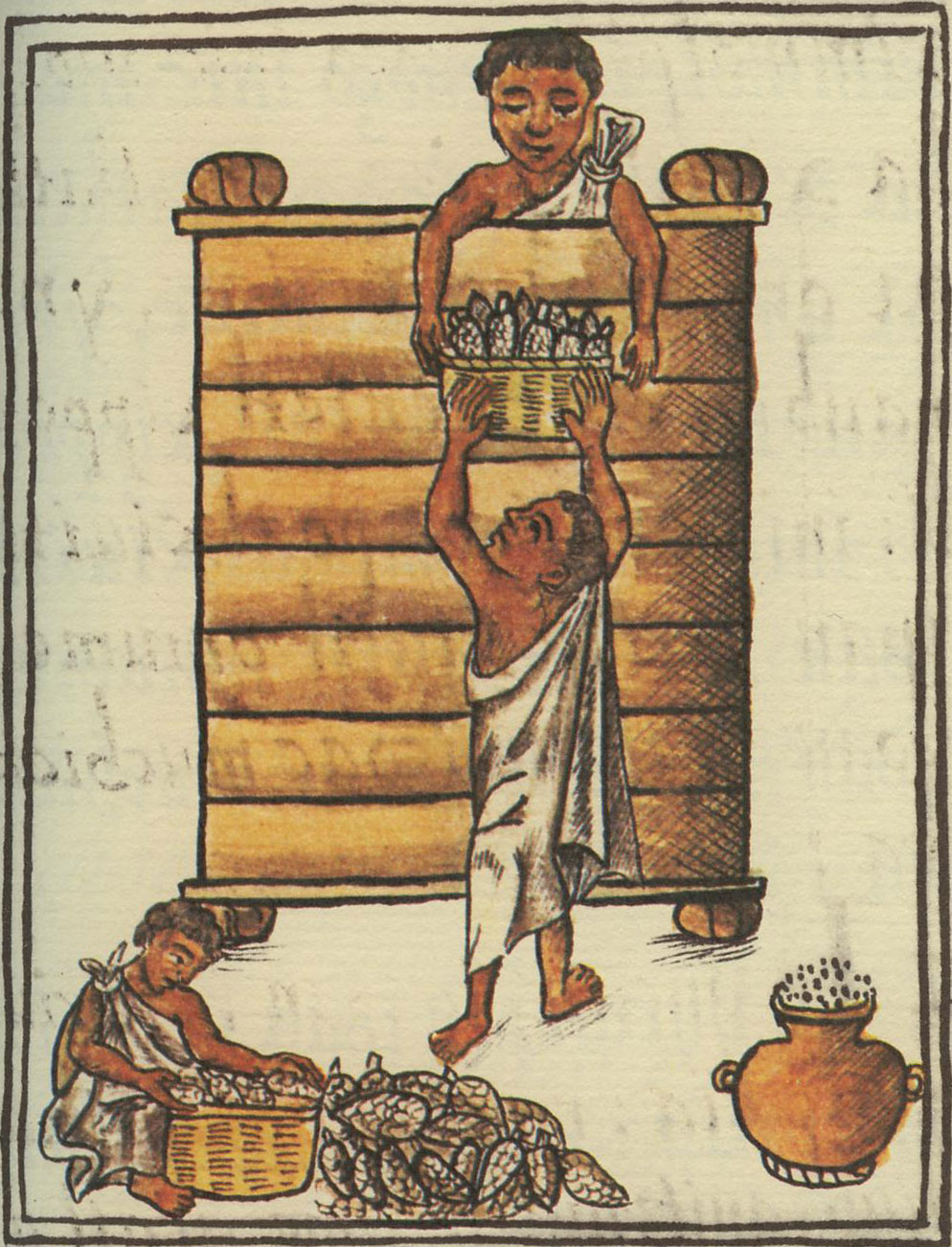
Stockage du maïs par les Aztèques, Codex de Florence - Fin XVIe siècle

### Stockage à long terme en atmosphère confinée
Le silo, fosse à embouchure rétrécie creusée dans le sol, constitue le mode de conservation des céréales en atmosphère confinée le plus approprié. Une fois la fosse remplie de grains battus et vannés, on scelle hermétiquement l’embouchure à l’aide de terre ou d’argile, afin d’isoler le contenu de l’air extérieur, de l’humidité et des insectes. Le grain va continuer à respirer et consommer l’oxygène contenu dans le silo tout en rejetant du gaz carbonique. Peu à peu, en l’absence d’oxygène, les grains vont entrer dans une phase de dormance qui favorisera une conservation de longue durée tout en gardant leurs capacités germinatives.

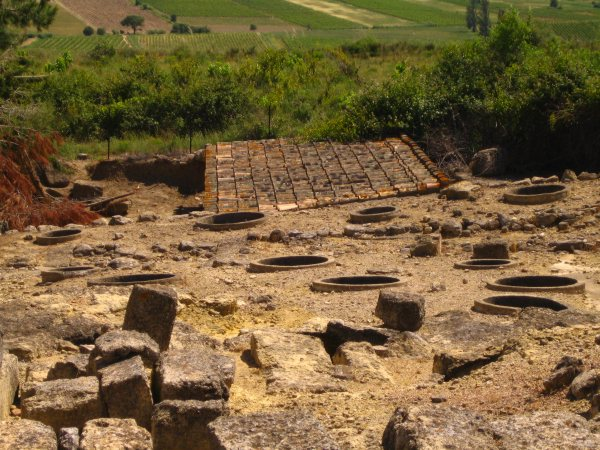
Vue des silos du site de l'oppidum d'Ensérune.

L’utilisation du silo est connue, dans le sud de la France et en Espagne, dès le début de l’agriculture au VIe millénaire av. J.-C. Certains chercheurs ont même supposé qu’il avait précédé l’agriculture et qu’il protégeait dans un premier temps, le fruit de cueillettes sélectives de graminées et de légumineuses. Parmi les exemplaires les plus anciens en Languedoc et en Provence, se trouvent ceux de Portiragnes, de Florensac et de Châteauneuf-les-Martigues qui datent du début du Néolithique. En Espagne des silos datés du Néolithique ancien ont été signalés dans le Nord-Est de la Péninsule (Haut-Empurdan).
Déjà décrit par Philon de Byzance et Xénophon, ce mode de conservation ne manqua pas de susciter l’intérêt des agronomes latins, qu’il soit qualifié de sub terris ou de sub terra (Varron), defossa (Columelle) ou in scrobibus (Pline). Varron rapporte que « certains cultivateurs ont des greniers souterrains ou caveaux appelés σειροί comme on en voit en Cappadoce et en Thrace ; ailleurs on se sert de puits, comme dans l’Espagne citérieure, et aux environs d’Osca et de Carthage. Le sol de ces puits est couvert de paille ; aucune humidité n’y pénètre car on ne les ouvre jamais ; ni même un souffle d’air, si ce n’est lorsqu’il y a nécessité de recourir à la réserve. L’air en étant exclu, il n’est pas à craindre que le charançon s’y mette. Le blé dans les puits se conserve cinquante ans, et le millet pourrait même s’y garder plus d’un siècle ». Plus loin, l’auteur signale sa connaissance des mécanismes en jeu « ceux qui ont leur blé sous terre, dans des caveaux appelés σειροί, ne devront y entrer qu’après les avoir laissés ouverts quelque temps. Car si on voulait s’y introduire immédiatement après leur ouverture, on courrait risque de suffoquer, comme il en est des exemples ». Mais les limites de la technique sont également connues et Columelle de préciser « lorsqu’on a rien à craindre de l’humidité, le blé peut se conserver dans des fosses creusées en terre, ainsi que cela se pratique dans quelques provinces d’outre-mer […] Pour nos contrées qui ne sont que trop sujettes à l’humidité, nous préférons des greniers construits au-dessus du sol ».
Durant toute la protohistoire en Méditerranée nord-occidentale, on note un usage constant de deux techniques : l’urne en céramique non tournée pour un stockage à court et moyen terme et le silo pour des réserves à long terme. Dans ce contexte, l’ensilage protohistorique est plus caractéristique des zones de grande production que des sites de consommation ou de redistribution. Aux IVe siècle av. J.-C.-IIIe siècle av. J.-C., le Languedoc occidental et la Catalogne nord-orientale sont d’importantes zones de production céréalière ; cette période correspond précisément à une phase plus dense de creusement. C’est de cette époque que datent les principaux champs de silos : Ensérune, Ruscino, Elne… ou dans l’arrière pays d’Emporion (Rosas, Pontos…). À proximité de l'oppidum de Corent, dans le Puy-de-Dôme, un important site de stockage datant de l'Âge du fer a été mis au jour en 2015 : constitué d'environ un millier de silos d'une capacité de 0,5 à 1,5 tonne de céréales, il est installé sur une poche d'argile d'un ancien étang. La capacité de l'installation est au moins trois fois supérieure à celles de la même époque observées en Allemagne, dans le Berry ou en Catalogne.

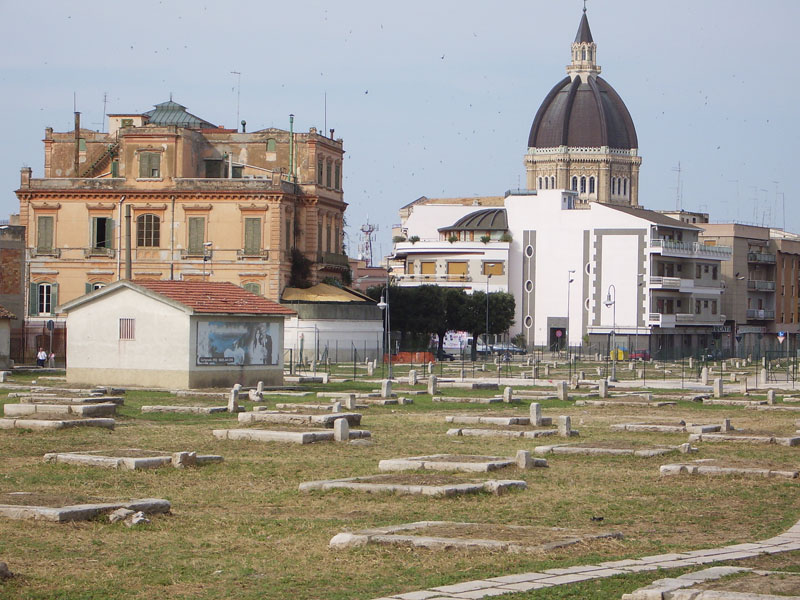
Vue du site de fosses à grains de Piano delle Fosse del Grano.

En France méditerranéenne, on note un abandon massif de la pratique de l’ensilage à la fin du Ier siècle av. J.-C. qui réapparaît au IIIe siècle-IVe siècle et sera ensuite largement utilisée au haut Moyen Âge. En Espagne, le silo va être largement utilisé jusqu’au IIe siècle av. J.-C. pour disparaître presque totalement au début de l’époque impériale. L’abandon total du silo durant le Haut-Empire tant en Gaule qu’en Espagne marque le déclin des techniques de stockage en atmosphère confinée. Ce mode de conservation apparaît de plus en plus comme un principe barbare, sans doute peu compatible avec un contrôle administratif des réserves et la consommation de pains à pâte levée dont le grain ensilé pouvait gâter le goût. Pourtant on trouve encore des exemples tardifs de grande ampleur comme le Piano delle Fosse del Grano dans les Pouilles.
Au début du XIXe siècle, l’idée du stockage en atmosphère confinée est toujours présente. À partir de 1819, Guillaume Louis Ternaux, manufacturier, fait construire deux silos dans sa propriété de Saint-Ouen, contenant près de 200 hectolitres de blé chacun, et au sujet desquels Charles Philibert de Lasteyrie adresse en 1822 un rapport à la Société d’encouragement. Dans un second mémoire publié en 1823, ce dernier relate des expériences similaires faites à l’abattoir du Roule et à l’hôpital Saint-Louis où on a construit deux fosses destinées à conserver des blés pendant dix ans.
En 1862, dans son Dictionnaire d’hygiène publique et de salubrité Ambroise Tardieu fait encore référence à l’ensilage du grain et affirme que « l’entassement du blé dans des silos est le moyen de conservation le plus précieux que l’on connaisse. On découvrit en 1707, dans la citadelle de Metz, du blé conservé depuis 1552, et on put en faire du pain qui ne différait en rien de celui préparé avec des farines nouvelles ». Cependant, il en connaît également les limites, déjà perçues par les agronomes latins, lorsqu'il précise que « tous les terrains ne sont pas propres à la conservation du blé en silos, et ce moyen ne saurait être employé qu’exceptionnellement dans notre pays, où les froments contiennent une trop forte proportion d’eau ».
L’ensilage souterrain resta longtemps un procédé de stockage traditionnel dans les zones où les conditions climatiques lui étaient naturellement plus favorables. On en retrouve de nombreux exemples au Maghreb, au Yémen (village de Thula au nord-ouest de Sanaa) ou encore en Jordanie et jusqu’à des périodes récentes. Ainsi en témoignent les Bureaux arabes qui administraient les Hautes Plaines algéroises et les confins sahariens. Après la famine de 1867-1868, ceux-ci font procéder en 1885 au recensement des silos des tribus et de leur capacité de stockage. Les cartes et relevés pour les régions de Boghari, Djelfa et Ksar Chellala font apparaître de nombreux silos contrôlés par des familles, très dispersés et situés à proximité des terres épisodiquement mis en culture. Ces silos creusés à même le sol, d’une contenance de 6 à 10 hectolitres, ne sont pas utilisés tous les ans et ne sont que rarement intégralement remplis.

### Les poires d’Ardres et silos d’Amboise

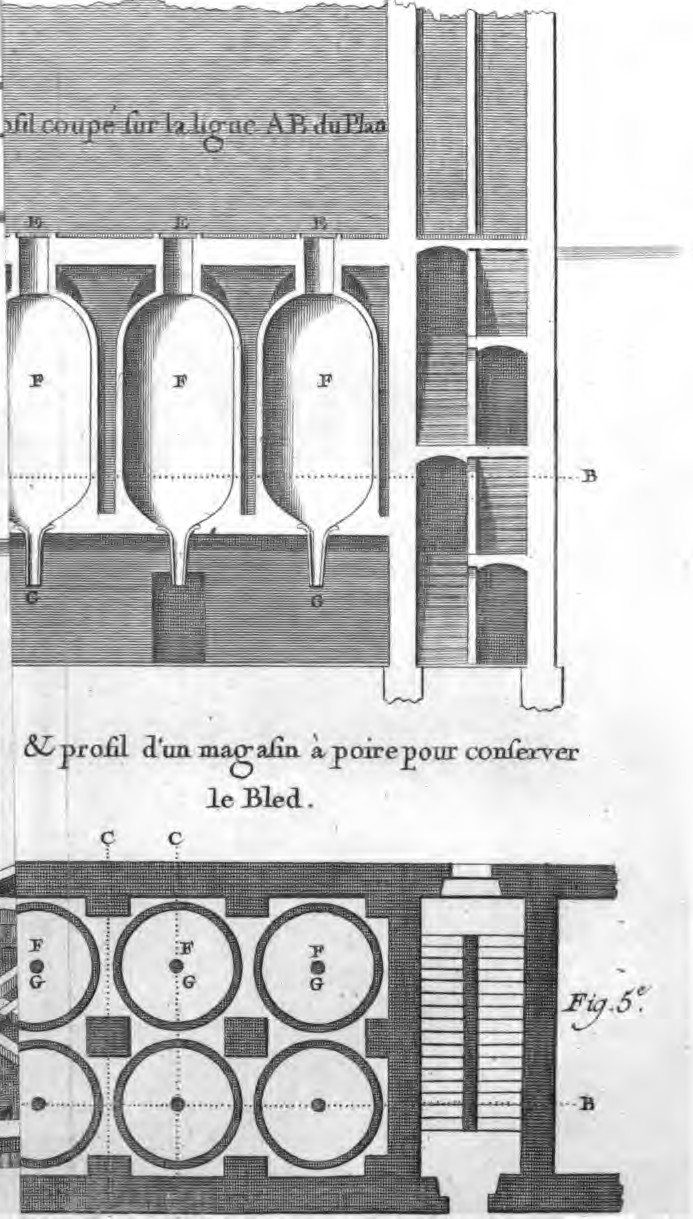
Plan et profil des « Poires d'Ardres ».
Architecture hydraulique de Bernard Forest de Bélidor

Les « poires d’Ardres » sont un ensemble de neuf silos souterrains servant à conserver le grain. Il s’agit d’une construction à trois niveaux dont une halle à grains sous laquelle se trouvent trois rangées de trois silos en forme de poires et dans lesquels était stocké le blé. Au niveau inférieur se trouvent trois galeries parallèles avec des trémies dans les voûtes permettant de récupérer le grain qui est ensuite remonté à la surface par une rampe ou hissé dans un puits.
Cette construction réalisée sous Charles Quint serait l’œuvre de Dominique de Cortone et date de la période pionnière du renouveau des silos souterrains en France. L’ensemble est décrit en 1737 par Bernard Forest de Bélidor dans son Architecture hydraulique : « Il y a sous le terre-plein d’un bastion de la ville d’Ardres, petite place forte proche Calais, 9 magasins construits dans un grand souterrain destinez à renfermer le grain de la garnison en cas de siège, appelez communément Poires d’Ardres […] Tous ceux qui connoissent ces Poires conviennent qu’on n’a jamais rien imaginé de mieux, je crois qu’on pourroit s’en servir avec autant d’avantage pour conserver la poudre à canon ». La dimension stratégique est encore étudiée dans les mémoires militaires de la première moitié du XIXe siècle. Si François de Saint-Just précise que ce magasin est analogue aux greniers de Hongrie, l’ensemble présente nombre de similitudes avec les silos d’Amboise, improprement appelés « Greniers de César », et dont une étude a été réalisée en 1784 par Pierre Beaumesnil. Comme à Ardres, on trouve ici une disposition sur trois niveaux avec une évacuation du grain par la cave inférieure. Après dégagement des silos dans le roc, les parois ont été recouvertes d’un enduit de mortier à chaux grasse mêlé à du sable et de la brique pilée, ce qui assure une première protection contre l’humidité. Entre cet enduit et le mur de briques du silo renfermant le grain, se trouve un espace de 20 centimètres environ qui est comblé avec du sable très fin de Loire appelé falaise et qui assure une protection supplémentaire contre l’humidité.
La difficulté de réalisation, et par là même le coût d’établissement, montre qu’il ne s’agit pas de simples installations rurales mais plutôt de l’œuvre de riches commanditaires. Une des nouveautés introduites par ce mode de stockage réside dans le mouvement du grain imposé par le prélèvement régulier en partie basse du silo, ce qui évite sa prise en masse. Toutefois ce mouvement très relatif, comme les conditions d'anaérobioses incertaines, font qu'il n’est pas possible de connaître avec certitude l’état de conservation du grain dans ces magasins.

## Transilage et ventilation mécanique, ou l’invention du silo moderne

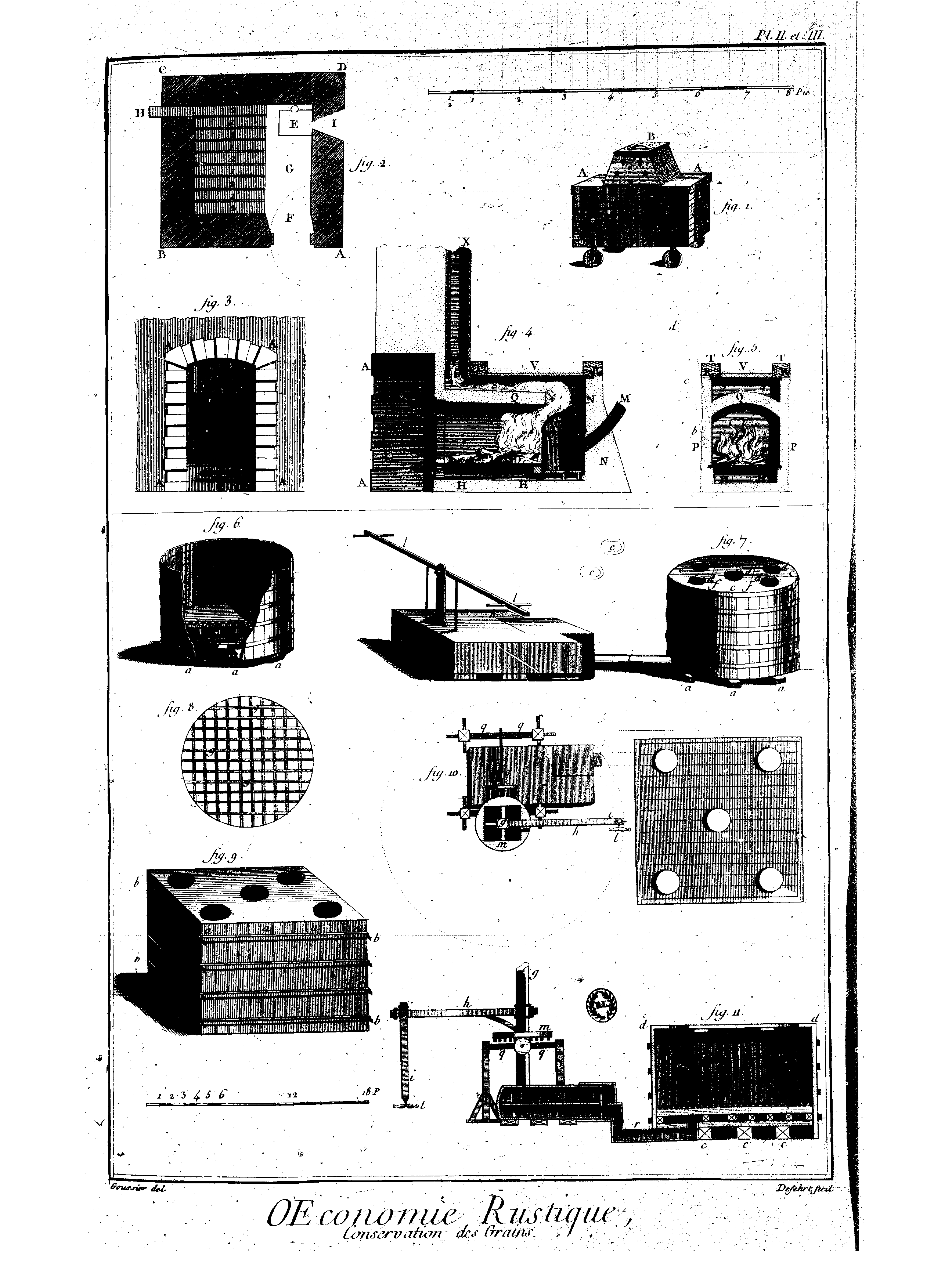
Les caisses ventilées de Duhamel du Monceau sont représentées dans L'encyclopédie (fig 6 et 9). Le ventilateur de Stephen Hales est actionné soit à bras (fig 7) soit à l'aide d'un manège (fig 10)

Dans son Dictionnaire d’hygiène publique et de salubrité paru en 1862, Auguste Ambroise Tardieu affirme que « si le blé se garde fidèlement dans les silos, il ne s’y conserve pas dans l’immobilité sous le climat du Nord, et il est indispensable de l’agiter et de l’aérer, pour en éviter la détérioration ». C’est précisément de la conjonction de ces deux principes que naîtra le silo moderne.
On appelle transilage l’opération qui consiste à faire passer le grain en vrac d’un silo à un autre pour éviter sa prise en masse. La ventilation consiste à utiliser des conduites et un ventilateur pour pulser ou aspirer l’air à travers la masse de grain en vue de le refroidir et de le sécher.
Ambroise Tardieu attribue la paternité du procédé de ventilation du grain à Duhamel du Monceau mais conclut qu’« il consacra longtemps sa patience et ses soins à ses expériences d'aérage, et sans doute le résultat de ses essais ne lui inspira pas une pleine confiance, puisqu'il jugeait nécessaire de dessécher préalablement, dans des étuves chauffées jusqu'à 90 °C, le blé qu'il confiait à ces caisses ventilées ».

### Les caisses ventilées de Duhamel du Monceau
L'intérêt de l'étude du stockage des grains de céréales apparut à Henri Louis Duhamel du Monceau lorsqu'il assista, dans le port de Brest, au déchargement d'une cargaison de blé endommagée par l'humidité. Dans son Traité de la conservation des grains et en particulier du froment paru en 1753, Duhamel du Monceau rapporte la construction d’un « grenier de conservation » fait d’une grande caisse en bois, rectangulaire ou en forme de cuve à vendange, et dont le fond est muni d’un plancher de grillage (fig 8) recouvert d’un canevas. Il ne laisse pénétrer à l'intérieur que les conduits d'une soufflerie, destinée à faire passer un courant d'air frais à travers la masse du blé car « il falloit de temps en temps renouveler l’air du petit grenier ; il falloit forcer l’air qui se seroit infecté, d’en sortir pour en faire entrer de nouveau ; il falloit être maître d’établir dans le grenier un courant d’air qui en pût chasser l’humidité ». Pour ce faire il imagina tout d’abord d’utiliser des soufflets de forge mais renonça à cause des rongeurs qui étaient susceptibles d’en détériorer le cuir. Son expérience d’inspecteur général de la marine le conduisit à imaginer l’utilisation des solutions mise en œuvre pour ventiler la cale des navires, en particulier d'une sorte de manche à air, mais il perçut rapidement le problème de la pression statique, c’est-à-dire la résistance que la couche de grain oppose au passage de l’air.

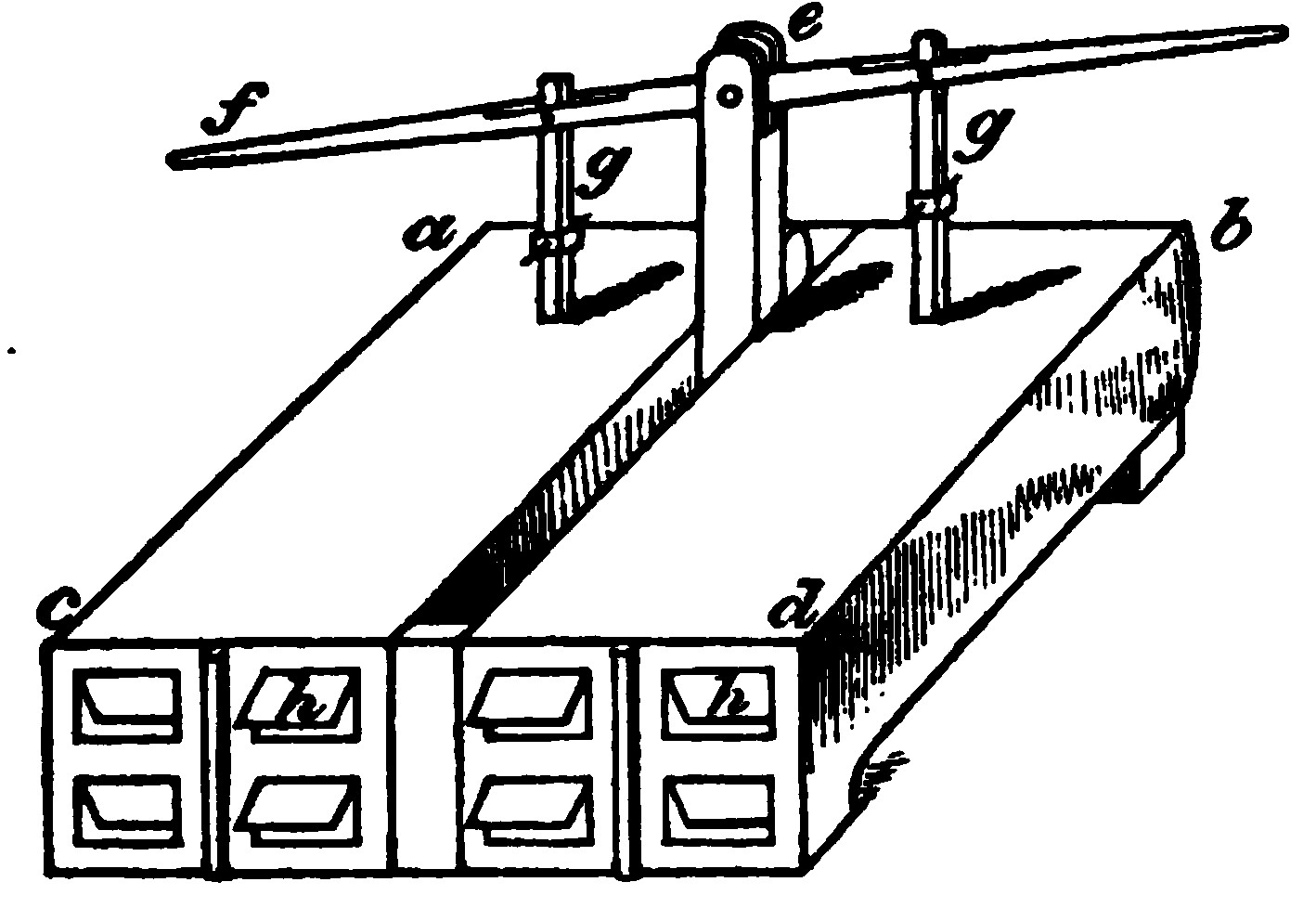
Le ventilateur du docteur Hales se compose de deux caisses en bois parallèles (a, b, c, d) dans lesquelles l'air est aspiré ou refoulé par une série de valves (h)

C’est alors qu’il reçut un exemplaire de l’ouvrage d’un physicien anglais, M.E Hales intitulé Le ventilateur et décrivant un soufflet « très simple, qui ne peut être endommagé par les rats, qu’on peut exécuter à peu de frais […] et destiné à renouveler l’air de l’entrepont et de la cale des vaisseaux […] et enfin il indique une façon de s’en servir pour la conservation des grains »,.
Dans son traité, Duhamel du Monceau rapporte de nombreuses expériences de conservation dont les résultats varient selon l’état initial du grain. Il constate que « le froment recueilli dans nos Provinces contient trop d’humidité pour être conservé en grande masse » et en déduit la nécessité de le dessécher « par l’étuve ou par le vent ». Après un éventuel séchage par étuvage, pour lequel il s'inspire du modèle présenté par Inthierri, il confirme la possibilité de conserver ainsi le grain plusieurs années : « Le froment que j’ai choisi pour mon expérience étoit de bonne qualité ; je l’ai fait éventer au plus la valeur de six jours dans l’espace d’une année, et je n’ai jamais fait mettre le feu dans le fourneau ; ce qui a néanmoins suffit pour l’entretenir si bien, qu’au jugement des connoisseurs, il est aussi parfait qu’on en puisse trouver ». L’auteur imagine également des installations de plus grande dimension et s’attache à la « description d’un grand grenier pour l’approvisionnement d’une petite communauté, ou d’un Hôtel-Dieu de Province » dans lequel il prévoit « l’établissement des soufflets et d’un moulin horizontal pour les faire jouer, avec la composition de plusieurs machines ». C'est ainsi que Duhamel du Monceau construit dans son domaine de Denainvilliers une tour ronde de 32 pieds d'élévation et de 26 pieds de diamètre et qui abrite les trois éléments constitutifs de son système : en bas le magasin à grains, au centre les soufflets et à l'étage supérieur le moteur constitué d'un moulin « à la polonaise » c'est-à-dire dont les ailes sont verticales et disposées selon les rayons du plan circulaire de la tour. Suscitant l'intérêt du Roy, il fait confectionner à son intention un modèle réduit et se voit accorder quelques années plus tard une pension de 1500 livres après intervention de son ami Daniel-Charles Trudaine.

### Développement des systèmes de conservation en atmosphère ventilée

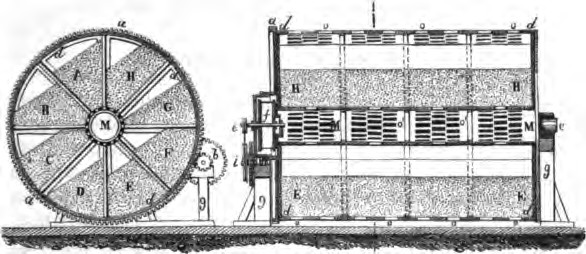
Grenier mobile de Vallery représenté dans le Précis de chimie industrielle d'Anselme Payen

La première moitié du XIXe siècle voit l’apparition de nombreux systèmes qui imposent progressivement le mode de conservation des céréales en atmosphère ventilée.
Le 13 janvier 1829, M.Laurent, mécanicien à Paris, prend un brevet de quinze ans pour un système qu’il appelle silo aérifère ou antisilo, « parce qu’il ne conserve le grain qu’en l’entourant d’air continuellement, tandis que les citernes ou les fosses ordinaires, qui ne sont que des étouffoirs, ne conservent le blé qu’en le privant d’air ». Ce procédé permet en outre de réduire les frais de manipulation, de pelletage et de criblage du grain, qui sont estimés à 40 francs par hectolitre dans les magasins de l’État.
La mise en mouvement régulière de la masse de grain apparaît également comme un des fondements des bonnes pratiques. Philippe de Girard précise qu’« on a proposé depuis longtemps des magasins en forme de tour creuse que l'on remplirait de blé, et dont on retirerait de temps en temps quelques mesures par la partie inférieure pour les reporter à la partie supérieure, ce qui occasionnerait nécessairement un mouvement sur toute la masse ».
Le 28 décembre 1835, M.Vallery, manufacturier de Saint-Paul-sur-Risle obtient un brevet pour un grenier mobile qui « s’appuie sur un usage immémorial, le remuage du grain à l’air libre » et qui démontre combien « la mobilité a été jugée utile pour la conservation des grains ». Cet appareil se compose d’un grand cylindre de bois construit à claire-voie et qui tourne horizontalement sur son axe. Ce cylindre est percé d’ouvertures garnies de toiles métalliques qui « donnent entrée à l’air et fournissent aux insectes des issues pour fuir ».

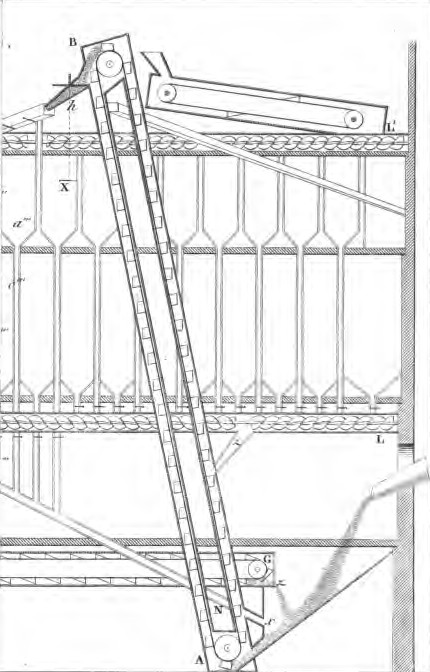
Représentation du grenier Huart

En 1844 M. Philippe de Girard présente à l'Exposition des produits de l'industrie, les dessins d'un projet de magasin à grains. Ce grenier se compose d'une réunion de silos extérieurs, rangés les uns à côté des autres, et formés de cloisons en bois ou en maçonnerie. À l'intérieur de chaque silo, le brassage du blé s'opère au moyen d'un chapelet à godets placé suivant l'axe du silo dans une gaine verticale ouverte à sa partie inférieure. L’air est extrait par un ventilateur centrifuge et circule de haut en bas grâce à des tubes disposés à travers la masse de grain.
Le principe du grenier de Girard est repris par Henri Huart, négociant à Cambrai, pour la construction d’un grenier de 10 000 hl composé de dix compartiments verticaux de 10 mètres de hauteur, 4 mètres de longueur et 3 mètres de largeur. La partie inférieure des trémies est en forme de prisme renversé à quatre faces ; la partie interne est équipée de cloisons inclinées qui assurent un écoulement régulier du grain tel que « chaque couche de grain, dans toute la section horizontale, descend régulièrement comme si l’écoulement avait lieu par une ouverture aussi grande que la section du réservoir ».
Après avoir vu fonctionner le magasin de M. Huart, la commission supérieure des subsistances militaires en a recommandé l'emploi au ministre de la guerre, dans les termes suivants :

« De quelque perfectionnement que le système de M. Huart soit encore susceptible, nous pensons qu'il réunit dès aujourd'hui, tel que l'inventeur le présente, toutes les conditions désirables pour la conservation des grains, à savoir : économie d'établissement, faible dépense d'entretien, capacité considérable, mouvement périodique ou continu de toute la masse du grain, ventilation, nettoyage, entretien d'une température basse, dessiccation progressive et préservation des insectes et des animaux rongeurs. L'application de ce système lui permettrait désormais d'entretenir, sans déchet de conservation, sans frais extraordinaires, les approvisionnements de réserve qu'elle pourra former pendant les années d'abondance ; de centraliser le service de la manutention des grains dans quelques grandes places de l'intérieur ; de créer de vastes entrepôts dans nos principaux ports de l'Océan et de la Méditerranée ; de réunir enfin, au moment du besoin, sur tel point déterminé de notre territoire, toute la quantité de blé nécessaire à l'alimentation d'un rassemblement inopiné. »

### Le silo moderne, au service de l'échange

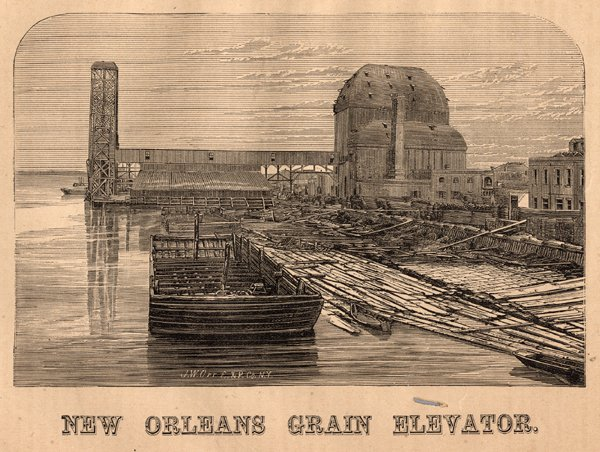
Silo à grains de La Nouvelle-Orléans en 1873. Ce port international a une situation privilégiée au débouché des Grandes Plaines

Dans son dictionnaire d'hygiène publique, Auguste Ambroise Tardieu mentionne que de 1829 à 1840, l'importation du froment en grain et en farine s'est élevé à 271 millions de francs alors que l'exportation n'a été que de 43 millions au prix moyen de 20 francs l'hectolitre. Au XIXe siècle, l'enrichissement constant des pays les plus industrialisés permet l’élévation du niveau de la consommation. En France par exemple, la consommation annuelle de froment per capita passe de 1,76 quintal en 1841-1850 à 2,45 quintaux en 1891-1900.
Dans ce contexte favorable à l'augmentation des échanges internationaux, les techniques de stockage des grains profitent de la vague d’innovation du XIXe siècle :

« Il se posait alors des problèmes de transport, de stockage, de sécurité qui étaient extraordinairement variés. L’un des premiers résolus, et sur lequel on n’insiste guère, avait été le stockage des céréales, c’est-à-dire la possibilité d’étendre les bonnes récoltes sur les mauvaises années. On sait que le grain entassé fermente et devient impropre à la consommation. C’est entre 1850 et 1860 que furent imaginés les silos modernes, qui, en remuant continuellement ce grain, l’empêchaient de chauffer. L’adaptation de l’électricité facilita beaucoup les choses »

— Histoire des techniques - Bertrand Gille
De nombreuses installations voient le jour à cette époque. C’est par exemple en 1842 que l'américain Joseph Dart (1799–1879) a mis au point le premier silo moderne à Buffalo, tandis qu'en 1885 les premiers silos à grains furent construits au port de Montréal qui, en 1923, devient le principal port céréalier du monde.

## Les fondamentaux de la conservation du grain

### Principes généraux

Fig. 2 : Diagramme des risques de dégradation des grains en fonction de leurs caractéristiques. L'humidité et la température du grain récolté doivent être abaissés pour assurer la conservation au cours du stockage

Les principaux risques de dégradation des grains stockés sont essentiellement fonction de l’humidité relative et de la température de conservation (fig. 2) : la connaissance de ces deux paramètres permet d’apprécier l’aptitude au stockage. Selon leur valeur, on peut déterminer une durée de conservation pour chaque espèce en fonction d’un critère de conservation ou de détérioration prédéfini. Le maïs et le sorgho ont une humidité de récolte qui rend leur séchage obligatoire alors que pour les autres grains cela dépend des conditions de récolte.
La méthode de référence pour déterminer la teneur en eau du grain est la dessiccation par étuvage. Les méthodes usuelles font appel à des hygromètres dont certains peuvent être homologués pour les transactions commerciales. Leur principe de fonctionnement est soit résistif (mesure de la résistance électrique) soit capacitatif (mesure de la capacité d'un condensateur dont le diélectrique est hydrophile).
Lorsque l’humidité du grain est abaissée au niveau du seuil de stabilisation, ce dernier ne contient plus d’eau libre ; son activité respiratoire est très faible et il se comporte presque comme une matière inerte. À ce niveau, une augmentation de l’humidité de 1,5 point multiplie par deux l’intensité respiratoire du grain et la quantité de chaleur dégagée. Aux normes commerciales, fixées entre 1 et 2 points au-dessus du seuil de stabilisation, une mauvaise conservation reste possible.
| Blé - Orge                                                       | 14 | 14,5 |
| Maïs - Sorgho                                                    | 12 | 14,5 |
| Colza - Tournesol                                                | 8  | 9    |
| Pois                                                             | 12 | 14   |
| Source : Stockage et conservation des grains à la ferme, ARVALIS |    |      |

Les moisissures ne peuvent se développer qu'avec une humidité relative de l'air interstitiel supérieur à 65-70 %. Pour être en dessous de ce seuil avec du grain aux normes d'humidité, il est nécessaire de le refroidir en dessous de 10 °C. Au-delà de 23 % d'humidité du grain, les moisissures se développent même à des températures très basses et au-delà de 16 % certaines peuvent encore se développer si la température est supérieure à 20 °C.

### Courbe d’équilibre d’humidité air-grain

Fig 3 : Isotherme de sorption désorption du blé.

Le grain est un matériau hygroscopique qui absorbe ou rejette de l’eau sous forme de vapeur avec l’air ambiant, en fonction de sa propre teneur en eau et de l’humidité relative de cet air. Pour une température donnée, il se crée un équilibre entre l’humidité relative de l’air interstitiel et l’humidité du grain. Cet équilibre est représenté par une courbe isotherme de sorption-désorption dont la forme est caractéristique de chaque espèce.
Soit par exemple une masse de blé à 15 % d’humidité : celle-ci impose une hygrométrie de 80 % à l’air intragranulaire. Inversement, si on ventile avec de l’air à 60 % d’hygrométrie, le blé s’équilibre avec l’air à 12 % d’humidité (fig. 3).
La courbe d’équilibre d’humidité air-grain est à la base du principe de la ventilation pour le refroidissement et le séchage basse température d’une masse de grain. Cette ventilation est réalisée par circulation forcée d’air ambiant à travers la masse de céréales : l’air est pulsé ou aspiré à l’aide d’un ventilateur, amené dans le grain à l’aide de conduites, puis réparti dans la masse par un système de gaines de distribution.

## Ventilation d’une masse de grain

Fig 4 :Schéma de principe de la ventilation d’une cellule à grains

En été, il n’est pas possible de ramener en une seule fois la température du grain de sa valeur de récolte (environ 30 °C) à la température idéale de conservation (environ 5 °C) car l’air n’est jamais assez froid, même la nuit. L’opération doit donc être conduite par paliers successifs. En pratique, il faut ventiler une première fois dès la mise en silo pour éviter une détérioration du grain par auto échauffement. Une seconde ventilation est généralement pratiquée en automne, lorsque l’air ambiant est devenu de 8 à 10 °C plus froid que la masse de grain, et de façon à amener celle-ci à 12 °C environ. Une ventilation hivernale permet de refroidir la masse de grains à 5 °C environ ce qui assure sa stabilité ultérieure (la faible conductivité thermique ralentit le réchauffement au printemps).

### Vitesse de progression du front et dose spécifique

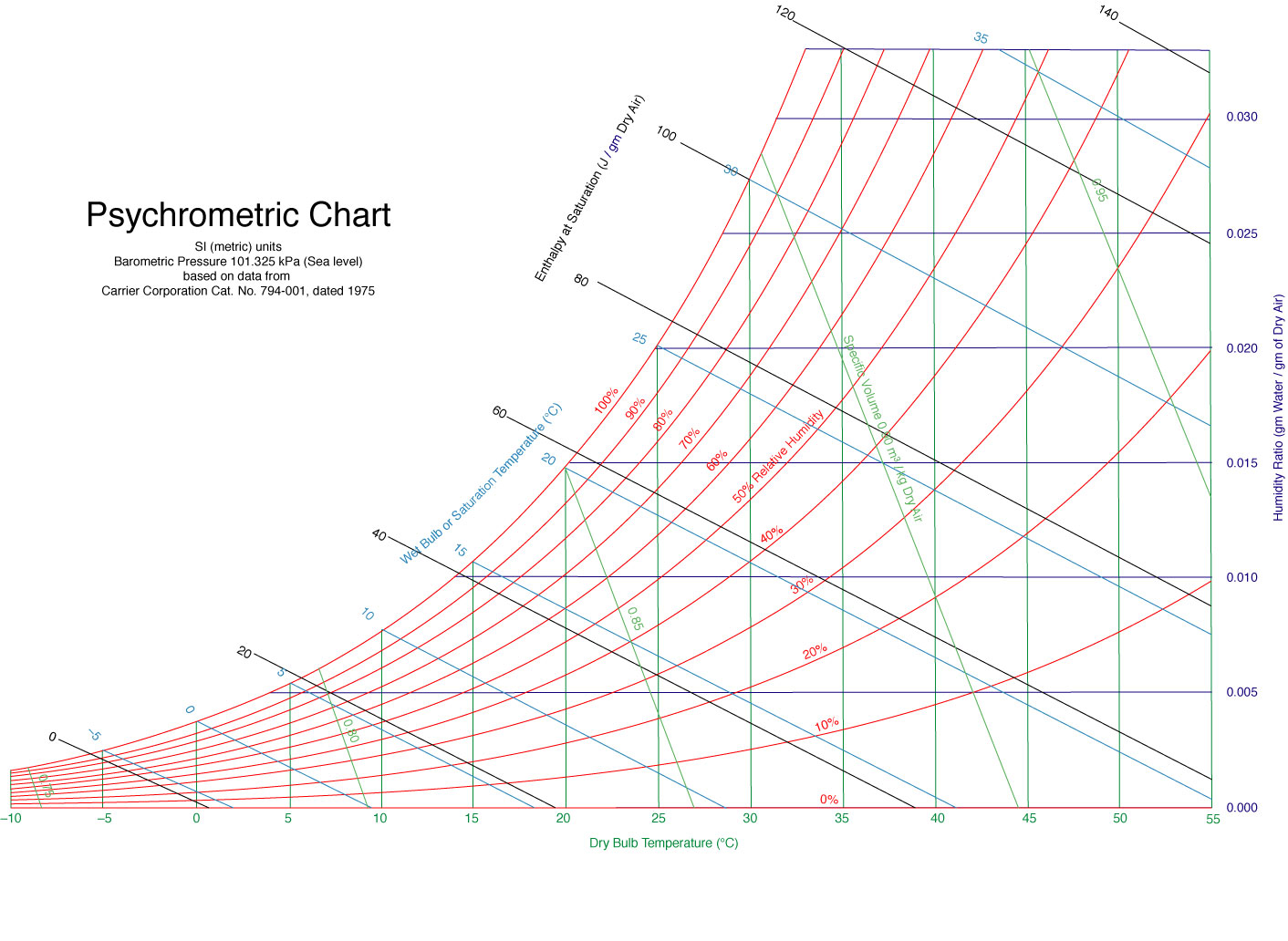
Fig 5: Diagramme psychrométrique de Carrier

Fig 6 : Représentation sur un diagramme de Carrier des opérations de séchage et de refroidissement d'une masse de grains par ventilation

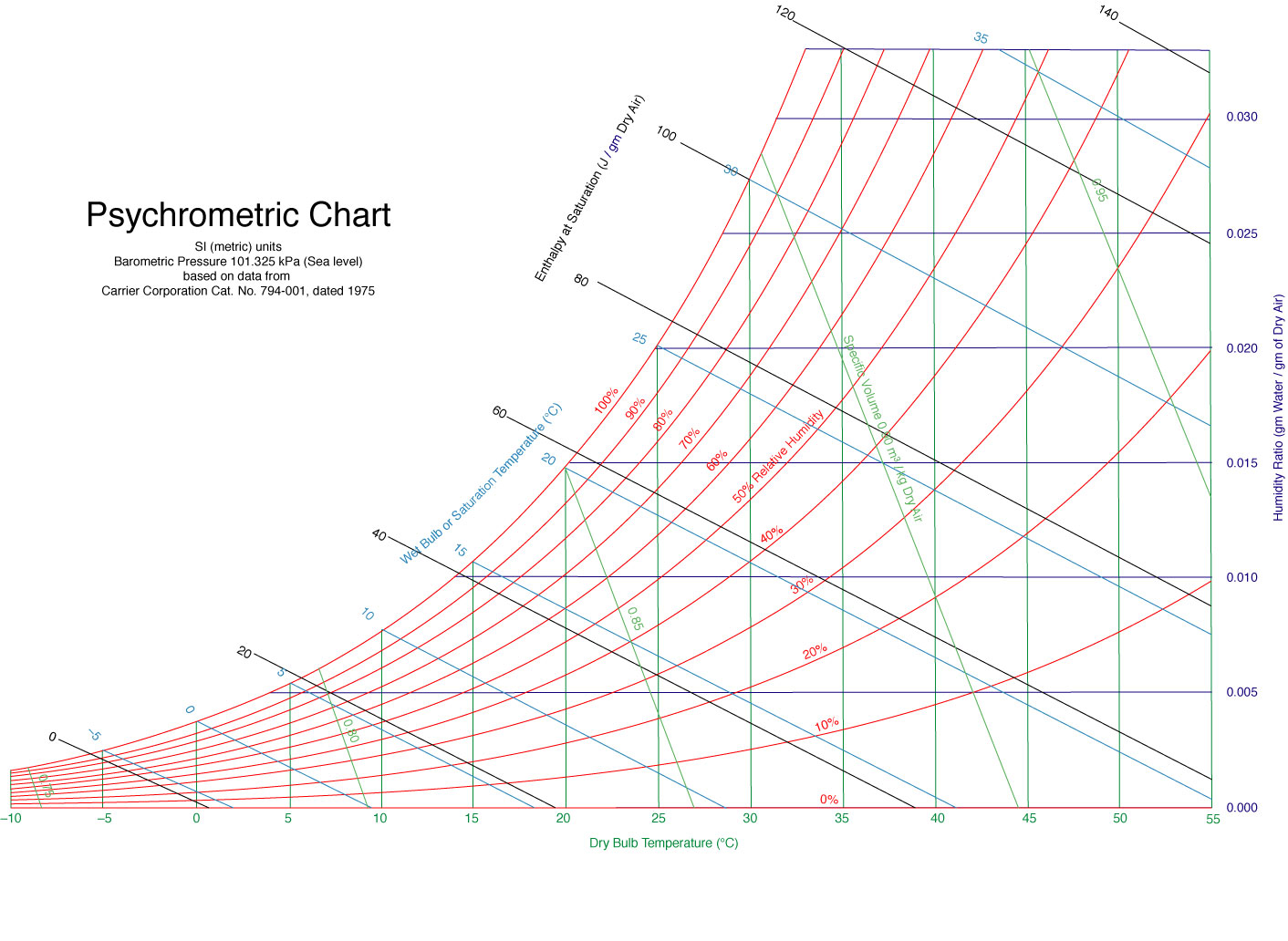
Diagramme de Carrier

Lorsqu’on insuffle de l’air dans une cellule, on observe que les couches de grains se refroidissent successivement les unes après les autres (fig 4). La couche supérieure est la dernière à se refroidir et un début d’échauffement risque de se produire si la vitesse de progression du front n’est pas suffisante. En pratique, un délai maximum de 3 à 4 semaines est conseillé pour refroidir l’ensemble.
Pour analyser les phénomènes physiques mis en œuvre, il est nécessaire d’utiliser un diagramme psychrométrique, par exemple le diagramme de Carrier (fig 5). Chaque point du graphique représente un air dans un état bien précis : température {\displaystyle \theta } (°C), humidité spécifique {\displaystyle HS} (kg d’eau/kg d’air sec), enthalpie spécifique {\displaystyle h^{*}} (kJ/kg air sec), humidité relative {\displaystyle HR} (%). Ce graphique permet de suivre les évolutions de l’air qui reçoit ou perd de la chaleur ou de l’humidité. Lorsqu'une transformation s'effectue sans apport de chaleur, elle est dite isenthalpique : l’air ne peut se charger d’humidité qu’au détriment de sa propre chaleur sensible, donc sa température diminue. Inversement, s’il y a apport de chaleur le point représentatif de l'état de l'air passe d’une isenthalpe à une autre.
Lors d’une opération de ventilation, l’air extérieur ({\displaystyle \theta _{1}} ; {\displaystyle HR_{1}}) arrive dans la zone inférieure déjà refroidie. Il se refroidit en évaporant de l’eau au détriment de sa propre chaleur : le point représentatif se déplace donc sur une droite isenthalpe jusqu’à ce que l’équilibre avec le grain soit établi ({\displaystyle \theta _{2}} ; {\displaystyle HR_{2}}) (fig 6). Cette transformation correspond au front de séchage et aboutit à un point d'équilibre qui marque la fin du séchage isenthalpique. Le point correspond alors à une humidité relative de l'air {\displaystyle HR_{2}} qui est imposée par la courbe de sorption-désorption du grain (fig 3). Dans la zone de transition, l’air évolue sensiblement à humidité constante mais élève sa température jusqu’à atteindre celle du grain {\displaystyle \theta _{3}} : le point représentatif évolue donc sur une courbe {\displaystyle HR} constante. Cette transformation correspond au front de refroidissement. Au-dessus de la zone de transition, il n’y a plus aucun échange. On démontre que la vitesse de progression {\displaystyle V_{g}} de la zone de transition est donnée par la relation suivante :
{\displaystyle V_{g}=V_{a}.{\frac {\rho _{a}.\mathbb {C} _{a}}{\rho _{g}.\mathbb {C} _{g}}}}
avec :
{\displaystyle V_{a}} : vitesse apparente de l'air ou vitesse d'insufflation (débit/section de la cellule) en m/h
{\displaystyle \rho _{a}} : masse volumique moyenne de l'air en kg/m3
{\displaystyle \rho _{g}} : masse volumique moyenne du grain en kg/m3
{\displaystyle \mathbb {C} _{g}} : chaleur massique moyenne du grain en kJ/kg air °C
{\displaystyle \mathbb {C} _{a}} : chaleur massique moyenne de l'air en kJ/kg air °C = {\displaystyle {\frac {\vartriangle h^{*}}{\vartriangle \theta }}}
Expérimentalement, on montre que le temps nécessaire pour refroidir complètement une cellule à grain de hauteur {\displaystyle H} est égal à trois fois le temps mis par la couche de transition pour atteindre le haut de la cellule soit :
{\displaystyle T_{r}=3.{\frac {H}{V_{g}}}}
On appelle « Dose spécifique » le volume {\displaystyle V} d’air nécessaire pour refroidir 1 {\displaystyle m^{3}} de grain. Ce volume vaut :
{\displaystyle V=3.{\frac {V_{a}}{V_{g}}}}

### Choix du ventilateur: débit spécifique et pression statique

Fig 7 : Exemple de courbes débit-pression d'un ventilateur avec une épaisseur de 6 m de grain

Le refroidissement doit être terminé avant que la couche supérieure du tas n’ait souffert. Pour du grain aux normes, on peut supporter 2 à 3 semaines pour réaliser l'opération. Si on ne ventile que la nuit, sur une durée de 10 heures par nuit, on dispose donc au maximum de 15 à 20 jours soit 150 à 200 heures de ventilation.
On appelle « Débit spécifique » (symbolisé par n) le débit d’air ramené à 1 m3 de grain.
Par exemple, avec une dose spécifique V = 1 000 m3 d’air/m3 de grain et une ventilation réalisée pendant 100 heures, n vaut 10 m3/h/m3. Avec une cellule de 300 m3 de grain et un débit spécifique n = 20 m3/h/m3, le débit minimum que devra fournir le ventilateur sera de 300 m3 × 20 m3/h/m3 = 6 000 m3/h. Dans cet exemple, la durée de ventilation estimée sera de 1 000 / 20 = 50 heures.
Le grain en masse dans une cellule est un matériau poreux : selon l'espèce végétale, entre 10 et 30 % du volume sont occupés par l'air interstitiel. Cette particularité rend possible la ventilation car l'air pulsé peut traverser la masse de grain en suivant les interstices. Ce passage est d'autant plus facile que les grains sont de grosse taille et qu'ils sont propres, c'est-à-dire exempts de poussières et de débris végétaux de toute taille. Il dépend également de l'architecture du réseau de ventilation, en particulier de la dimension des cellules de stockage, du nombre, de la forme et du coefficient de perforation des gaines de ventilation.
On appelle « Pression statique » (notée {\displaystyle P_{s}}), l'ensemble des résistances au passage de l'air de ventilation dans le circuit aéraulique (gaines de ventilation, perforations, tas de grain…). Elle s'exprime en millimètres de colonne d'eau (mm CE) ou en pascals (Pa).
Dans une installation bien conçue, la quasi-totalité de ces frottements, appelés pertes de charge, est générée par le passage à travers le grain et augmente donc avec la hauteur du tas. Avec une même installation de ventilation et pour une même hauteur de grain stocké, la pression statique augmente lorsque la taille des grains diminue : ainsi le maïs génère une pression moindre que le colza (fig 7).
Le ventilateur qui met l'air en mouvement est caractérisé par une courbe débit-pression sur laquelle il est possible de situer le point de fonctionnement. Pour augmenter le débit à une pression donnée, il est nécessaire d'augmenter la puissance du ventilateur (fig 7).

### Architecture du réseau de distribution d’air

Fig 8 : Principe de disposition des gaines de ventilation dans une masse de grain

La conception du réseau doit minimiser les pertes de charge, pour réduire la puissance installée, et assurer une diffusion homogène de l’air dans la masse du grain.
Dans une installation correctement étudiée, la vitesse de l’air devrait être comprise entre 8 et 10 m/s dans les galeries et collecteurs principaux, 4 à 5 m/s dans les gaines installées sous le grain, et 0,30 à 0,50 m/s à la sortie de ces gaines dans le grain.
La diffusion de l’air dans les cellules est obtenue soit par l’utilisation de planchers entièrement perforés, soit par des caniveaux recouverts de tôle perforée, soit par des gaines rondes ou semi-circulaires posées sur le fond des cellules à grain. Dans les cellules rondes à fond conique, le meilleur système consiste à installer des gaines radiales à section circulaire, perforées sur toute la périphérie et dont le taux de perforation est supérieur à 12-15 %. Dans les cellules à fond plat avec extracteur rotatif, on peut installer des caniveaux avec plancher perforé, ou encore, un plancher total à fond perforé, en privilégiant les perforations rondes et un taux d’ouverture supérieur à 18 %. Pour un stockage en cases (« silo plat »), il est nécessaire d’adapter l’écartement et la section des gaines de ventilation selon la hauteur du tas, de façon à obtenir une répartition uniforme du flux d’air (fig 8).

## Capacités et localisation de quelques silos

### Silos d'exportation

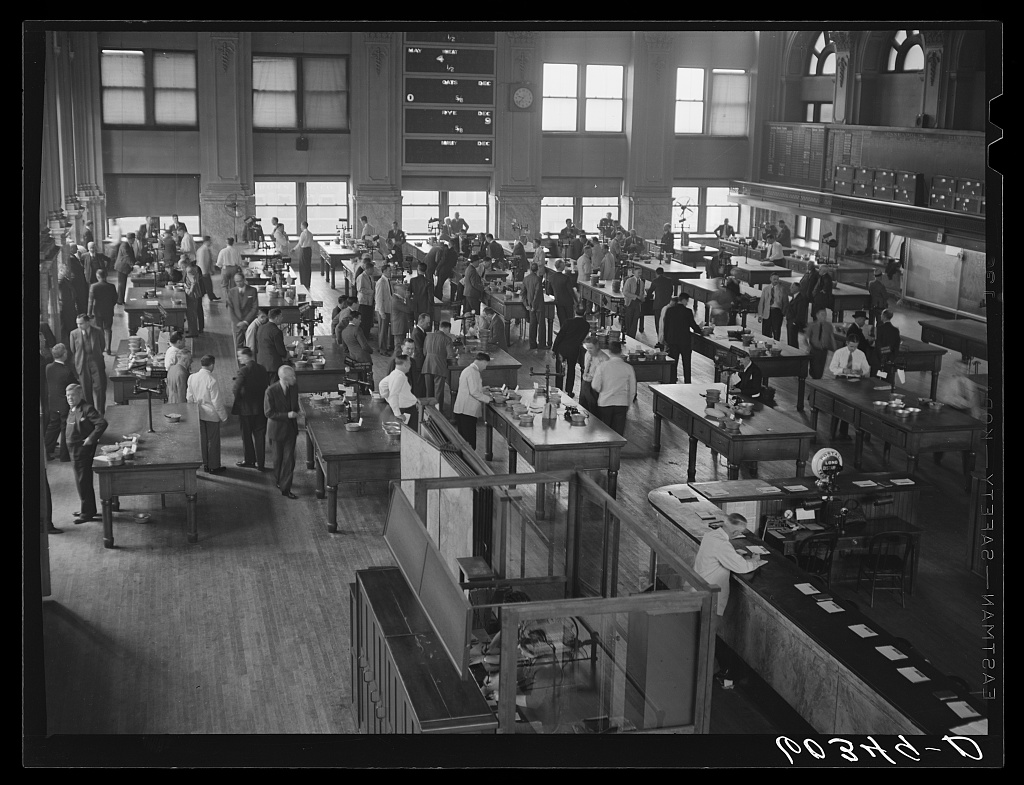
Bourse au grain de Minneapolis. 1939

Logiquement, on trouve les plus importantes installations de stockage de céréales dans des silos portuaires, au débouché des principales zones de production des grands pays exportateurs de céréales que sont les États-Unis, l’Argentine, l’Australie, l’Europe et le Canada.
Les plus grands ports céréaliers sont américains. Les ports de la côte du golfe du Mexique et notamment les ports du Bas Mississippi dans la zone Bâton-Rouge, Louisiane du Sud, La Nouvelle-Orléans, Plaquemines Parish peuvent traiter plus de 20 millions de tonnes de céréales par an. Les plus grands ports américains en capacité de stockage en grains sont les suivants :
- Duluth : 1 880 000 tonnes ;
- Port de South Louisiana : 850 000 tonnes ;
- Chicago : 750 000 tonnes ;
- Portland : 390 000 tonnes.

En Australie, le port de Geelong est celui qui dispose de la plus grande capacité de stockage en céréales avec 825 000 tonnes.
Les ports argentins de l’intérieur, qui restent limités dans leur accès par les restrictions du Mitre Channel, ainsi que les ports de la côte de Bahia Blanca (150 000 tonnes de capacité de stockage) et de Quequén/Necochea (80 000 tonnes de capacité de stockage) possèdent également des installations de grande capacité.
Les ports canadiens sont bien équipés, notamment ceux de Baie-Comeau, Churchill, Montréal, Port-Cartier, Prince Rupert, Québec, Sorel, Vancouver et Thunder Bay qui est le plus important avec une capacité de stockage de près de 1 300 000 tonnes (sept terminaux différents).

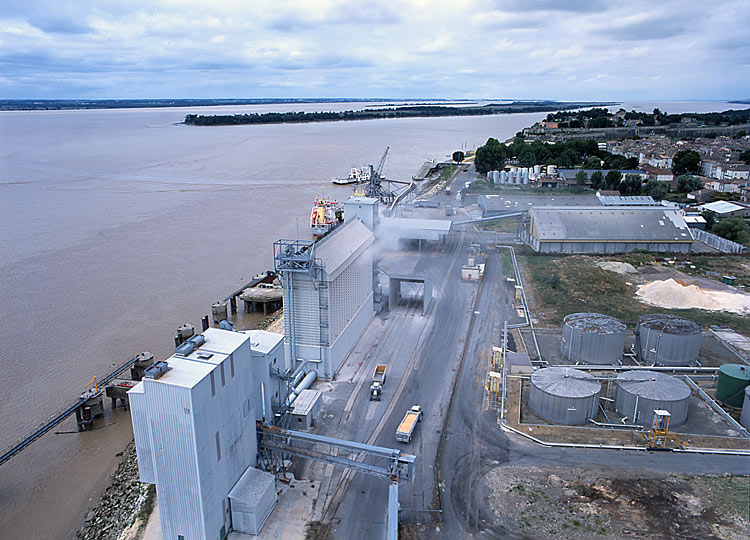
Vue aérienne des silos du port de Blaye.

Pour l’Europe, les principaux ports céréaliers sont Amsterdam, Anvers, Gand, Brême, Hambourg, Rouen et Rotterdam, ce dernier faisant office de plaque tournante surtout pour les navires de plus de 100 000 tonnes. Rotterdam, premier port d’Europe, traite un million de tonnes de céréales chaque année. Le port de Naples s’affirme comme l’un des grands ports céréaliers d’éclatement en Europe c'est-à-dire qu'il permet de répartir les importants tonnages qu'il reçoit vers de nombreuses installations de capacités plus modestes. Le premier port céréalier français est celui de Rouen avec une capacité de stockage de 1 100 000 tonnes par an répartie en sept silos. On peut également citer le port de Bordeaux qui, avec 2,1 millions de tonnes en 1998, s’affirme comme l’un des grands ports céréaliers français, essentiellement grâce au maïs : pour ce qui est de ce produit, Bordeaux est même le premier port européen.

### Silos de collecte
Le territoire français dispose de nombreux silos de collecte. Les plus grands d’entre eux, au-dessus de 15 000 m³ de capacité de stockage, qui peuvent présenter un danger important, sont soumis à autorisation préfectorale pour leur exploitation, et sont encadrés par des arrêtés leur fixant des prescriptions à respecter : ils sont au nombre de 1029 en France. Ces silos peuvent être à la fois au cœur des régions agricoles (Champagne-Ardenne, Picardie, Centre-Val de Loire avec la Beauce…) ou à proximité de nœuds de transport importants. La coopérative Champagne-Céréales est le premier groupe céréalier d'Europe. L'entreprise, présente sur un grand quart nord-est de la France, possède 160 silos répartis sur sept départements et collecte 2,2 millions de tonnes (2007), dont 1,1 million de tonnes de blé, 600 000 tonnes d’orge, 227 000 tonnes de colza et 203 000 tonnes de maïs.
En Amérique du Nord les silos de collecte sont essentiellement localisés à proximité des voies de chemin de fer et servent surtout à la constitution de trains complets pour l'exportation. Ces silos (ou elevators) portent souvent le nom de l'opérateur comme Cargill, Pioneer, ou d'opérateurs historiques disparus. Ces silos constituent des symboles du style de vie local et beaucoup ont été transformés en musées.

### Silos de stockage à la ferme
De développement récent en France et plus ancien en Amérique du Nord, les silos de stockage à la ferme sont souvent constitués de cellules métalliques de 100 à 500 tonnes de capacité, disposant d'un système de ventilation et de reprise des produits.
Avec une production mondiale de céréales de 2,24 milliards de tonnes en 2008, dont 300 millions de tonnes stockées chaque année en Europe, les réserves de céréales sont plus que jamais un outil de régulation des crises alimentaires indispensable aux sociétés modernes.

#### Ouvrages généraux
- Collecte et stockage de céréales, d'oléagineux et de protéagineux : Guides des bonnes pratiques hygiéniques, Paris, Les éditions des Journaux officiels, août 2004, 100 p. (ISBN 2-11-075669-1)
- Les Techniques de conservation des grains à long terme leur rôle dans la dynamique des systèmes de cultures et des sociétés, vol. III, fasc. 2, Paris, Éditions du CNRS, 1985, 606 p. (ISBN 2-222-03239-3)
- Stockage et conservation des grains à la ferme : Qualité - Stockage, Paris, ARVALIS Institut du végétal, 2003, 108 p. (ISBN 2-86492-555-9)
- Marie-Claire Amouretti, Le pain et l'huile dans la Grèce antique : De l'araire au moulin, Besançon, ALUB, coll. « Les Belles Lettres » (no 328), 1986, 322 p. (ISBN 2-251-60328-X)
- M. Nisard (dir.), Les agronomes latins, Caton, Varron, Columelle, Palladius, Paris, J.J. Dubochet et Compagnie Éditeurs, 1844 (lire en ligne)
- « Blé », dans Ambroise Tardieu, Dictionnaire d’hygiène publique et de salubrité, 2, 1862 (lire en ligne), p. 225-249
- Duhamel du Monceau, Traité de la conservation des grains et en particulier du froment, 1754 (lire en ligne)
- Bertrand Gille (dir.), Histoire des techniques, Paris, Gallimard, coll. « La Pléiade », 1978, 1652 p. (ISBN 978-2-07-010881-7)
- M. Henri Huart, négociant à Cambrai, « Système complet d’emmagasinage et de conservation des céréales », dans Publication industrielle des machines-outils et appareils, t. 9, Armengaud Ainé, 1855 (lire en ligne), p. 286-312
- Jean-Louis Multon, Conservation et stockage des grains et graines : céréales, oléagineux, protéagineux, Paris/Paris, TEC & DOC Lavoisier, 1982, 1155 p., 2 vol. (ISBN 2-85206-169-4)
- Jean Boulaine et Jean-Paul Legros, D'Olivier de Serres à René Dumont : Portraits d'agronomes, Paris/Londres/New York, TEC & DOC Lavoisier, 1998, 317 p. (ISBN 2-7430-0289-1)
- Bruno Dupont de Dinechin, Duhamel du Monceau : un savant exemplaire au siècle des Lumières, Luxembourg/Paris, Connaissance et mémoires européennes, 1999, 442 p. (ISBN 2-919911-11-2)

### Liens externes

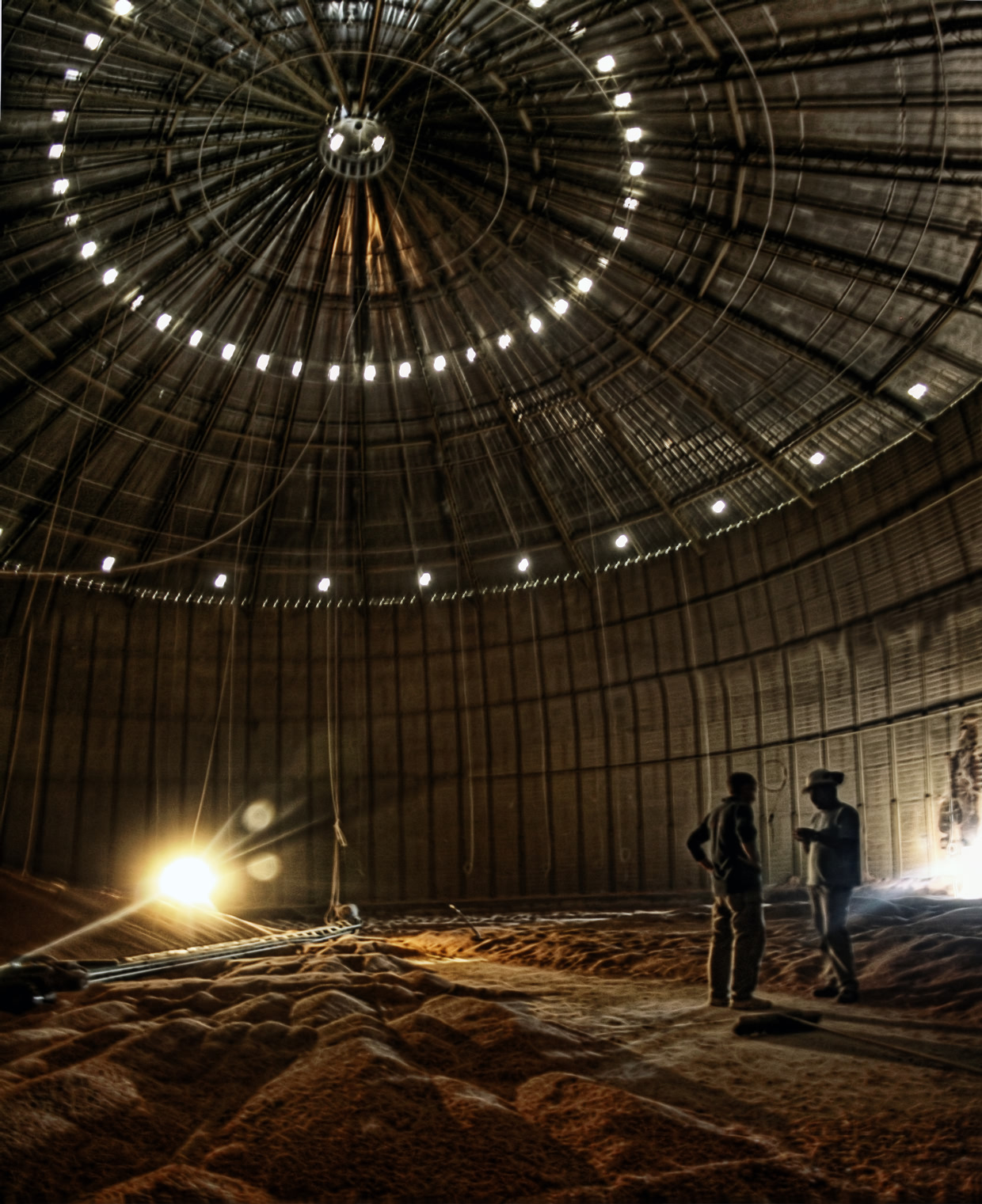
Vue intérieure d'un silo de 100000 tonnes d'une coopérative agricole. Province de Santa Fe

#### Articles
- Dominique Garcia, « Les structures de conservation des céréales en Méditerranée nord-occidentale au premier millénaire avant J.-C : innovations techniques et rôle économique » in Techniques et économie antiques et médiévales : le temps de l'innovation : colloque international (CNRS), Aix-en-Provence, 21-23 mai 1996, Paris, Éd. Errance, 1997, p. 88-95  (ISSN 1144-6803)